# 澀谷站
澀谷站（日语：〔〕／ Shibuya eki */?）是位於日本東京都澀谷區道玄坂一丁目以及二丁目，屬於東日本旅客鐵道（JR東日本）、京王電鐵、東急電鐵（東急）和東京地下鐵的鐵路車站，為東京主要的公共交通樞紐之一。

## 停靠路線
JR東日本（後述）、京王的井之頭線、東急（後述）與東京地下鐵（後述）共4間公司的路線皆在此站停靠。JR以外的路線都以此站為起訖點。
JR東日本的路線在軌道名稱上屬山手線（請參見各路線條目以及「鐵道路線的名稱」），而運行系統可分為行走於電車線、以環狀線運行的山手線電車，以及行走於山手貨物線的埼京線與湘南新宿線，在旅客資訊中視為不同路線。另外還有途經山手貨物線的付費列車停靠本站，包括由舊目黑川信號場途經品鶴線直通總武本線、成田線的特急「成田特快」，與湘南新宿線同一路線且直通東海道本線的Home Liner（「Home Liner小田原」、「早安Liner新宿」。後者只可下車）。依據特定都區市內制度，本站同屬「東京都區內」與「東京山手線內」。車站3字母簡寫為「 SBY 」。
- 山手線：行走電車線的環狀路線 - 車站編號「JY 20」
- 埼京線：行走山手貨物線。大宮站方向（北行）與川越線互相直通運行，大崎站方向（南行）與臨海線互相直通運行 - 車站編號「JA 10」
- 湘南新宿線：行走山手貨物線的中距離電車。大宮站方向（北行）與宇都宮線、高崎線互相直通運行，橫濱站方向（南行）與東海道線、橫須賀線互相直通運行 - 車站編號「JS 19」

京王停靠的路線為井之頭線。與京王線系統相同，井之頭線也設有車站編號，為「IN01」
東急有以下2條路線停靠，各路線都設有車站編號。
- 東橫線 - 車站編號「TY01」
- 田園都市線 - 車站編號「DT01」

東京地下鐵有以下3條路線停靠，各路線都設有車站編號。
- 銀座線 - 車站編號「G 01」
- 半藏門線 - 車站編號「Z 01」
- 副都心線 - 車站編號「F 16」

東橫線與副都心線、田園都市線與半藏門線各自互相直通運行。因此東橫線與副都心線、田園都市線與半藏門線車站是東急與東京地下鐵的共同使用站，4線由東急一同管理。

## 歷史
- 1885年（明治18年）3月1日：日本鐵道車站啟用[8]。
- 1906年（明治39年）11月1日：日本鐵道國有化，為國有鐵道車站。
- 1907年（明治40年）8月11日：玉川電氣鐵道線玉川線（之後的東急玉川線）通車[8]。
- 1909年（明治42年）10月12日：路線名稱定為山手線。
- 1911年（明治44年）8月3日：東京市電（現在的東京都電）青山線延伸至中澀谷站前（該站位於澀谷站東口的宮益坂下）。
- 1921年（大正10年）6月11日：玉川電氣鐵道天現寺橋線（之後的東京都電天現寺橋線）通車。
- 1923年（大正12年）3月29日：市電青山線延伸至澀谷站前（現在八公前廣場的位置）。
- 1927年（昭和2年）8月28日：東京橫濱電鐵（現在的東急）東橫線通車[8]。當時為島式月台1面2線高架車站[8]。
- 1933年（昭和8年）
  - 8月1日：帝都電鐵澀谷線（現在的京王井之頭線）通車[9]。
  - 11月1日：東橫線澀谷站東橫百貨店開張[8]。
- 1935年（昭和10年）2月：東橫線月台改為1面3線[8]。
- 1938年（昭和13年）12月20日：東京高速鐵道（日语：東京高速鉄道）線（現在的東京地下鐵銀座線）通車[9]。
- 1940年（昭和15年）5月1日：帝都電鐵與小田原急行鐵道合併，為帝都線車站。
- 1941年（昭和16年）9月1日：依據陸上交通事業調整法，東京高速鐵道車站成為帝都高速度交通營團（營團地下鐵）車站。
- 1942年（昭和17年）5月1日：小田急電鐵與東京急行電鐵（大東急）合併。
- 1948年（昭和23年）6月1日：京王帝都電鐵脫離東急，為該公司井之頭線。
- 1950年（昭和25年）8月1日：東橫線月台改為3面3線[8]。
- 1955年（昭和30年）12月27日：都營無軌電車停靠澀谷站。
- 1957年（昭和32年）3月26日：都電的澀谷站前站移到東口。
- 1964年（昭和39年）4月16日：東橫線月台改為4面4線[8]。
- 1968年（昭和43年）
  - 3月31日：都營無軌電車退出澀谷站。
  - 9月29日：都電青山線廢止。
- 1969年（昭和44年）
  - 5月10日：東急玉川線廢止[9]。
  - 10月26日：都電天現寺橋線廢止。路面電車退出澀谷站。電車車站改為東口巴士總站。
- 1977年（昭和52年）4月7日：東急新玉川線（現在的田園都市線）通車[9]。月台由營團建設，但車站業務由東急管理。
- 1978年（昭和53年）8月1日：營團地下鐵半藏門線澀谷站 - 青山一丁目區間（直通東急新玉川線）通車。同日東急新玉川線、營團地下鐵半藏門線車站業務由東急交由營團管理。
- 1980年（昭和55年）10月1日：國鐵車站終止貨運業務。
- 1987年（昭和62年）4月1日：國鐵分割民營化，為JR東日本車站（山手線）。
- 1996年（平成8年）3月16日：埼京線月台設於山手貨物線貨物月台舊址。
- 1997年（平成9年）
  - 7月：京王井之頭線車站開設西口[10]。
  - 12月28日：京王井之頭線車站移至現址。
- 2001年（平成13年）
  - 11月18日：JR東日本啟用IC卡Suica。
  - 12月1日：湘南新宿線開始停靠本站。
- 2002年（平成14年）12月1日：JR東日本特急「成田特快」部分班次停靠澀谷站[11]。
- 2004年（平成16年）
  - 4月1日：營團地下鐵民營化，銀座線與半藏門線車站成為東京地下鐵車站。
  - 6月23日：東京地下鐵半藏門線、東急田園都市線發生槍擊事件（日语：渋谷駅駅員銃撃事件）[12]。
- 2007年（平成19年）
  - 3月18日：京王、東急、東京地下鐵啟用IC卡PASMO。
  - 12月2日：東京地下鐵半藏門線、東急田園都市線車站業務移交給東急。
- 2008年（平成20年）6月14日：東京地下鐵副都心線通車，為東急管轄站（實際上與半藏門線田園都市線一樣由東急鐵路服務管理）。
- 2013年（平成25年）3月16日：東急東橫線車站地下化，並進行改點，開始與東京地下鐵副都心線直通運行。同時解除東急鐵路服務的業務委託，成為東急直營站。
- 2015年（平成27年）9月：在JR東日本站區3號月台開出的埼京線與湘南新宿線10節編組與特急6節編組列車，伴隨車站改善工程將停車位置後移2節。
- 2018年（平成30年）
  - 5月26至27日、6月2至3日：为了实现涩谷站再开发计划，配合JR車站第一階段改建工程 — 埼京線上行軌道切換工程，埼京線、湘南新宿線新宿—大崎間暫時停運。
  - 12月1日：連接JR車站中央剪票口和埼京線月台之高架連絡通道廢止，由月台層臨時連絡通道（即埼京線新月台用地）取代。
- 2020年（令和2年）
  - 1月3日：東京地下鐵銀座線新月台啟用。
  - 5月30日・5月31日：为了实现涩谷站再开发计划，配合JR車站第二階段改建工程 — 埼京線下行軌道切換工程，埼京線、湘南新宿線新宿—大崎間暫時停運。
  - 6月1日：埼京線月台向北移設約350公尺，與山手線月台並列，舊月台部分位置改為連接JR車站新南剪票口之連絡通道。
  - 9月26日：JR車站玉川剪票口廢止。
- 2021年（令和3年）
  - 10月23、24日：为了实现涩谷站再开发计划，配合JR車站第三階段改建工程 — 调整山手线的月台布局与轨道走线，原2号月台拆出后轨道外移。期间內环池袋到大崎区间暂停运营，剩余区间的班次也有所调整。
  - 10月25日：山手線2號月台擴大。
- 2023年（令和4年）
  - 1月7日、8日：为了实现涩谷站再开发计划，配合JR車站第四階段改建工程 — 调整山手线的月台布局与轨道走线，原1号月台拆出后轨道外移。期间外环大崎到池袋区间暂停运营，剩余区间的班次也有所调整。[13][14]
  - 1月9日：山手線1、2号月台合并为同一个岛式月台
  - 11月18日、19日：为了实现涩谷站再开发计划，配合JR車站第五階段改建工程 — 调整山手线的月台与轨道高度，以及列車停車位置。期间大崎至池袋区间暂停运营（18日：外環，19日：內環），剩余区间的班次也有所调整。
- 2024年（令和5年）
  - 7月21日：JR車站新南剪票口遷移，同時連接山手線月台，原剪票口連接埼京線月台之連絡通道廢止。

## 構造

截至2019年12月（銀座線、埼京線移動前）澀谷各站位置關係圖

如同地名「澀谷」，車站是建立在沿山手線的南北向谷地底部。首都圈主要車站（品川站、新宿站、池袋站、日暮里站、橫濱站、北千住站等）大多是呈現郊外路線車站月台與JR平行的架構，但澀谷受到地形限制，有許多路線以與JR線立體交會的方式連接。例如東京地下鐵銀座線從本站地上3樓開出再轉至地下，京王井之頭線與地下化前的東急東橫線需經過隧道前往下一站。
自大正時代起，車站不斷地擴建、改建，眾多車站設施與商業設施、巴士總站等立體結合，錯綜複雜的聯絡通道與樓梯讓使用者難以理解建築結構。因此，提升耐震性與無障礙環境成為澀谷站的重要課題。
2013年3月16日。東橫線月台地下化，廢除原先的高架式月台，該站與周邊地區正進行大規模都市更新。

### JR東日本
山手線月台為高架月台，夾在舊東急百貨店東橫店間，內環方向是單側島式月台1面1線（其中一個月台不使用），外環方向是側式月台1面1線。由於月台位於轉彎處，電車與月台間間隙較大。另外，每個月台配有兩名站務人員。
一開始山手線只使用內環停靠的島式月台，但隨著乘客增加，昭和時代增設月台，轉變為現行的行車方式，並在內環島式月台的外環側設置柵欄。2000年代前半進行整修後，外環月台柵欄增加廣告看板，因此現在不易看到對向月台。2023年1月，山手线外圈的侧式月台拆出并外移轨道，双向月台合并为一个新的岛式月台。
埼京線與湘南新宿線月台是1面2線的高架島式月台。過去山手線月台東側是東急東橫線的月台，由於沒有多餘空間而設於原先貨運月台的位置。因此，月台比山手線月台南端更為南邊，距離各線較遠，更被戲稱為「南澀谷站」。雖然設有高架連絡通道（附自動步道，後來拆除並改為月台層連絡通道），轉乘最快仍須5分鐘左右，所以在之前要山手線與埼京線（包含直通臨海線）、湘南新宿線相互轉乘時，在兩線月台鄰接的惠比壽站或池袋站轉乘會較為便利（但湘南新宿線的特別快速不停靠惠比壽站）。
隨著東橫線與副都心線直通運行，東橫線改為地下月台後，埼京線、湘南新宿線的月台已於2020年6月移往東橫線高架車站舊址，而山手線月台已於2023年1月完成拓寬並改回1面2線的島式月台。
山手線兩月台皆有商店。外環月台是日清DONBARE屋（どんばれ屋），內環月台是日清拉王袋麵屋（ラ王袋麺屋）。

#### 月台配置
| 月台 | 路線       | 方向 | 目的地                           |
| ---- | ---------- | ---- | -------------------------------- |
| 1    | 山手線     | 外環 | 新宿、池袋、上野方向             |
| 2    | 山手線     | 內環 | 品川、濱松町、東京方向           |
| 3    | 埼京線     | 北行 | 新宿、池袋、赤羽、大宮方向       |
| 3    | 湘南新宿線 | 北行 | 大宮、宇都宮、高崎方向           |
| 3    | 成田特快   | -    | 往新宿                           |
| 4    | 埼京線     | 南行 | 惠比壽、大崎、臨海線、相鐵線方向 |
| 4    | 湘南新宿線 | 南行 | 橫濱、大船、小田原、逗子方向     |
| 4    | 成田特快   | -    | 成田機場方向                     |

（來源：JR東日本：車站構內圖 （页面存档备份，存于））
- 山手線月台的吸菸室在眾多乘客的要求下[15]，於2008年10月19日撤除，20日全面禁菸。之後，JR東日本在2009年4月1日與10月1日將首都圈（電車特定區間（日语：電車特定区間））所有車站月台的吸菸室廢除，全面禁菸。
- 2010年3月13日改點後，往返新宿的特急「成田特快」列車停靠本站。

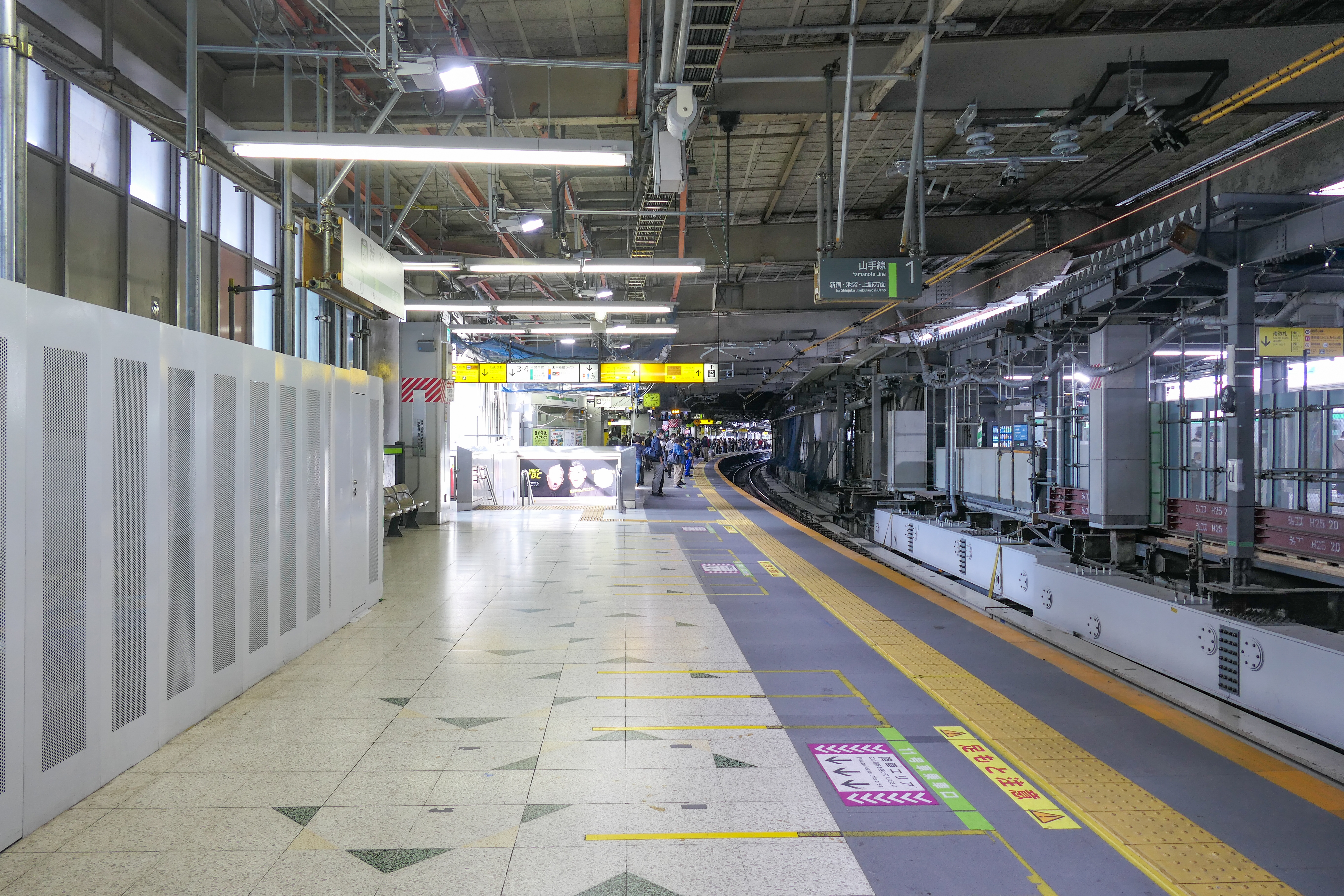
1號月台（山手線外回）（2022年10月）
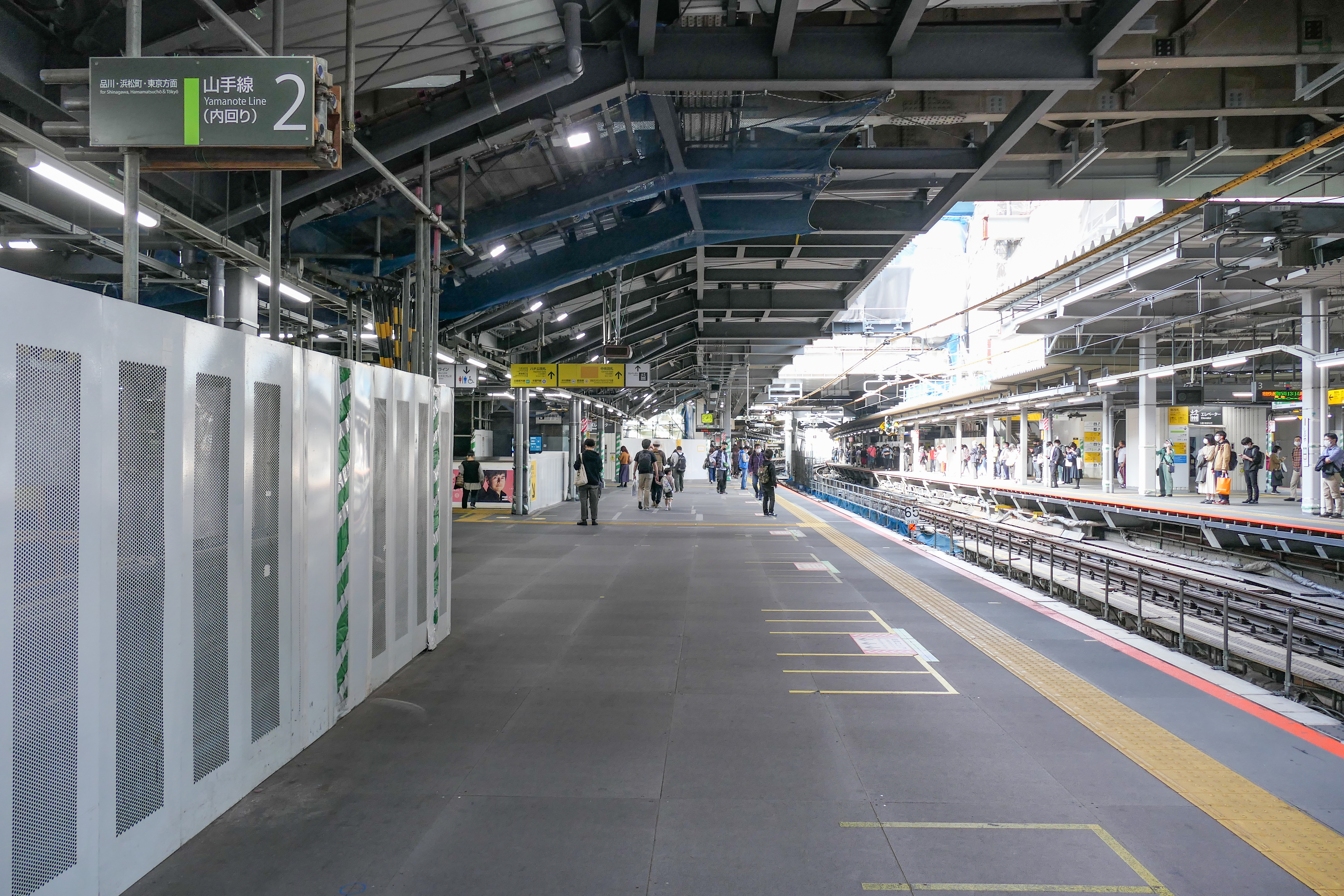
2號月台（山手線内回）（2022年10月）
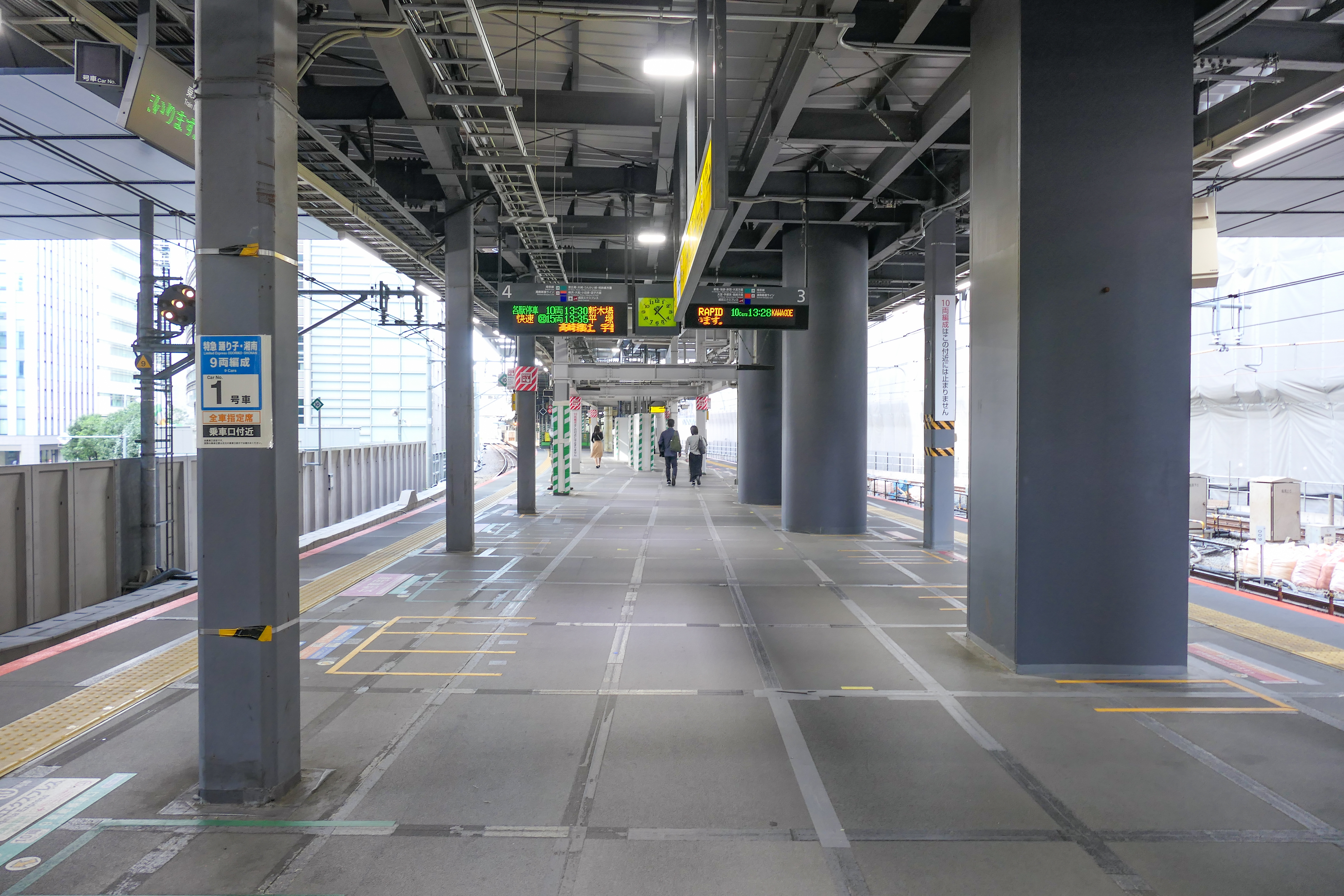
3・4號月台（埼京線・湘南新宿線）（2022年10月）

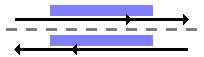
山手線月台結構 上為外環、下為內環、左往品川方向、右往新宿

#### 剪票口、出口
八公剪票口
靠近八公口與宮益坂口。相當於地上一樓。位於山手線月台新宿側樓梯下方。可轉乘東急田園都市線、半藏門線、東急東橫線、副都心線。面對八公前廣場的北側剪票口過去稱作「八公臨時剪票口」，2006年更名為「八公剪票口」。
中央剪票口
位於山手線月台中央樓梯上，或從埼京線、湘南新宿線新宿側樓梯往上直走100公尺。相當於3樓。是山手線與埼京線、湘南新宿線唯一的聯絡通道。設有電梯與電扶梯。剪票口往外的左手邊是京王井之頭線，右手邊及正前方可通往銀座線大廳。
中央東剪票口
2020年1月29日開放。設置在中央剪票口東側。通往澀谷Scramble Square（東棟）及東京地下鐵銀座線。
南剪票口
位於地面層、山手線月台惠比壽側樓梯下。剪票口外分西口與東口。設有電梯與電扶梯。本站唯一有無障礙設施的出口。
新南剪票口
新南口。位於埼京線、湘南新宿線惠比壽側樓梯上。相當於3樓。設有電梯、電扶梯。直通澀谷METS飯店入口。
玉川剪票口（已停用）
位於2樓（與山手線舊1號月台同層），與東急百貨店東橫店連通。可轉乘銀座線、京王井之頭線。「玉川」是因為此地是1969年以前往東急玉川線月台的出口而得名。配合前東急百貨店東横店拆卸工程，於2020年9月25日伴隨著山手線最後一班列車開出後，正式停用。

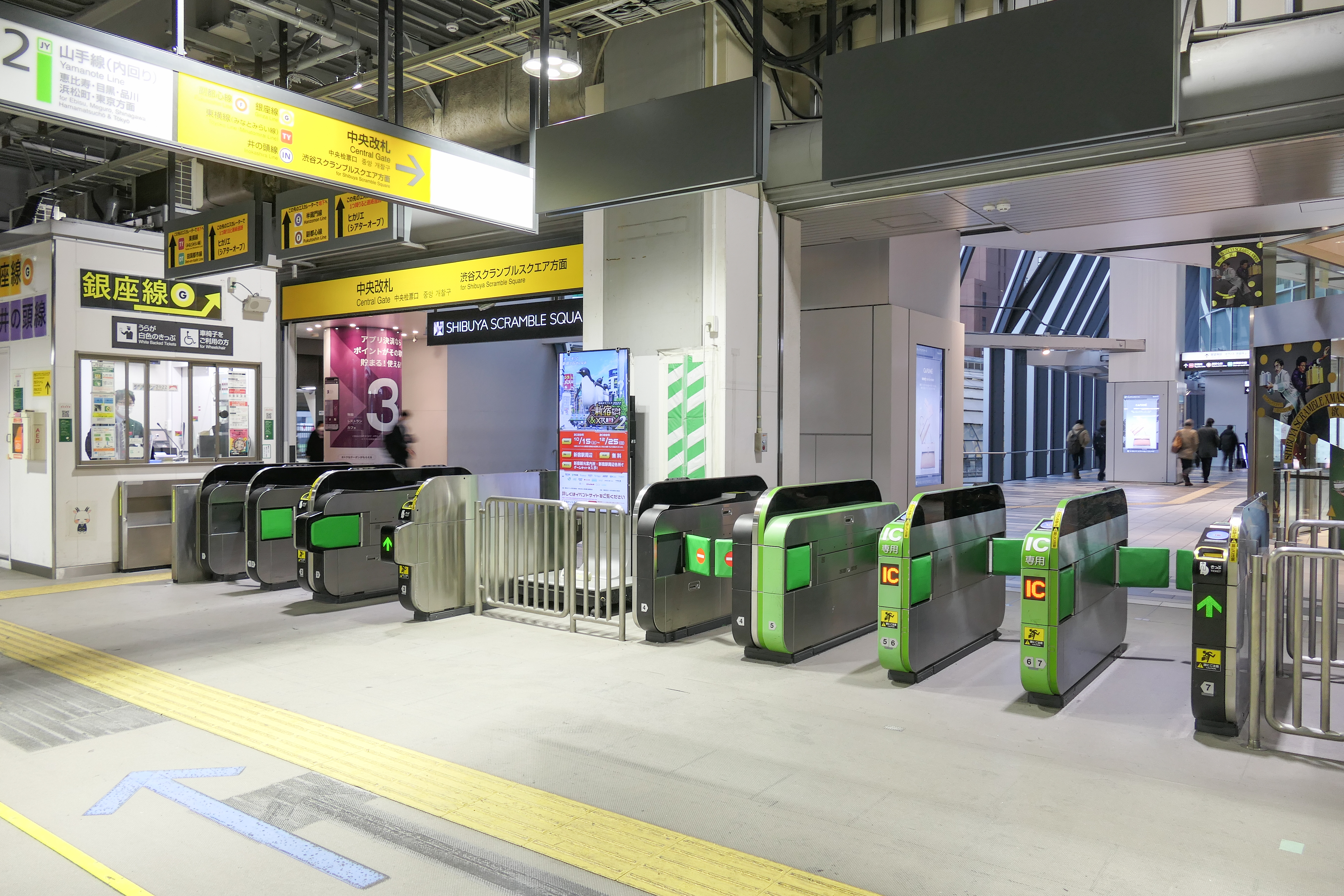
中央驗票閘口（2022年12月）
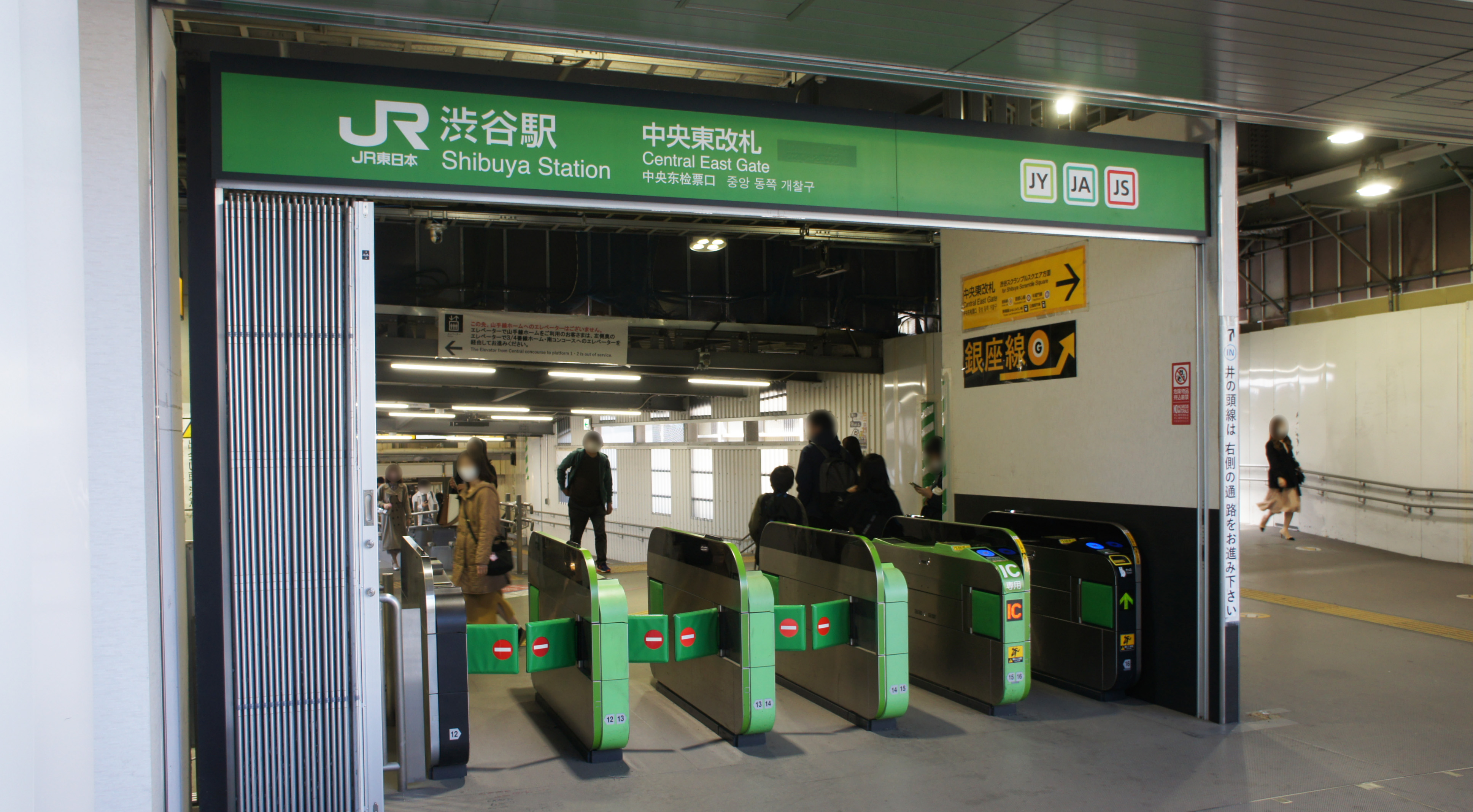
中央東驗票閘口（2021年4月）
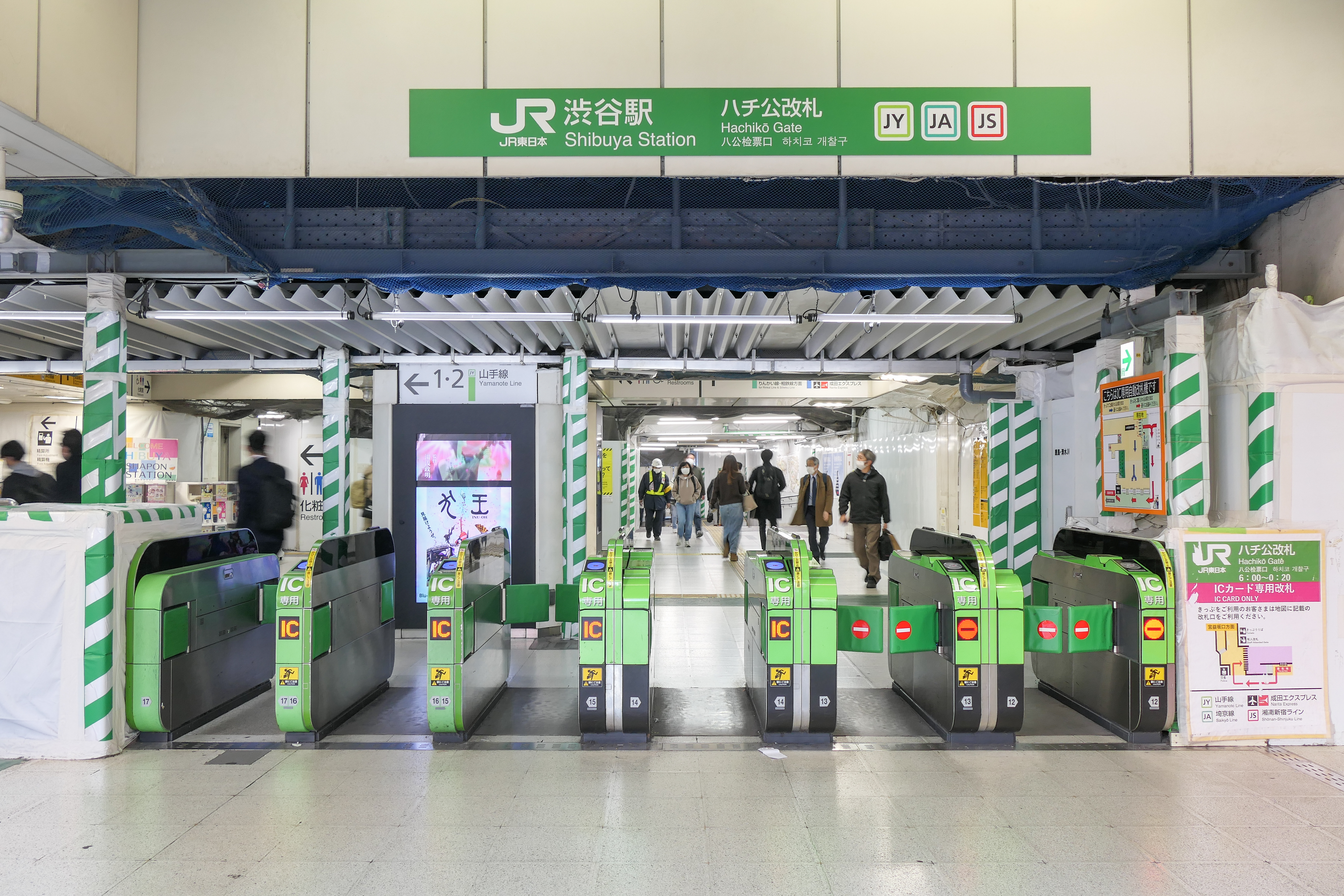
八公驗票閘口（2022年12月）
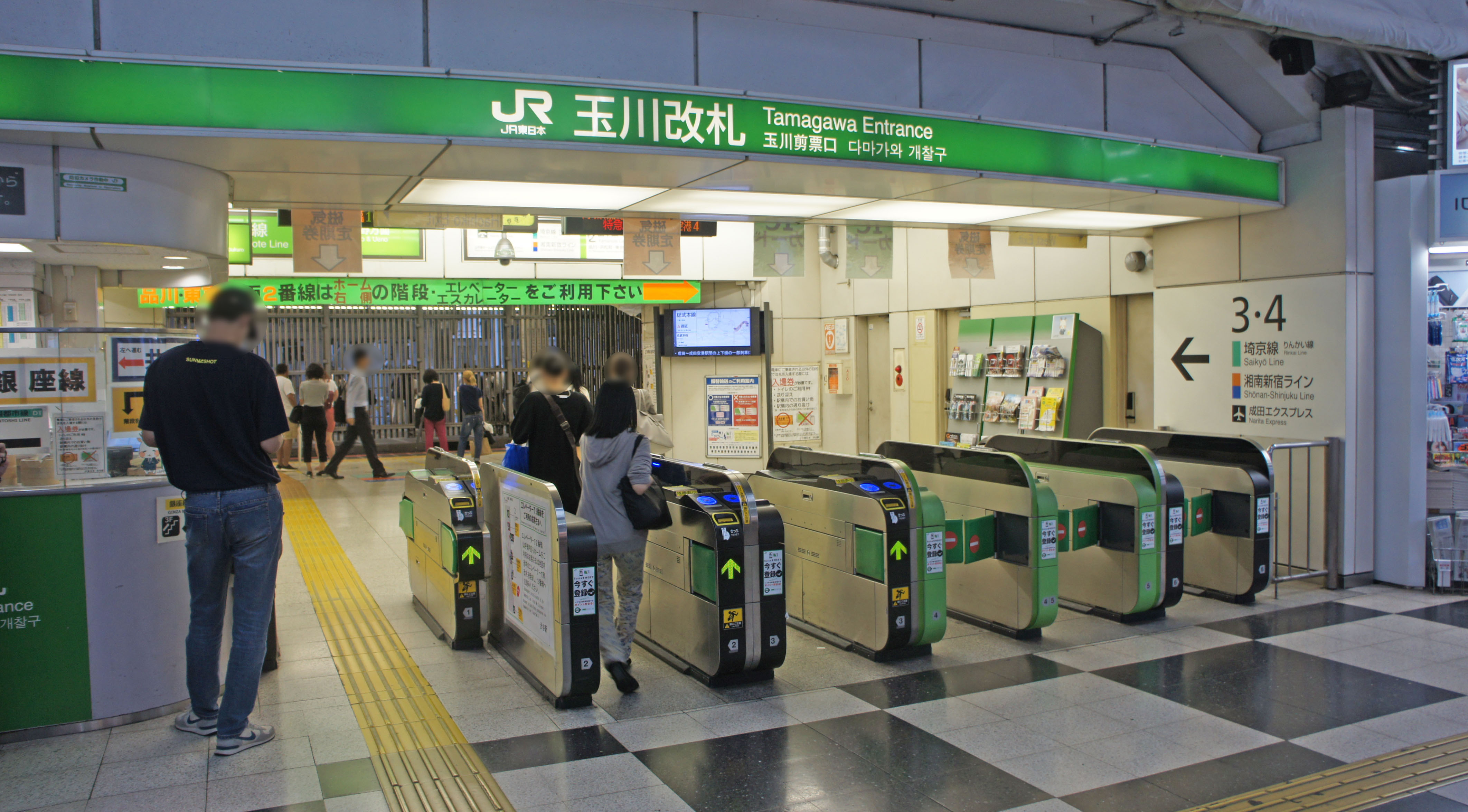
玉川驗票閘口（2019年9月）
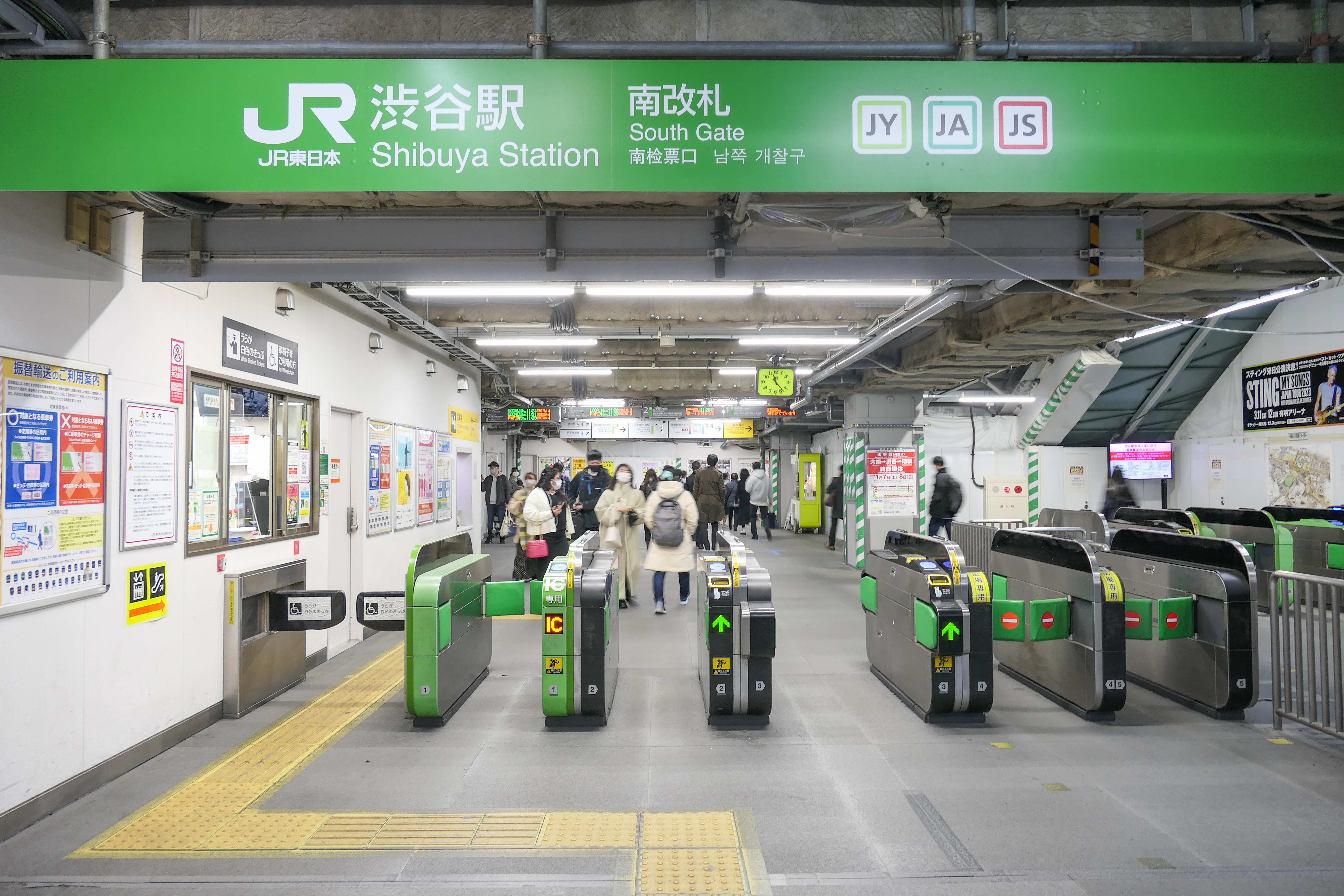
南口驗票閘口（2022年12月）
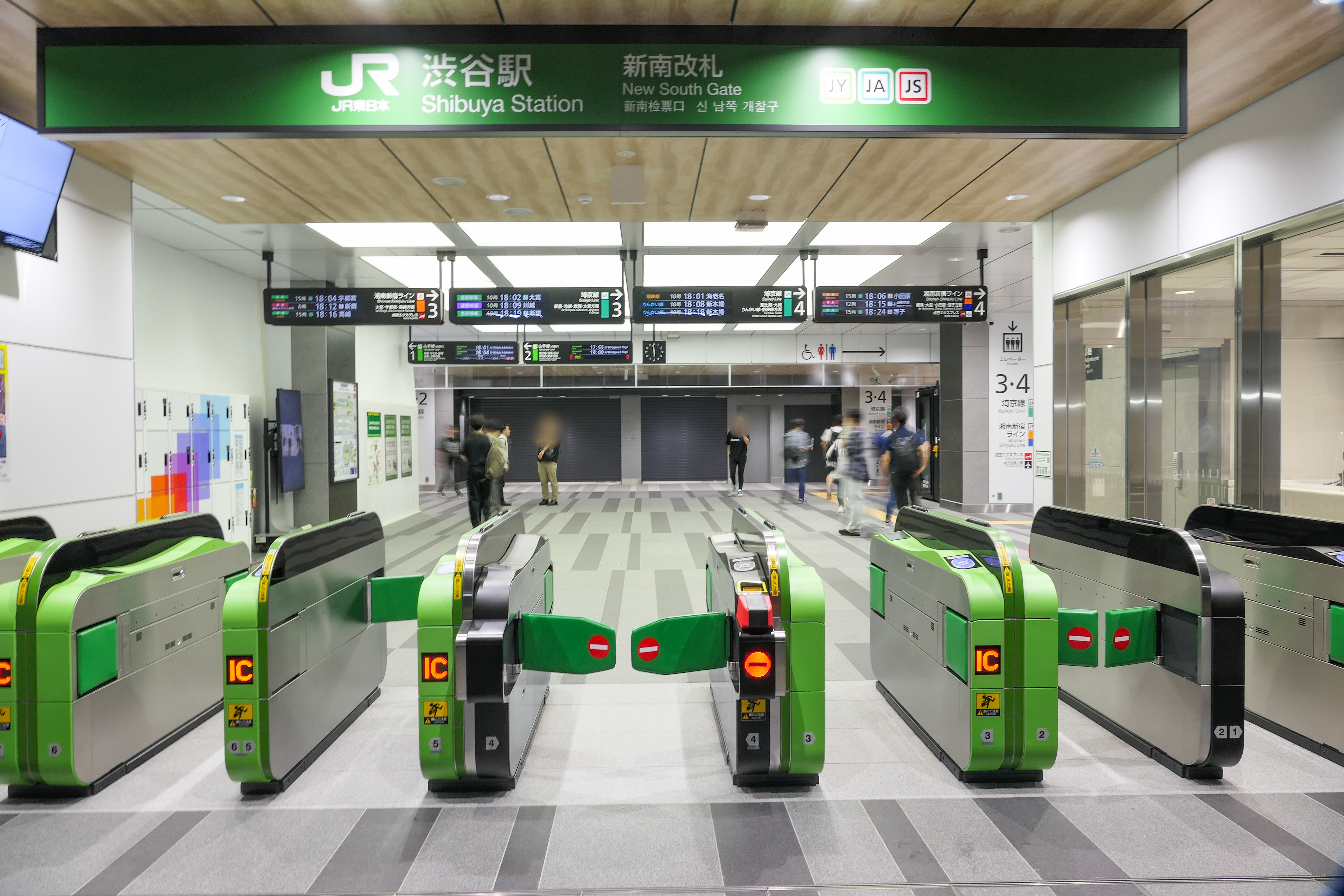
新南口驗票閘口（2024年7月）
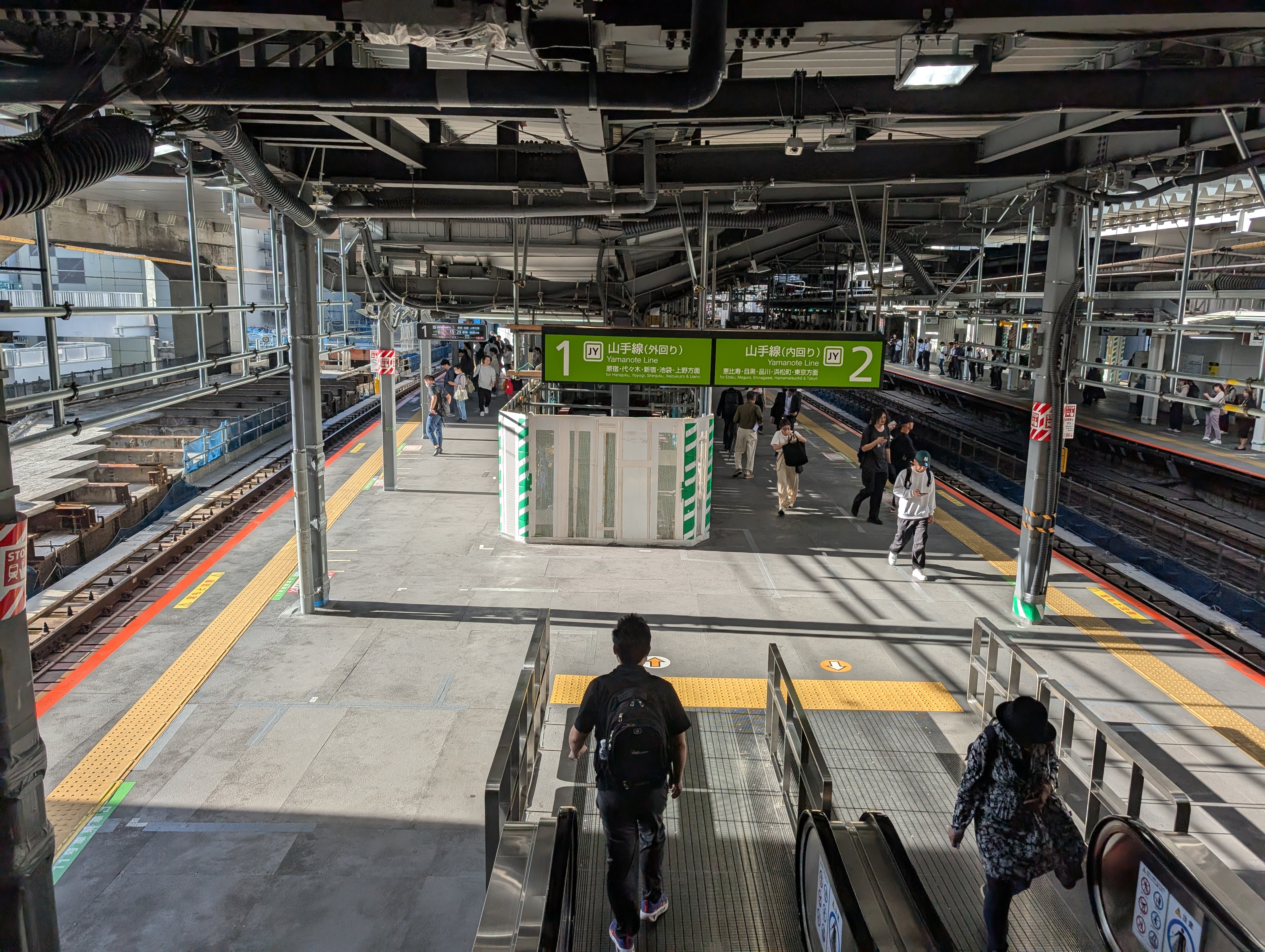
山手線1號與2號月台（2024年10月）

#### 發車音樂
- 1989年3月起，本站與新宿站一同導入發車音樂。山手線月台在2001年初曾變更樂曲。另外，2011年6月27日至7月31日，全部月台使用可口可樂廣告曲《Open Happiness》（コカコーラ 5トーン）作為發車音樂。該曲也被東急東橫線月台作為進站音樂。

現在的發車音樂
山手線月台使用櫻井音樂工房，而埼京線、湘南新宿線月台使用五感工房製作的歌曲。
| 1 | ■ |          |
| 2 | ■ |          |
| 3 | ■ | JR-SH3-3 |
| 4 | ■ | JR-SH1-1 |

### 京王電鐵
位於澀谷Mark City2樓，是終端式月台2面2線高架車站。
2000年4月7日，新車站大樓「澀谷Mark City」開幕，並增加Avenue口。過去月台大部分只有頂篷覆蓋，因此可見到銀座線車庫與巴士。大樓建設後，月台位在大樓內，僅能透過2號月台的玻璃帷幕眺望。澀谷Mark City5樓亦有巴士總站，但只能搭乘高速巴士與機場接駁巴士。
2008年11月17日起，井之頭線澀谷站與JR澀谷站之間的聯絡通道放上岡本太郎創作的巨大壁畫「明日的神話」。該壁畫為澀谷的地標之一。
JR玉川剪票口聯絡通道最南側的部分是過去東急玉川線車站所在地。月台上有東京都民銀行ATM。

#### 月台配置
月台編號從南開始。
| 月台     | 路線                  | 目的地                                     |
| -------- | --------------------- | ------------------------------------------ |
| 井之頭線 | （1號月台是下車月台） |                                            |
| 井之頭線 | 1                     | 下北澤、明大前、永福町、久我山、吉祥寺方向 |
| 井之頭線 | 2                     | 下北澤、明大前、永福町、久我山、吉祥寺方向 |

- 1號月台只限下車專用。
- 平日午間時段，1號月台列車為各站停車，2號月台列車為急行。傍晚尖峰時刻以後兩者對調。
- 1954年左右，當時是3面3線終端式月台。另外向神泉站方向最右側的乘車處也有下車專用月台[19]。

#### 剪票口、出口
全都在Mark City內，距離其他路線稍遠。
中央口（正面剪票口）
Mark City2樓。緊接月台。可至八公口、玉川口、JR西口、宮益坂口、東口。經Mark City下層可至東急田園都市線、半藏門線、東急東橫線、副都心線，經Mark City2聯絡通道可至JR線、銀座線。設有電梯。這裡前往巴士總站（高速巴士除外）較近。
西口
Mark City1樓。京王井之頭線西口。月台中間樓梯下方。出剪票口後左手邊可至道玄坂。
Avenue口（アベニュー口）
開放時間7:30〜22:00。Mark City4樓。月台中間樓梯上方。從這裡前往高速巴士乘車處（Mark City5樓）較近。

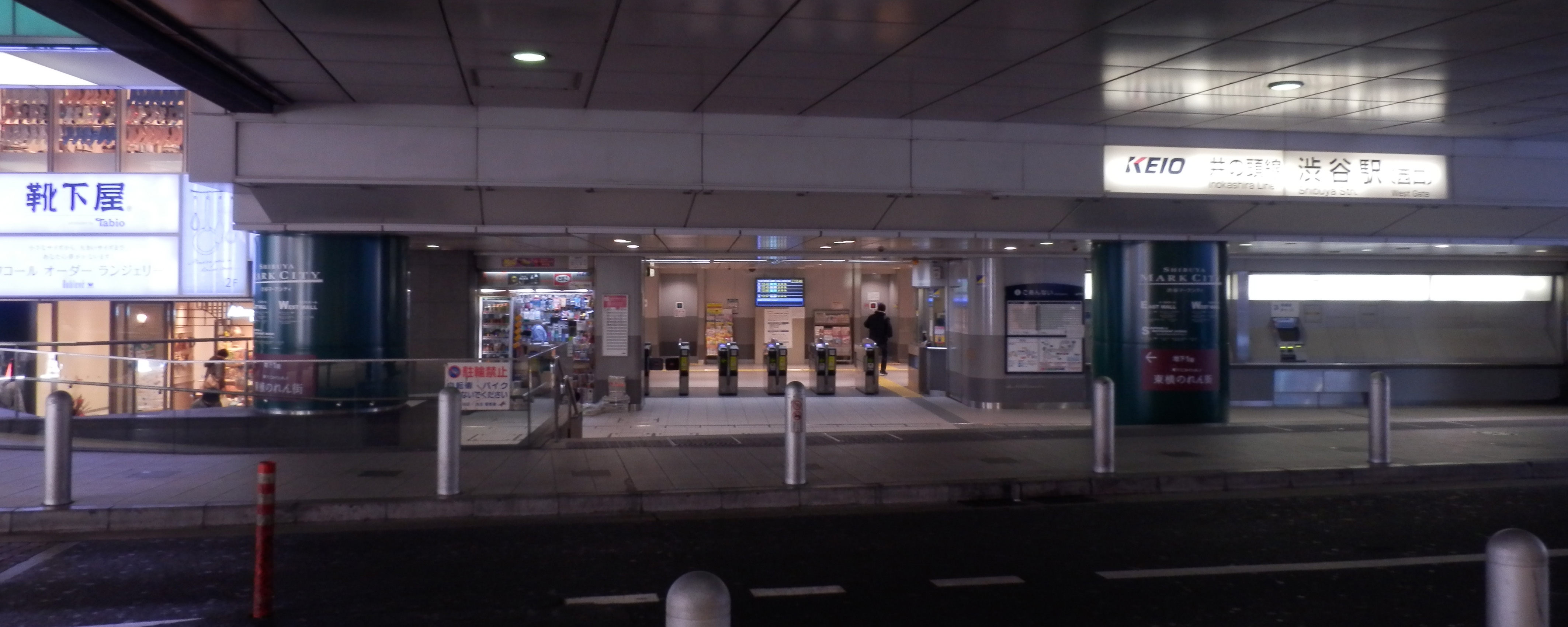
西口（2015年3月）
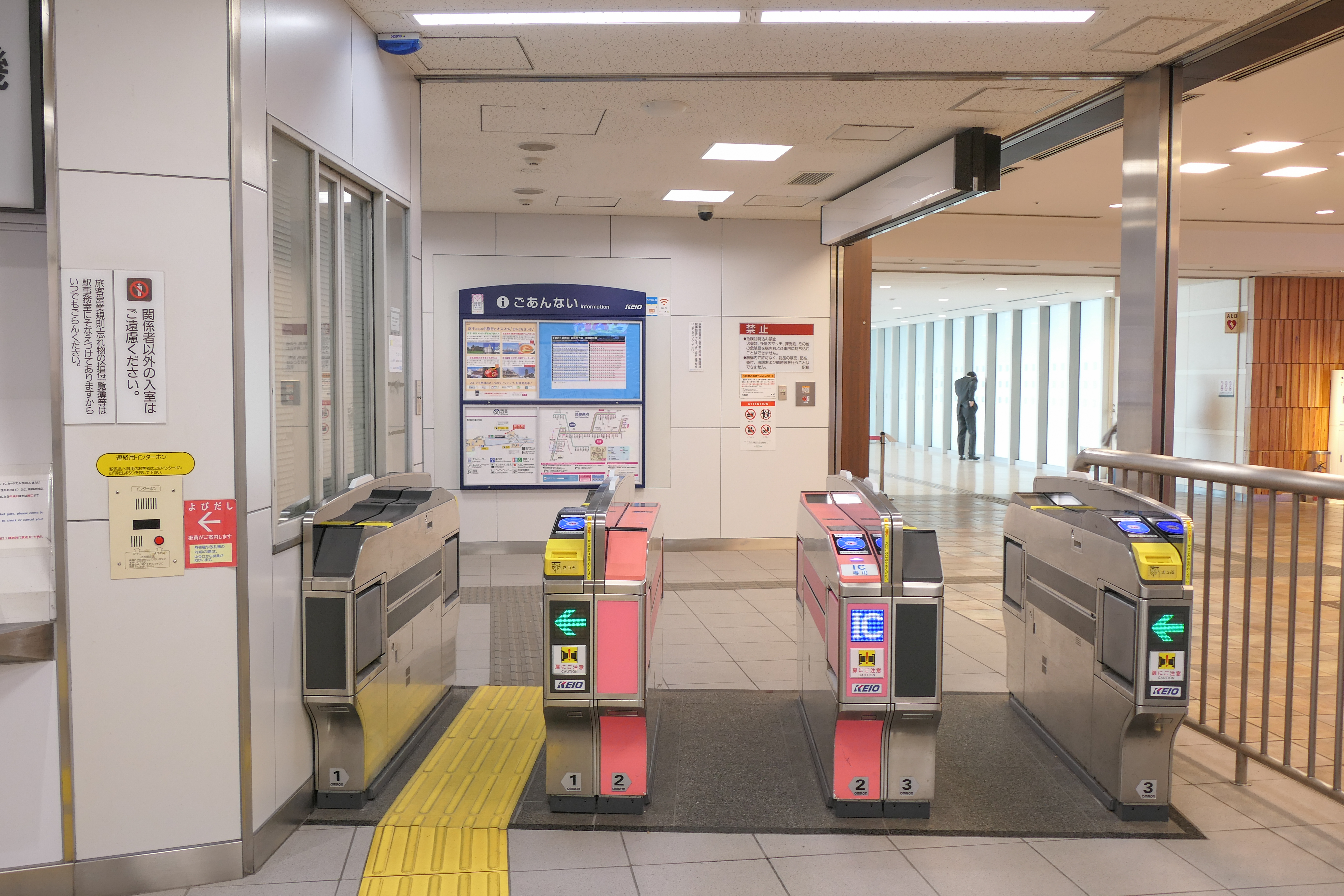
Avenue口驗票閘口（2022年12月）
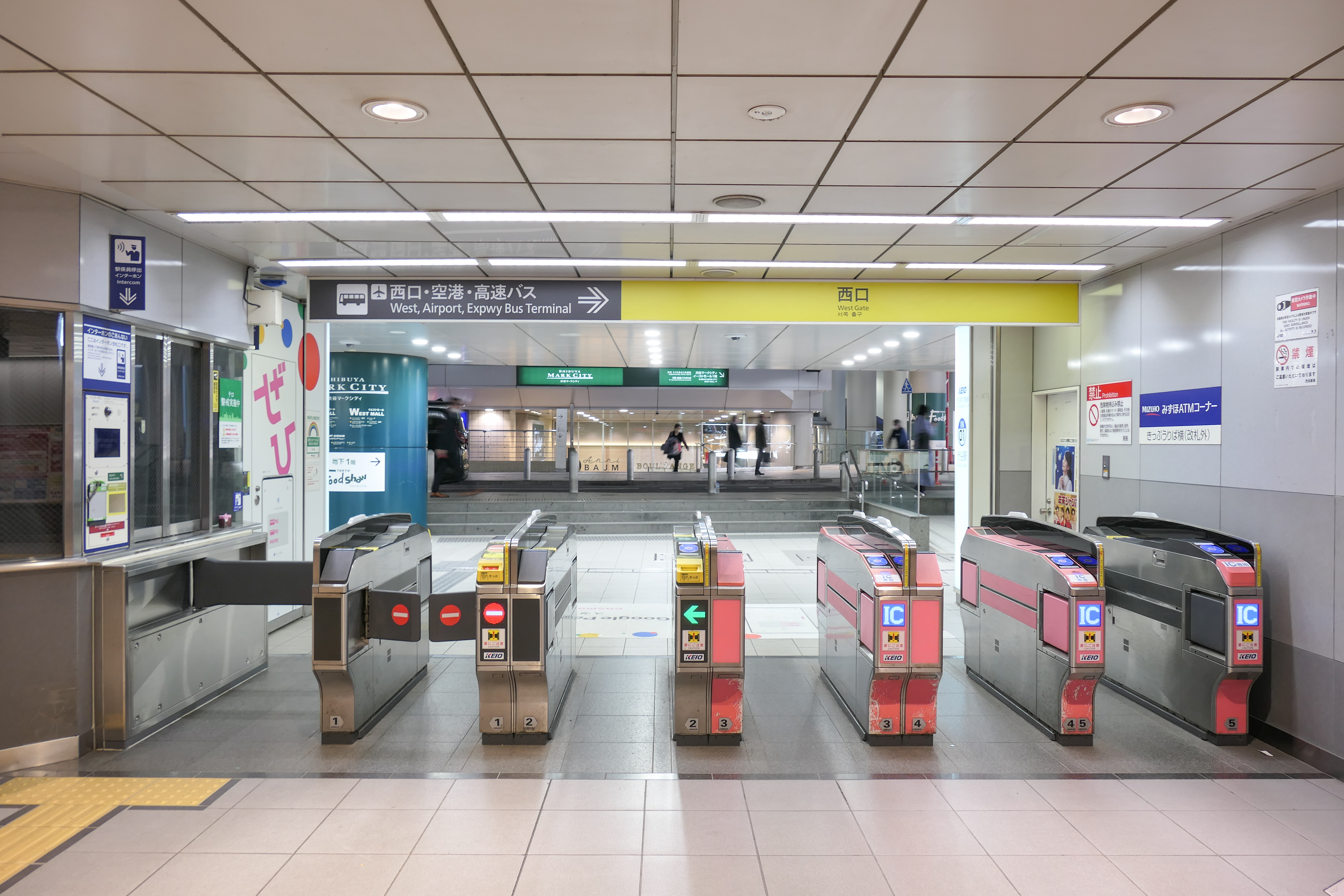
西驗票閘口（2022年12月）
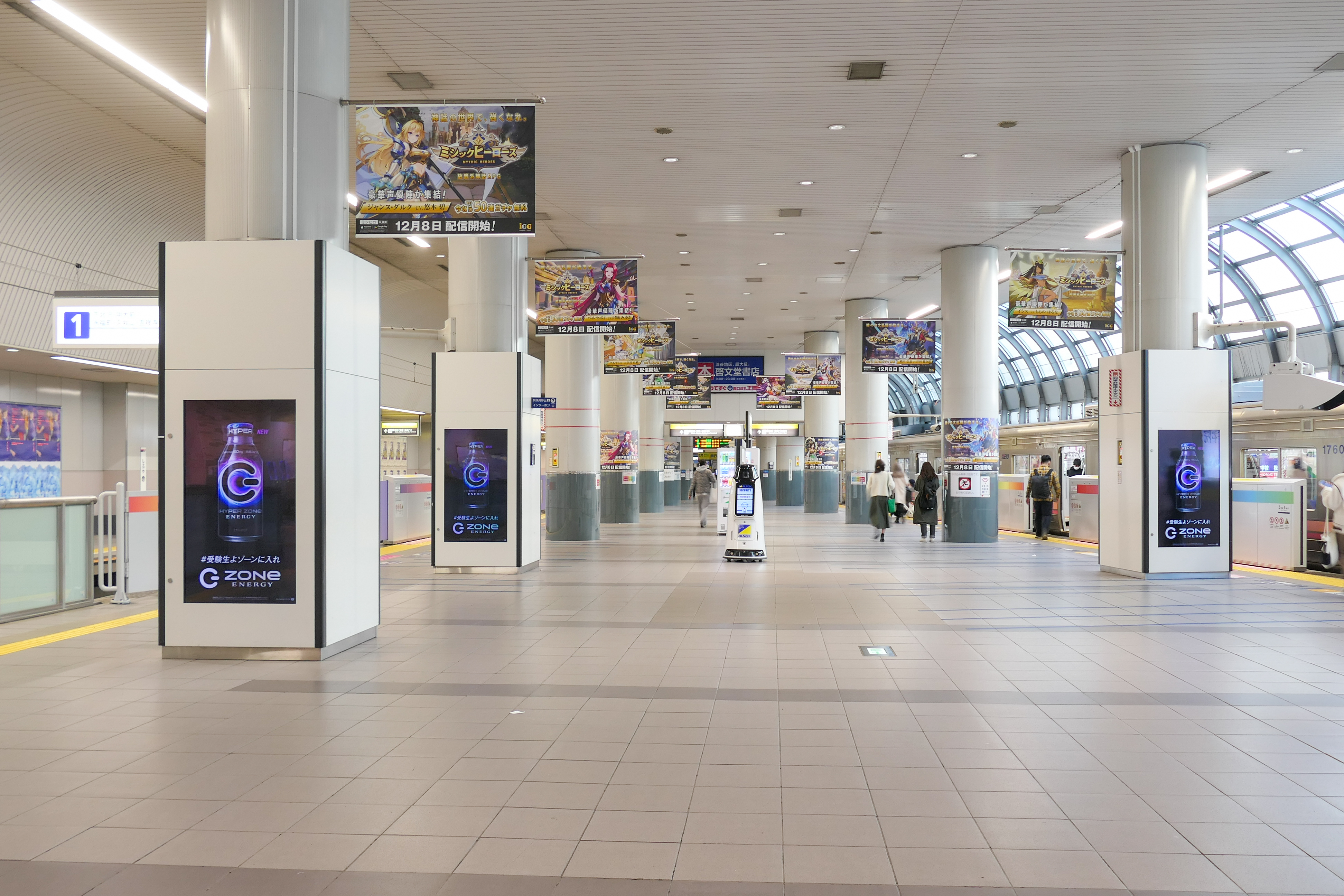
1號與2號月台（2022年12月）
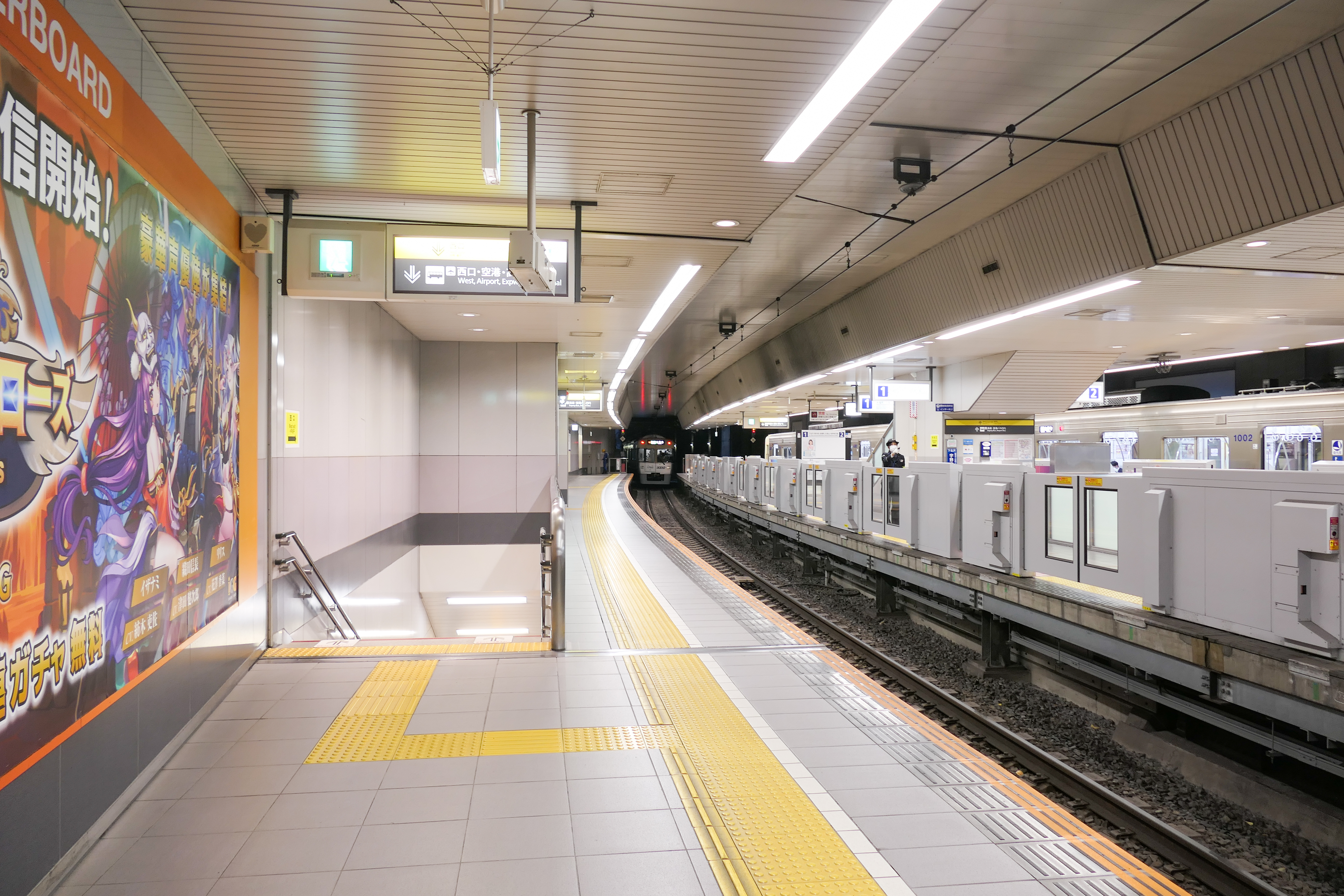
僅限下車的專用月台（2022年12月）

### 東急電鐵、東京地下鐵 （半藏門線、副都心線）
由東急負責車站管理，東京地下鐵也將剪票業務委託東急管理。地下3樓的田園都市線、半藏門線車站與地下5樓的東橫線、副都心線車站目前是視為同一車站。各剪票口附近設有兩座螢幕顯示器，播放東急與東京地下鐵的相關資訊。

#### 田園都市線、半藏門線
田園都市線為島式月台1面2線地底車站，1977年（昭和52年）4月7日啟用。月台大致位於道玄坂下交差點至宮益坂下交差點下方。
田園都市線與半藏門線直通運行，共有4個月台。除了直通列車，田園都市線全日皆有本站始發、終停的班次，半藏門線也有本站始發、終停的定期列車。
過去轉轍器設在表參道側，因此田園都市線要在本站折返的列車須往表參道側折返，自從2008年（平成20年）在池尻大橋側設置轉轍器後，2號月台可直接往中央林間方向發車。但現在依然有前往表參道側進行折返的定期列車。2014年（平成26年）6月21日改點後，午間本站的終停、始發列車在乘務員交班後，會先駛往半藏門站回廠（半藏門站有Y字形調度線）。
電扶梯附設在各樓梯旁，電梯則連結了道玄坂方向剪票口與月台層。本站月台與東橫線、副都心線月台可透過中間層的聯絡通道來往，不需出站。
東急與東京地下鐵原先各自有定期券售票處（東急：道玄坂側，東京地下鐵：宮益坂側），前者在2008年（平成20年）5月31日、後者在同月23日關閉，該機能統一移往東橫線、副都心線的剪票口外大廳（澀谷Hikarie2剪票口附近）。
半藏門線通車以來，原先僅1號月台有營團式發車資訊看板，2003年（平成15年）3月19日半藏門線延伸押上後，2號月台與剪票口也一併設置。東京地下鐵將站務委託給東急管理後，發車資訊看板也切換成東急格式。
本站由於使用者多、島式月台狹小，平時十分擁擠。東急除了增發折返列車與增加班次，也在評估增設新的上行專用月台。

##### 月台配置
| 月台 | 路線       | 目的地                                                               |
| ---- | ---------- | -------------------------------------------------------------------- |
| 1    | 田園都市線 | 二子玉川、長津田、中央林間方向 （部分始發列車從半藏門線2號月台開出） |
| 2    | 半藏門線   | 大手町、押上〈晴空塔前〉、久喜、南栗橋方向                           |

（來源：東急電鐵:車站構內圖 （页面存档备份，存于））、（來源：東京地下鐵:構內圖 （页面存档备份，存于））

##### 車站管理業務轉移
本站最初是由東急管理，與半藏門線直通運行後交由舊營團管理。2007年12月2日起再由經營田園都市線的東急管理。

##### 其他
- 東京地下鐵成立後，旅客可在本站兌換開放式票券，但在車站業務移交給東急後停止（改在銀座線車站）。另外東急推出的「港未來一日券」與「東急台場聯票（日语：東急お台場パス）」在2013年3月15日起於本站發售（原在東橫線車站發售）。
- 2013年3月16日起，田園都市線的自動售票機也可以購入經東橫線至日比谷線惠比壽、廣尾、南武線、橫濱線、京急線、相鐵線的聯絡乘車券。
- 月台的道玄坂側有東急的站內商店「toks（日语：toks）」，宮益坂側有東京地下鐵的「METRO'S」（メトロス）。
- 本站的東武線直通列車是東急管理站中唯一會廣播東武線內停車站的列車。
- 雖然中間有第三間企業的直通路段，但在副都心線開通後，本站就成為東武本線系統與東武東上線系統的路線交會點。其他類似車站有永田町站與中目黑站，其中中目黑站是唯一同月台可看見本線系統與東上線系統車輛的車站。

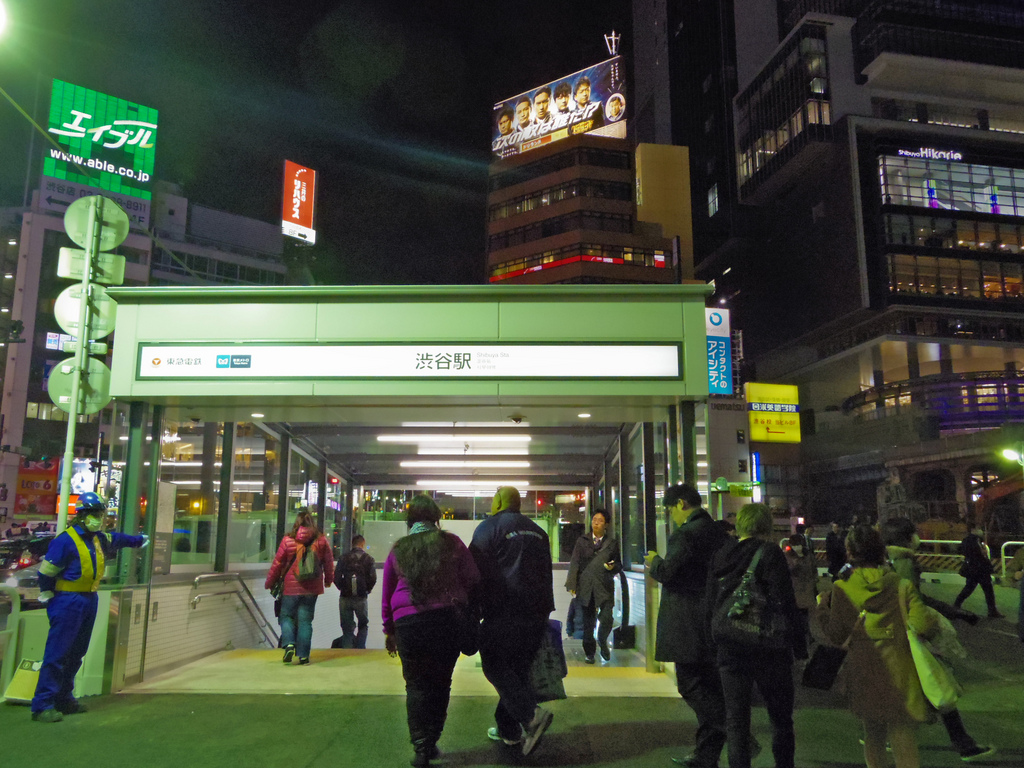
2013年3月11日起移動的新9號出口（2013年3月）
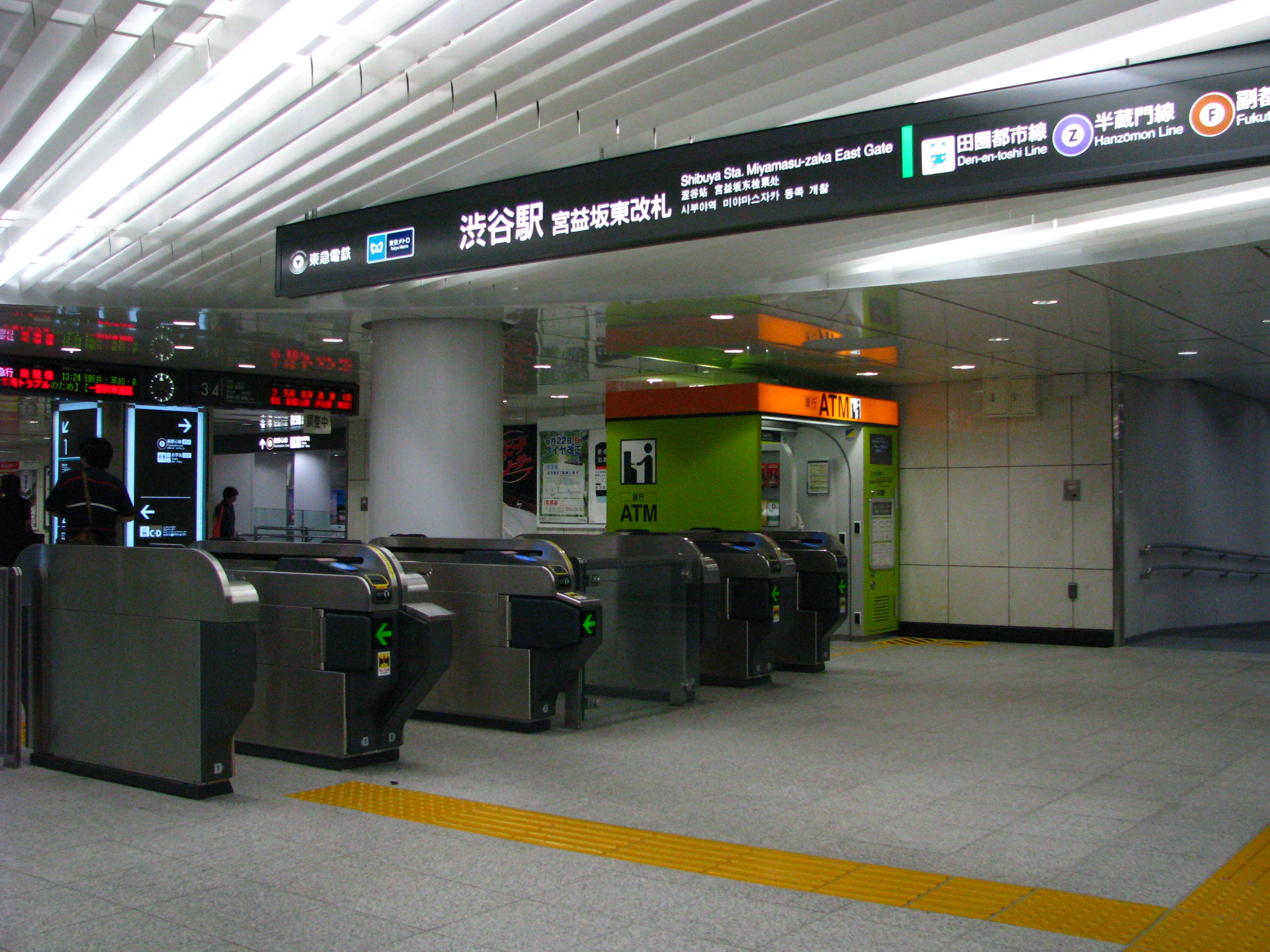
宮益坂東剪票口（2008年6月）
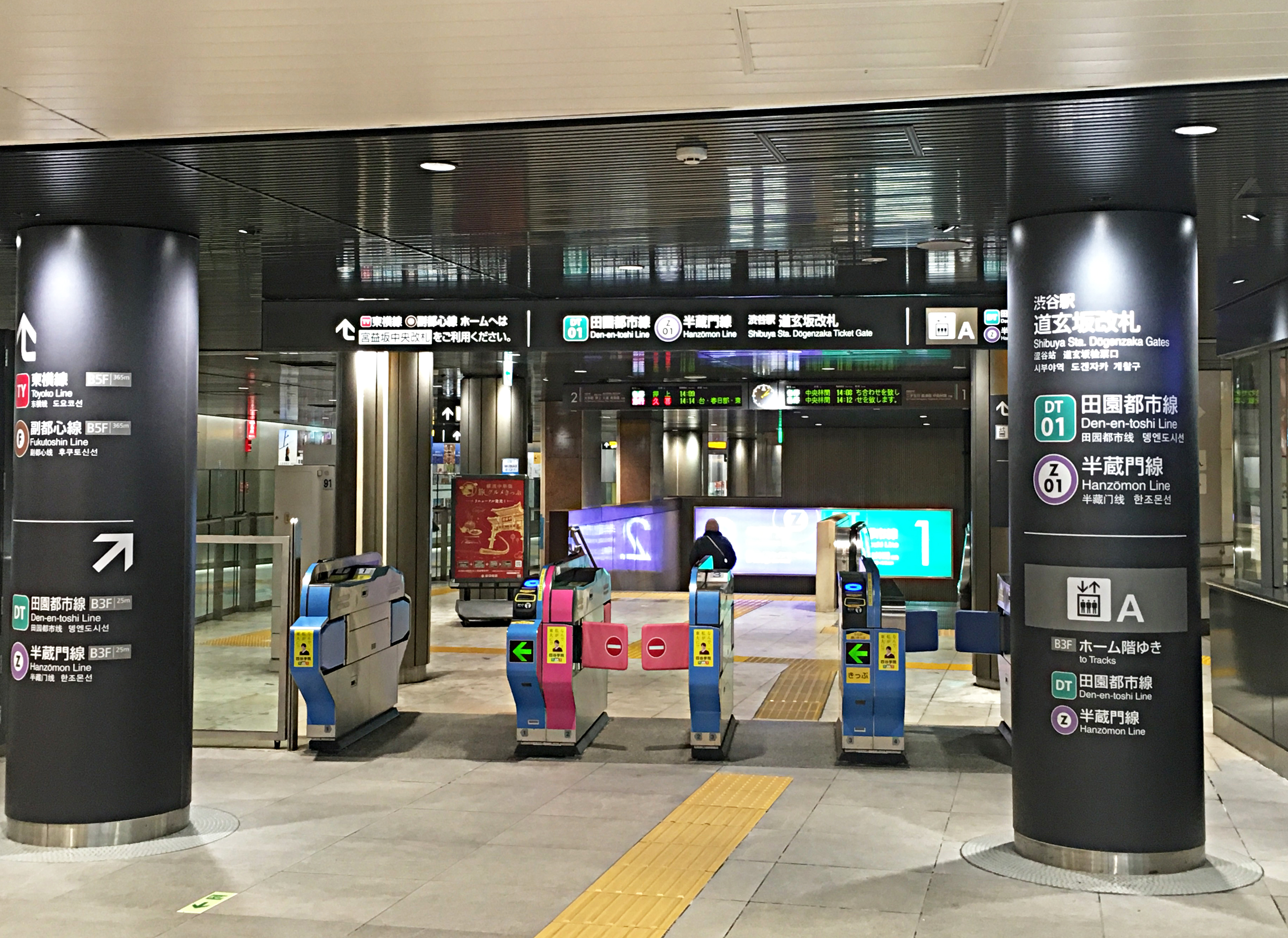
道玄坂剪票口（2016年2月）
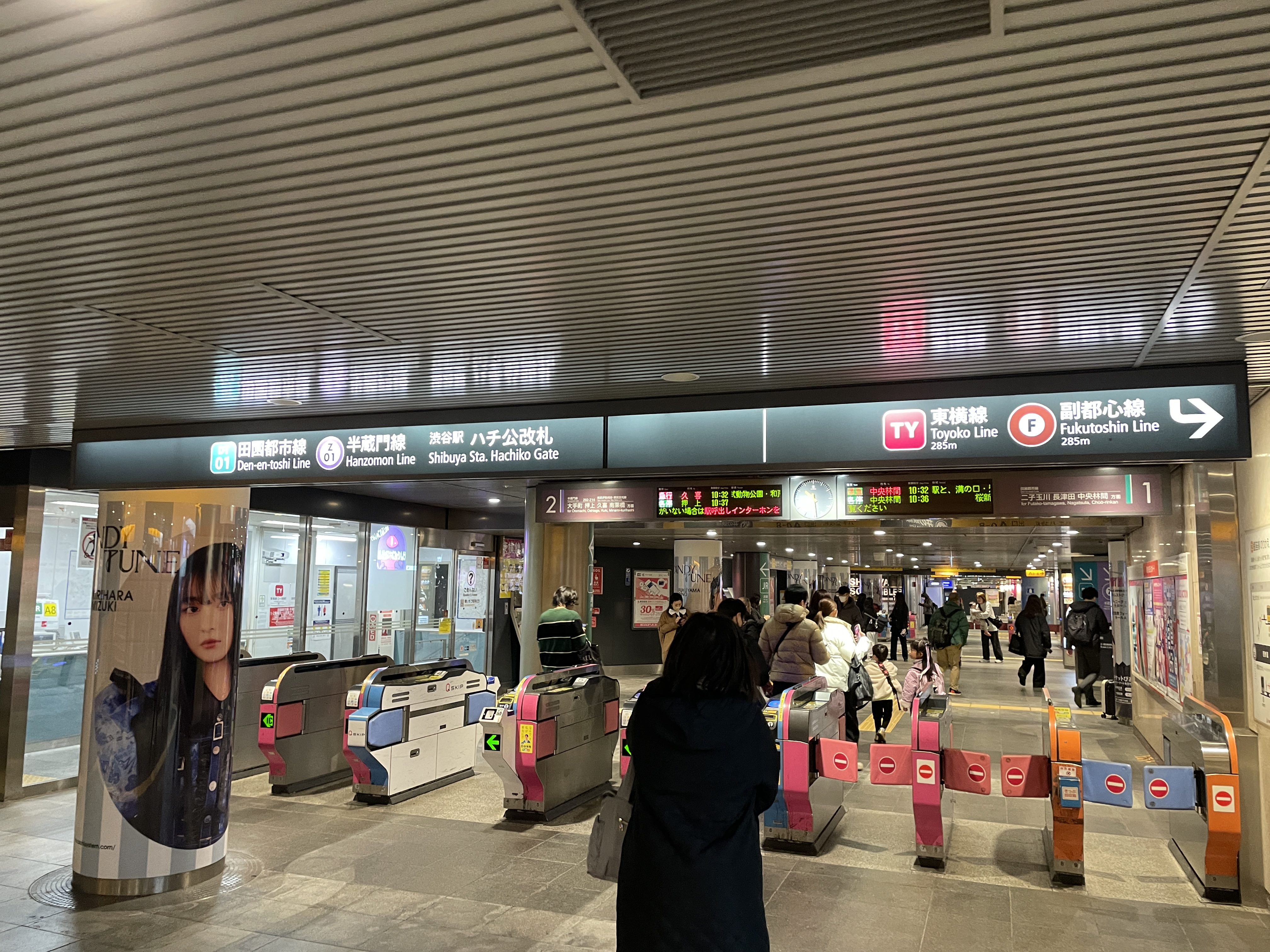
八公驗票閘口（2025年2月）
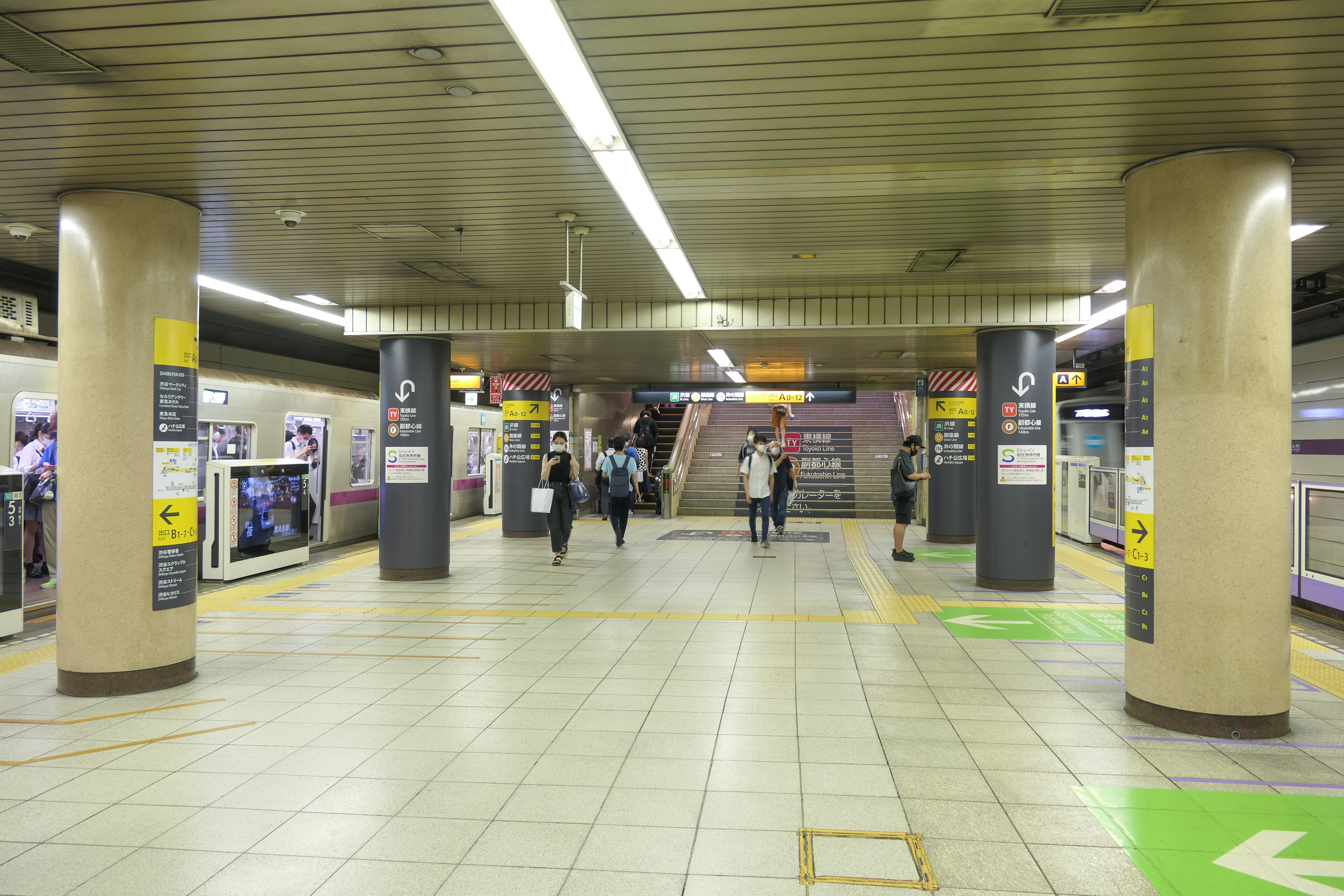
1號與2號月台（2021年6月）

#### 東橫線、副都心線
本站是島式月台2面4線地底車站，2008年（平成20年）6月14日隨著副都心線通車同時啟用。月台位在明治通下方。
計劃當初是島式月台1面2線，之後決定與東急東橫線（以及先前的港未來線）直通運行後改為島式月台2面4線。2013年（平成25年）3月16日，東橫線、副都心線開始直通運行，同時東橫線月台從高架移往地下。
現在的島式月台2面4線結構，在副都心線通車後至與東橫線直通運行開始前，僅使用外側2線。由於內側2線不使用，2012年（平成24年）6月30日以前，兩月台間設有臨時聯絡通道，實質上成為1面2線月台。在東橫線直通運行開始前，2011年（平成23年）10月起開始撤除上述的臨時通道，2012年7月1日起全面廢除，內側2線開始進行整修、往橫濱方向延伸月台、拆除和光市方向的臨時月台、擴建大廳等工程。
利用中間的4、5號月台，東橫線方向、副都心線方向的電車會在本站進行折返，兩側皆設有轉轍器。但本站沒有調車線，需至新宿三丁目站的東新宿側，因此時刻表中可見往新宿三丁目的班次。
從東橫線開出、不直通副都心線而在本站折返的列車班次中，大多屬於各站停車（早晨、深夜有急行班次，假日早上也有一班特急）。除了早晨、深夜的部分折返列車在副都心線5號月台發車，大部分折返列車會利用本站的轉轍器停靠4號月台，乘客可直接轉乘月台對側的副都心線。
往副都心線的本站始發列車僅平日首班與傍晚共2班，假日首班與夜間共2班，沒有以本站為終點站的班次，全部直通東橫線。
與前述的田園都市線、半藏門線車站不同，本站是東急與東京地下鐵共同分擔建設工程（銀座線高架以南為東急，其他則是東京地下鐵為工程主體）。車站管理業務在副都心線通車時移交給東急，但在東橫線與副都心線直通運行後，本站與田園都市線、半藏門線車站被視為同一車站進行管理。
本站東急設有直營的定期券售票處，但東京地下鐵直營的定期券售票處須前往銀座線剪票口外大廳。
東京地下鐵的定期券在本站或銀座線都可買到，但本站只售賣部分票券，像是「地鐵＆暢遊東京美術館和博物館的優惠手冊」（メトロ&ぐるっとパス）就必須至銀座線購買。
副都心線（東橫線）與半藏門線（田園都市線）可在站內轉乘，但銀座線是站外轉乘。因此，副都心線與銀座線的轉乘時限為30分鐘，持車票轉乘時需使用轉乘驗票機（橘色機器，車資不足可使用轉乘專用的精算機）。也可經半藏門線至表參道站轉乘。
本站由建築師安藤忠雄設計。車站整體以「地宙船（地下的宇宙船）」為設計主題，除了貫通月台層至大廳層的圓形挑高空間，月台還有座「地宙船」模型。
本站是世界第一個採用自然換氣系統的地下車站，月台下與天井設有冷水循環的「輻射冷卻系統」。
發車音樂方面，東橫線的3、4號月台及5號月台東橫線始發列車的發車音樂為《Departing from New Shibuya Terminal》」，副都心線5號月台則是《おとぎのワルツ》，6號月台為《愛ステーション》。

##### 月台配置
| 月台 | 路線     | 目的地                                                                      |
| ---- | -------- | --------------------------------------------------------------------------- |
| 3、4 | 東橫線   | 橫濱、元町·中華街、新橫濱、二俁川方向 （部分始發列車在副都心線5號月台開出） |
| 5、6 | 副都心線 | 池袋、和光市、森林公園、飯能方向                                            |

（來源：東急電鐵:車站構內圖 （页面存档备份，存于））、（來源：東京地下鐵:構內圖 （页面存档备份，存于））
- 月台編號延續田園都市線、半藏門線月台的編號。
- 東橫線有許多本站終停、起始的班次。副都心線的始發列車僅平日首班與傍晚共2班，假日首班與夜間共2班，沒有以本站為終點站的班次，全部直通東橫線。
- 配線上，東橫線4號月台與副都心線5號月台是主本線，東橫線3號月台與副都心線6號月台是副本線。
- 因本站折返列車在4號與5號月台的主本線，部分優等列車會行駛3號、6號月台的副本線。
- 月台設有伸縮式踏板。
- 由於配線上的限制，6號月台列車無法折返至東橫線下行。

##### 其他
- 本站是少數鋪設道碴的地底車站。這是由於車站上方是「澀谷東急INN（日语：東急ホテルズ）」，為減低列車行駛的噪音而設計[26]。

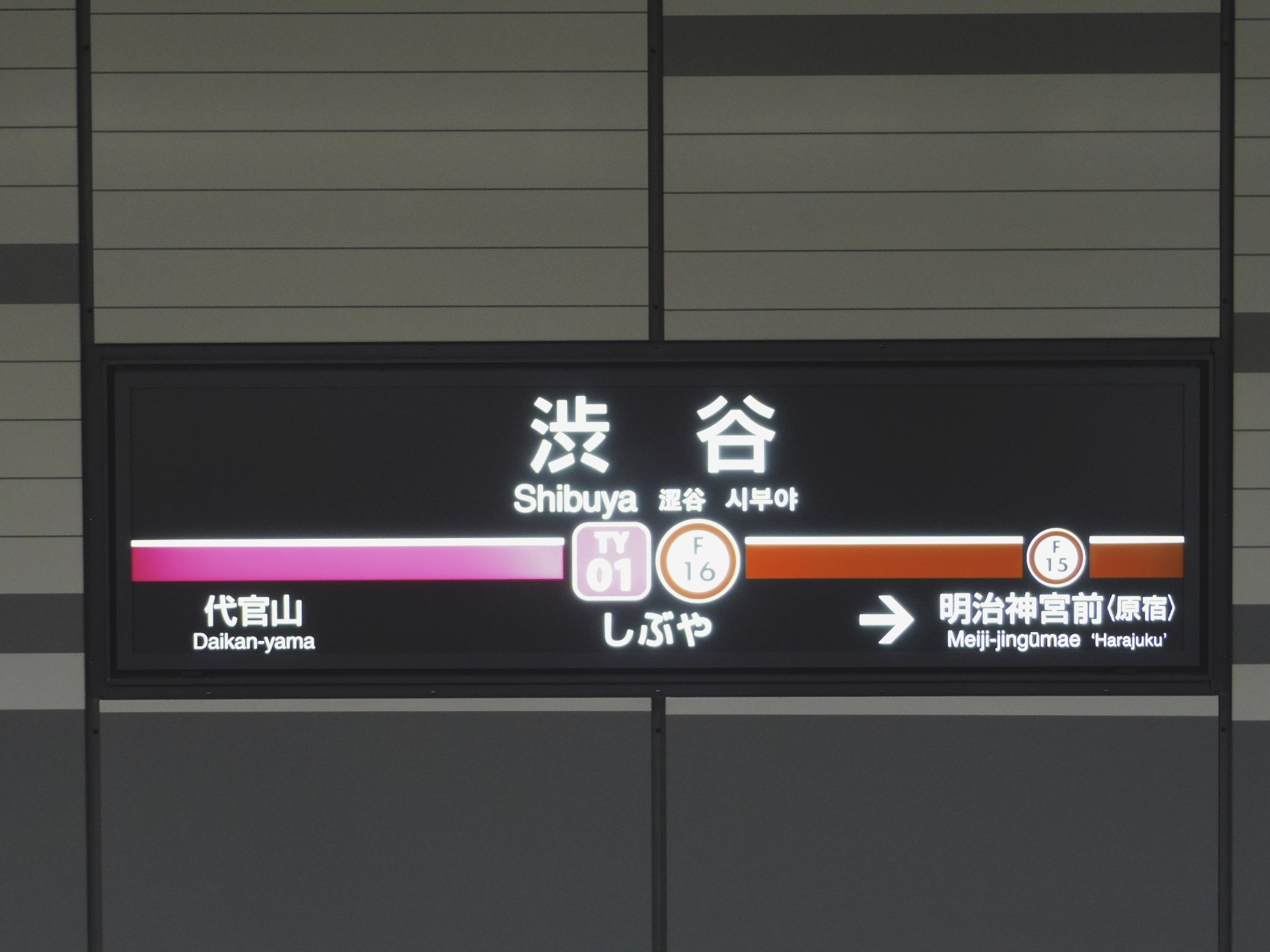
現在的東急式站牌。以路線顏色區別東橫線與副都心線。（2013年3月16日）
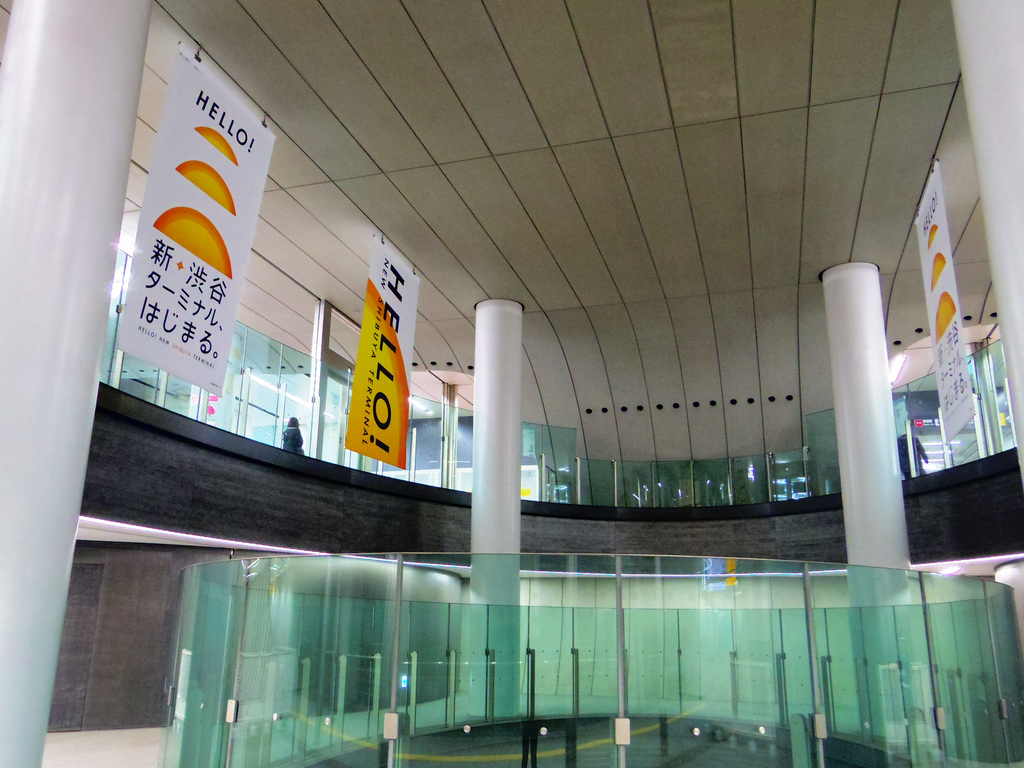
挑高空間（2013年3月11日）
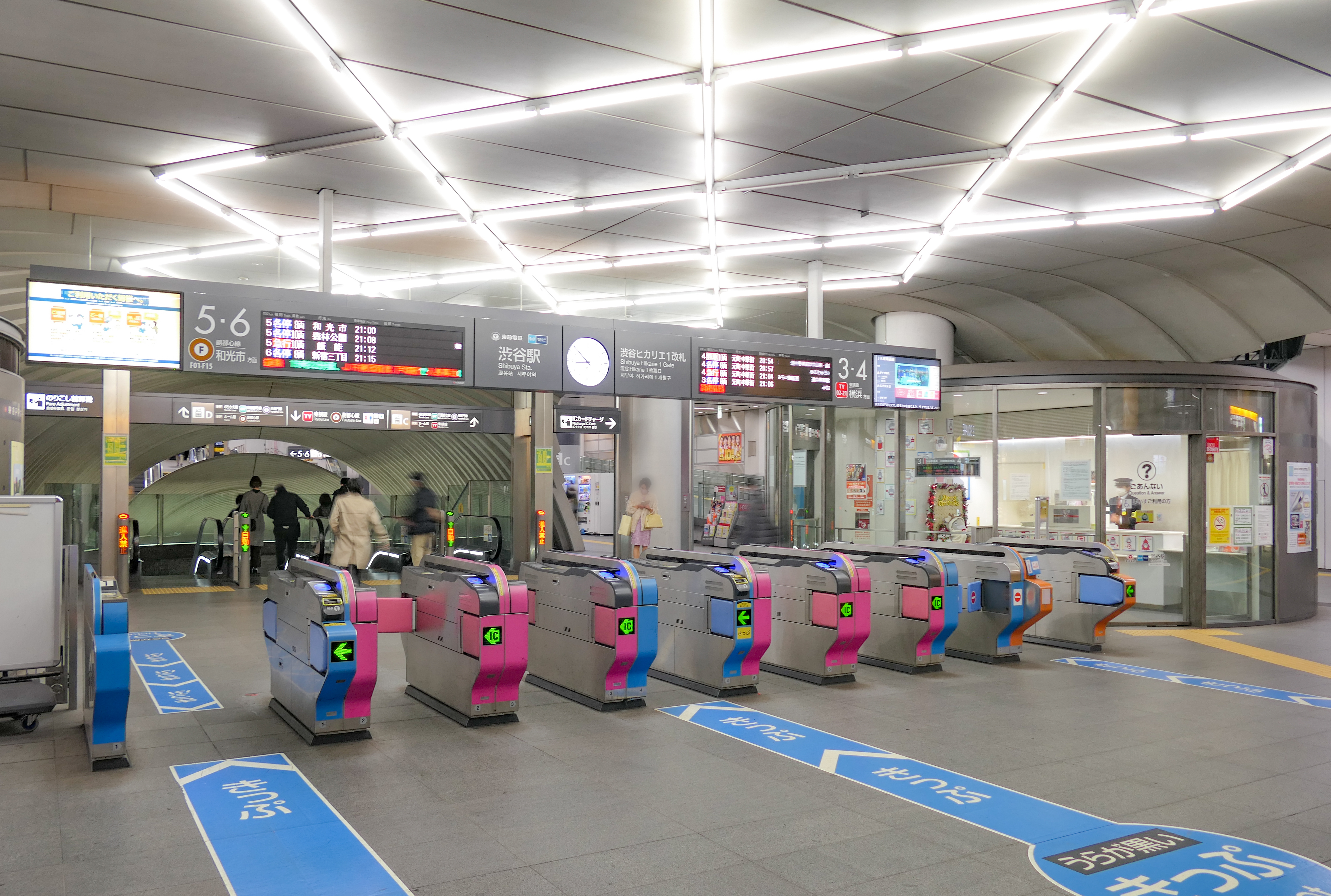
澀谷HIKARIE 1 驗票閘口（2021年12月）
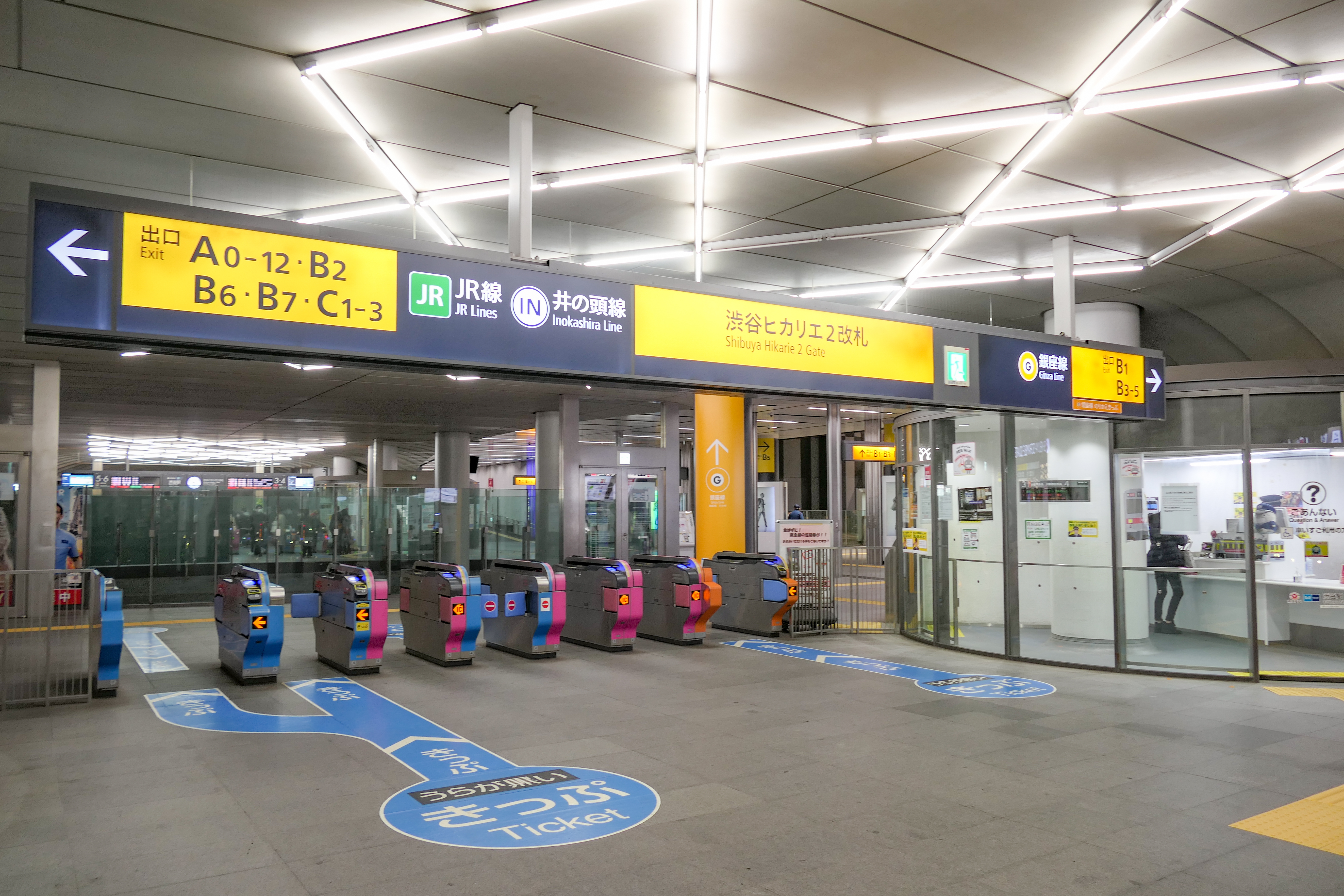
澀谷HIKARIE 2 驗票閘口（2021年12月）
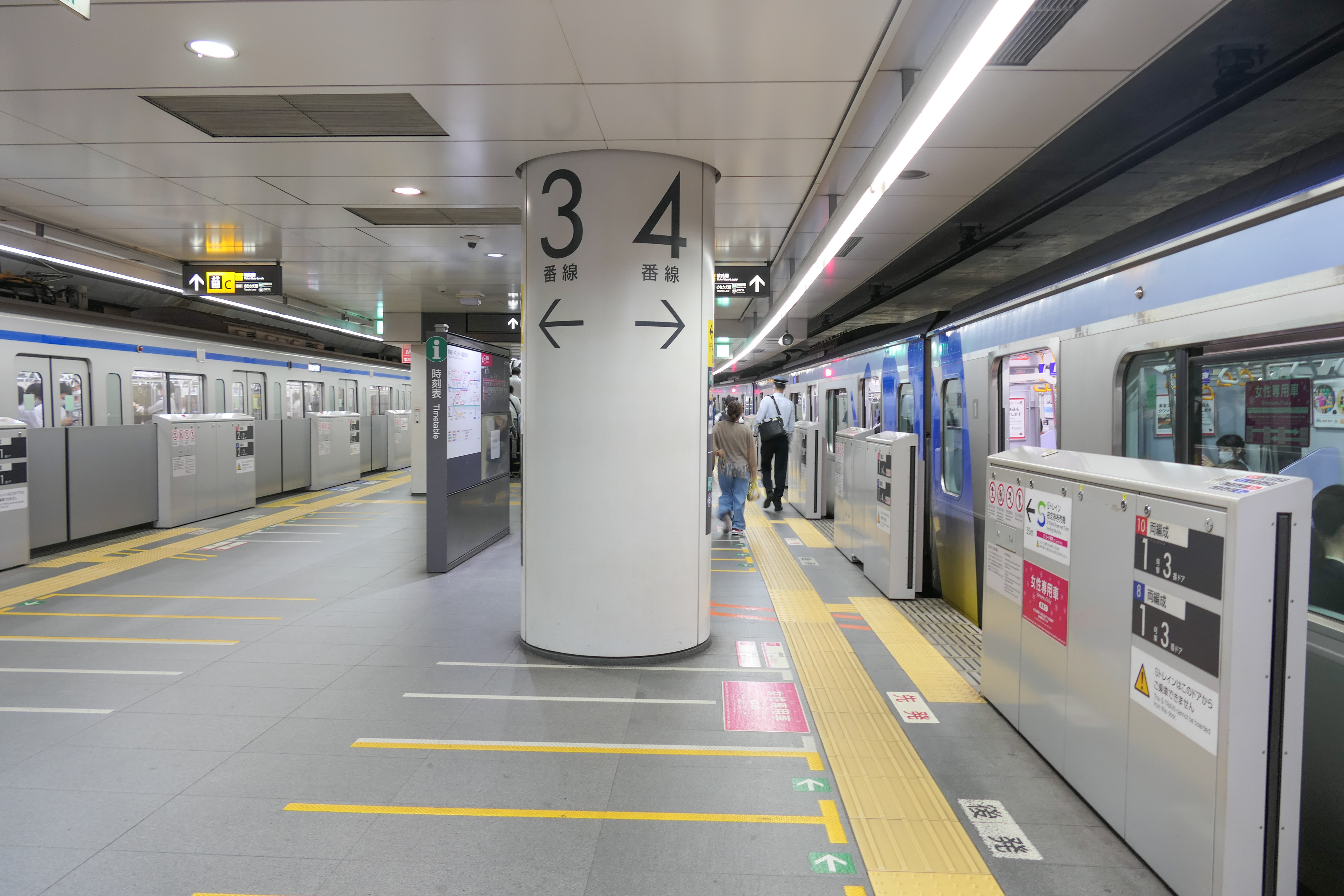
3號與4號月台（2021年6月）
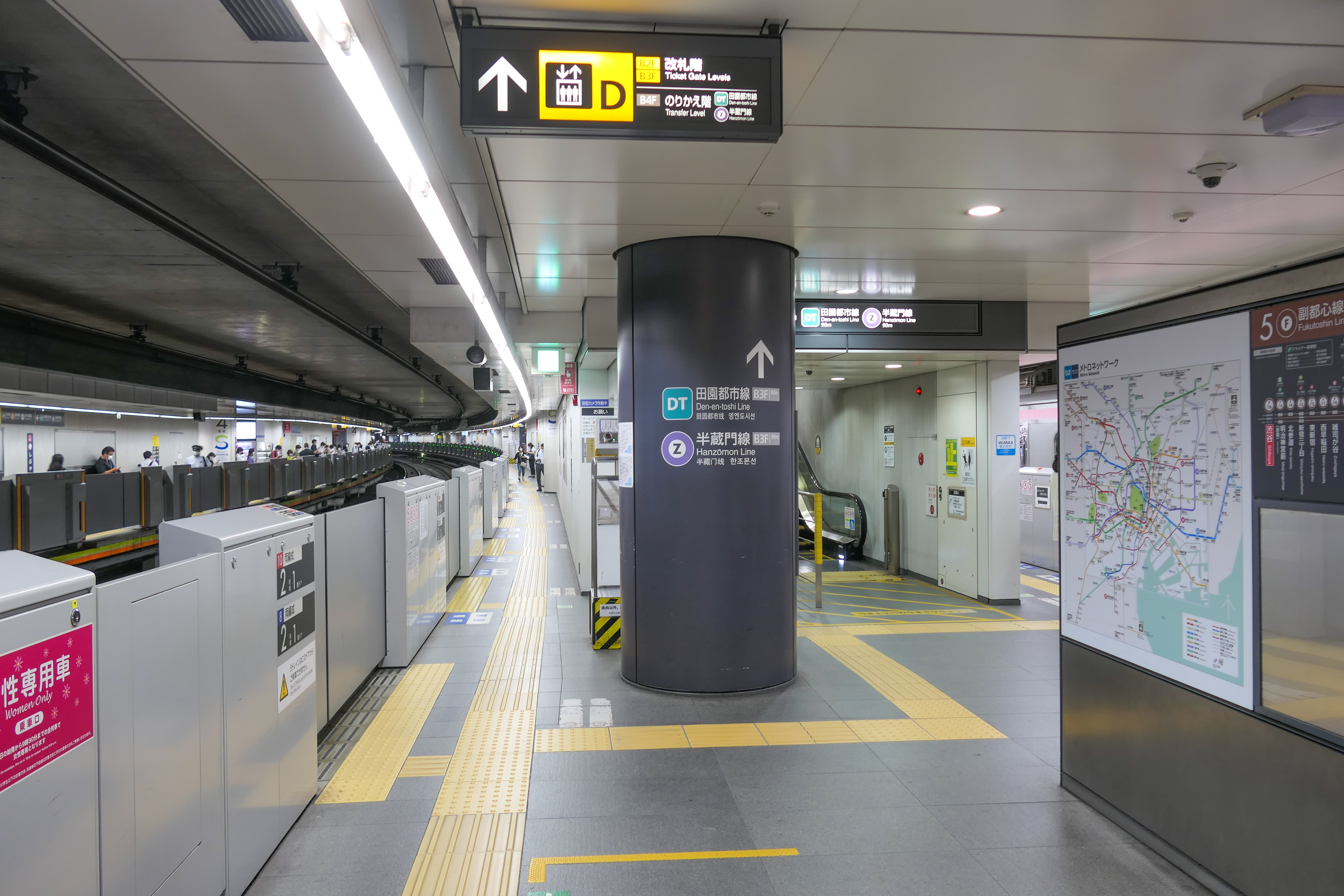
5號與6號月台（2021年6月）
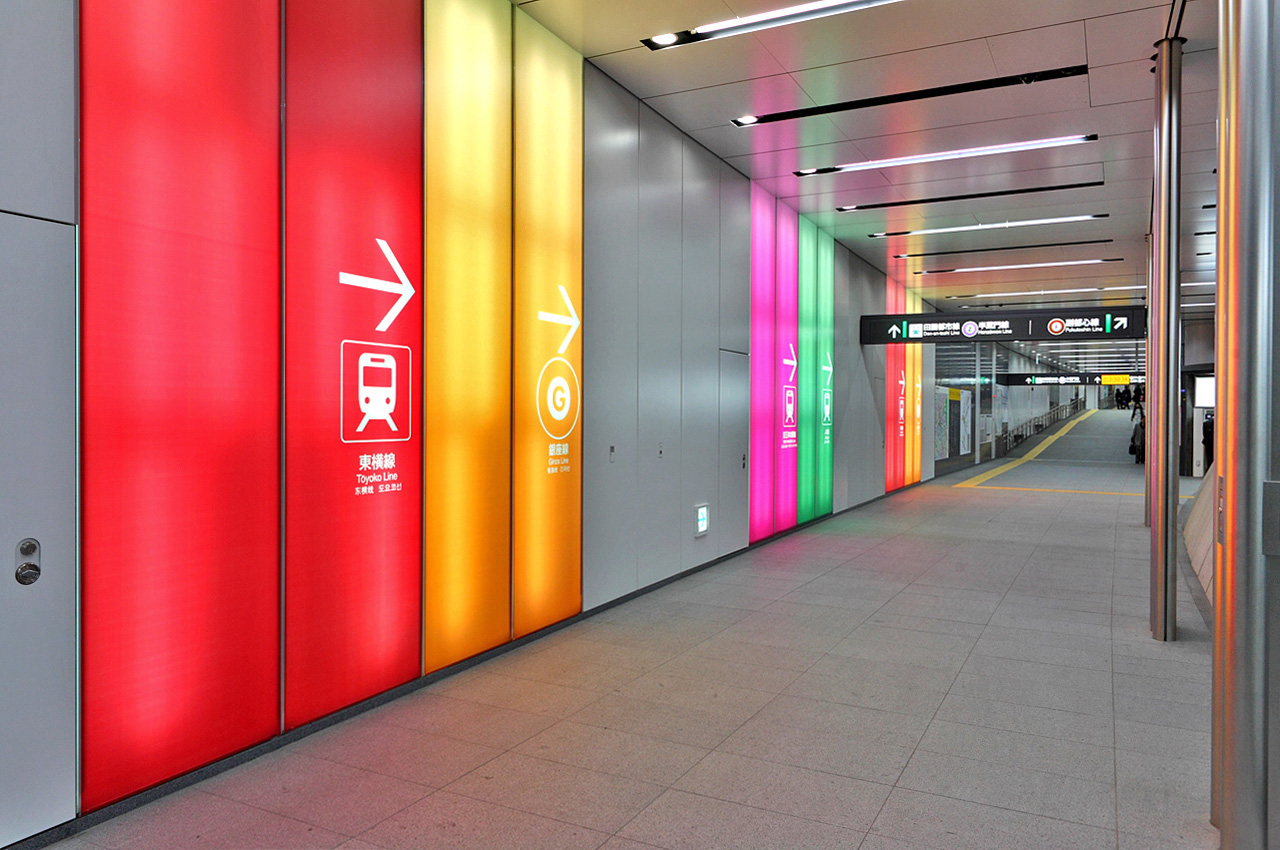
以各線顏色裝飾牆面的聯絡通道 東急東橫線、東京地下鐵銀座線、京王井之頭線、JR線方向 （2008年11月19日）
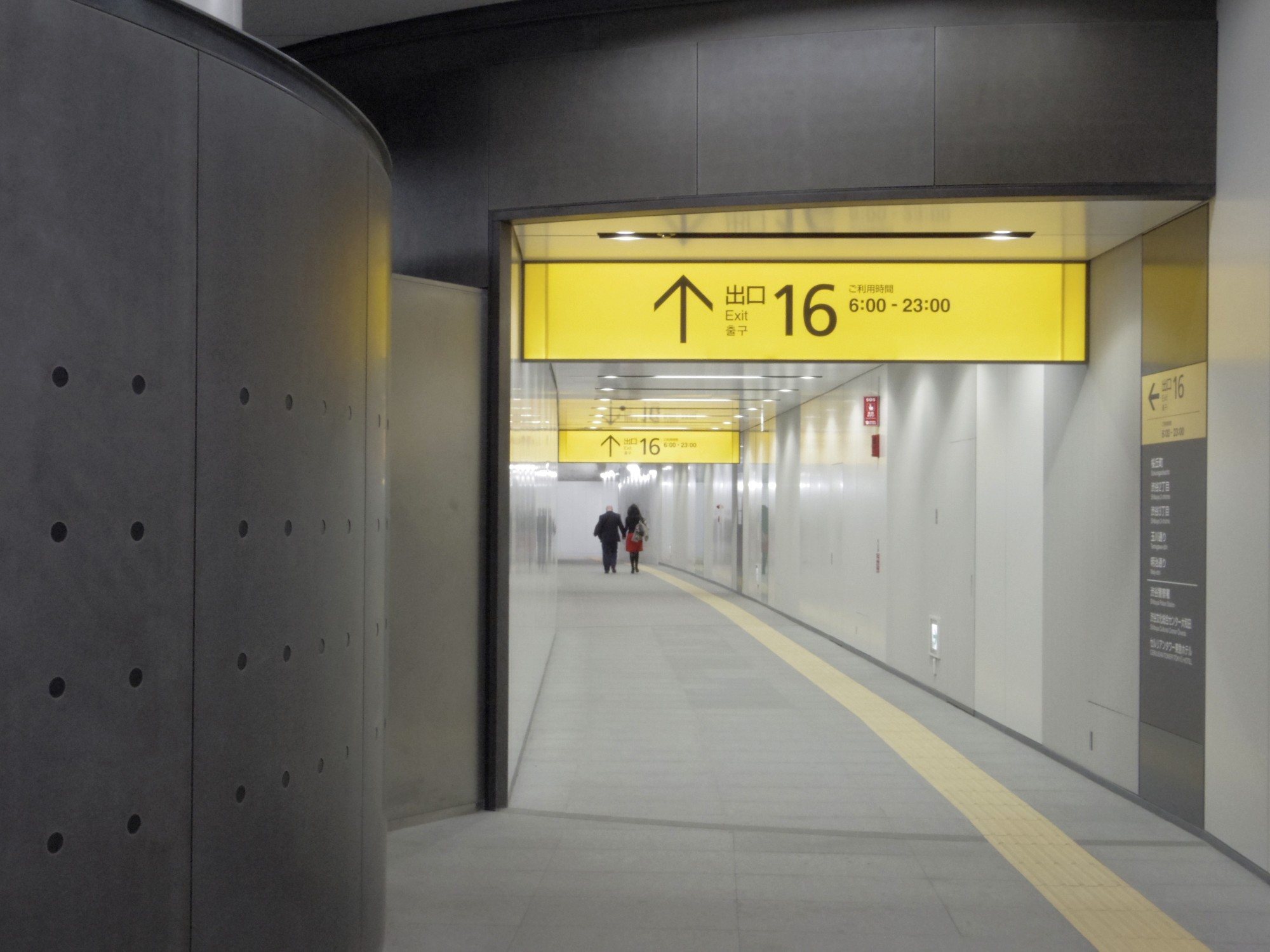
16號出口（2013年3月16日）
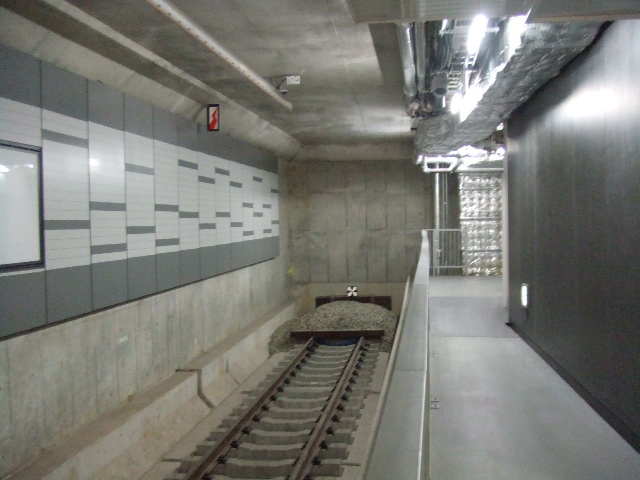
與東橫線直通運行前的代官山方向（2009年1月）
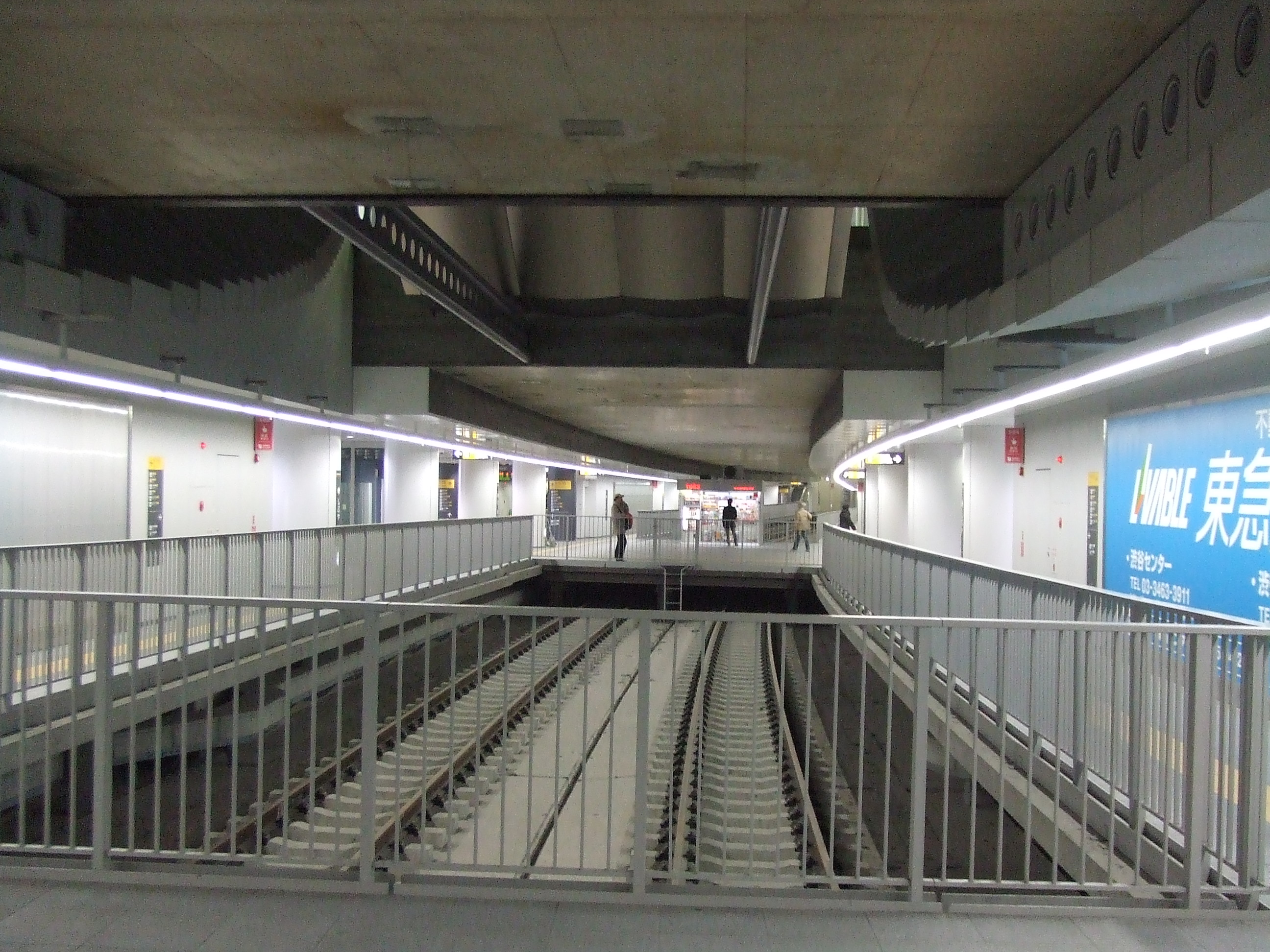
與東橫線直通運行開始前，現4、5號月台的臨時聯絡通道（2009年1月）

#### 同業者不同路線的「澀谷站」
東京地下鐵半藏門線、副都心線與銀座線有不同的剪票口，被視為不同車站，因此田園都市線與銀座線在官方的轉乘站是表參道站。但由於副都心線與田園都市線可線外轉乘銀座線，因此副都心線通車時的轉乘路線列有銀座線。
東橫線與副都心線直通運行以前，由於東橫線與田園都市線的站房、剪票口都不同，被視為不同車站。因此在自動售票機購買的乘車券無法通過另一條路線的自動驗票閘門。當時東橫線與田園都市線可利用轉乘專用驗票機進行站外轉乘。此外，由於車資計算路徑差異，前往東急線各站的車資也與現在不同。而銀座線、半藏門線澀谷至赤坂見附、永田町為同一路徑，因此車資不變。另外，銀座線自動售票機的乘車券可通過半藏門線、副都心線的自動驗票閘門。
PASMO、Suica等IC卡的乘車紀錄上，東京地下鐵顯示，而過去東橫線顯示、田園都市線顯示。另外，田園都市線自動售票機的乘車券則是印上（正確的是「新」字被圓圈圍住）。現在IC卡的乘車紀錄已改為、乘車券則統一為。

#### 剪票口、出口

##### 田園都市線、半藏門線側
道玄坂方向剪票口
往道玄坂、文化村通（東急本店）、中心街方向。位在月台池尻大橋側的樓梯上方。109百貨內有電梯可至地面層，但僅限該百貨的營業時間內使用。出口編號為1 - 4號出口。
八公方向剪票口
往八公口（玉川口）、西口。位在月台中間樓梯上方。直通澀谷地下街、東急東橫店地下層。可至JR線、京王井之頭線、東京地下鐵銀座線、西口巴士總站。出口編號為5 - 8號出口。
宮益坂中央剪票口、宮益東口剪票口
往宮益坂口、東口。位在月台表參道側樓梯上方。可至東口巴士總站。出口編號為9 - 12號出口。
宮益東口剪票口是副都心線前新設立的出口。

##### 東橫線、副都心線側
副都心線通車時新設立新正面剪票口（澀谷Hikarie1剪票口）。
2013年3月11日啟用澀谷Hikarie2剪票口。位於澀谷Hikarie1剪票口對面。另外，開始直通運行時也同時開放最近的16號出口，可在地下穿越國道246號前往明治通、惠比壽方向。
該出口通道的開放時間為6:00－23:00，由於未來會成為東口地下廣場，因此非開放時間會進行整修工程。
（地下2樓）宮益坂中央剪票口、宮益東口剪票口
往宮益坂口、東口。位在月台明治神宮前側樓梯上方。可至東口巴士總站。出口編號為9 - 12號出口。
往宮下公園、METRO PLAZA（メトロプラザ）方向。13號出口（樓梯、電扶梯），13號a出口與13號b出口只有電梯。
（地下3樓）澀谷Hikarie1剪票口（新正面剪票口）
澀谷Hikarie方向。出口編號為15號出口（樓梯、電扶梯）。
往JR線/東口巴士總站/東口計程車乘車處/澀谷1、2丁目/明治通/東急百貨店東橫店方向。出口編號為14號出口（樓梯、往上之電扶梯（11:00－16:00方向改為往下））。因再開發工程，2012年11月17日起將地面出口向惠比壽方向移動50公尺。
平日首班車至10點僅供出站使用。
（地下3樓）澀谷Hikarie2剪票口
往明治通、惠比壽方向。出口編號為16號出口。
平日首班車至10點僅供入站使用。

#### 舊高架式東橫線月台

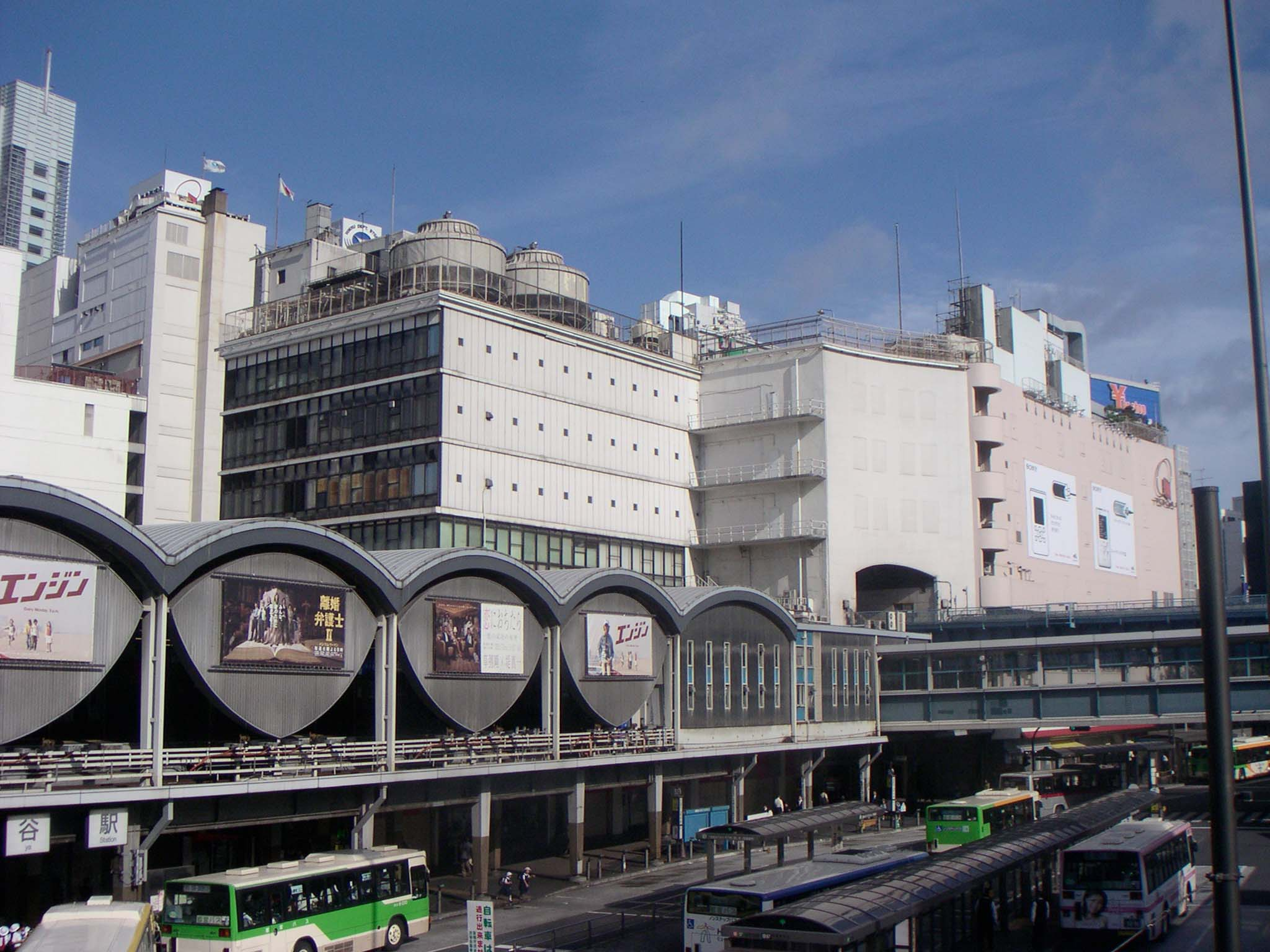
澀谷站東口舊東橫線月台站房（外觀，2005年5月）

舊東急東橫線月台是4面4線的高架港灣式月台，位於JR線月台東側。東急公司的澀谷陸上月台大約有85年歷史，自從1964年改善工程完成後的形態一直維持屋頂魚糕型。此外此站曾經設置貨物月台。正面口曾設有扶手電梯和升降機。

東橫線高架月台時期各社的澀谷站位置關係

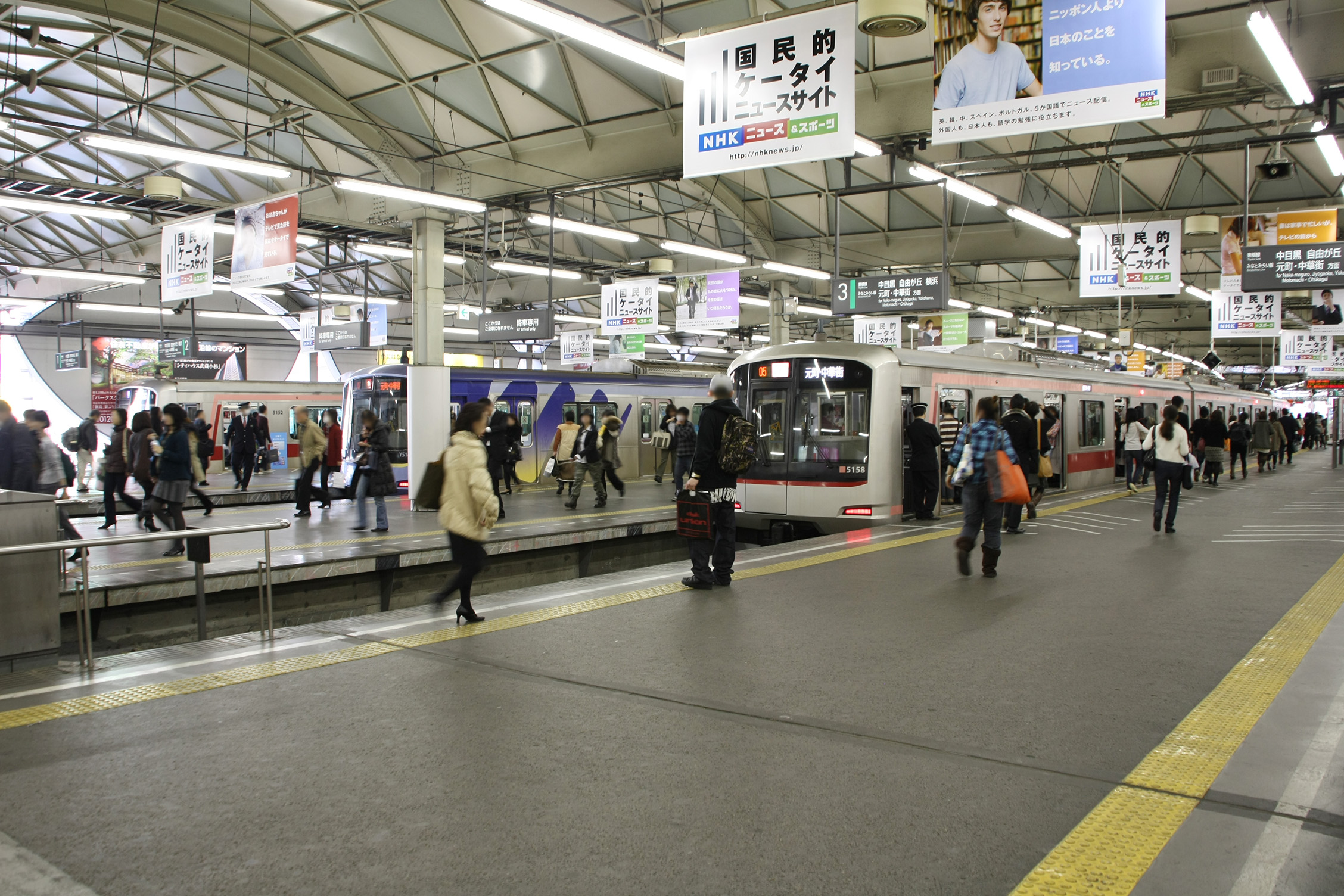
舊東橫線月台（2009年5月14日）

2013年3月1日起高架月台停止前夕至15日為止，到站音樂使用「Final approach」。
發車標示設置於剪票口內、2000年代設置於剪票口外5塊大型橫向液晶顯示屏。這些液晶顯示屏清楚顯示哪些列車會先扺達橫濱站。
為配合澀谷站地區改造工程，東橫線亦於2013年3月16日計劃與副都心線開始直通運行，東橫線月台在3月15日的尾班列車抵站後，當晚鐵路公司動用大量工程人員，在趕及3月16日首班列車抵站前用小量時間將高架月台及軌道等配置移動至與副都心線同層的地下月台，其後舊高架月台於同年3月26日至5月6日部份區劃為「SHIBUYA ekiato」活動空間。活動結束後，原址範圍部分計劃作為JR埼京線與湘南新宿線月台移動後的位置。至於地下化後的東橫線月台參見上方一節。

##### 月台配置（當時）
東側起：
| 月台 | 路線   | 目的地                                  |
| ---- | ------ | --------------------------------------- |
| 1、2 | 東橫線 | 中目黑、自由丘、橫濱、元町·中華街方向   |
|      | 東橫線 | 2、3號下車月台                          |
| 3、4 | 東橫線 | 中目黑、自由之丘、橫濱、元町·中華街方向 |
|      | 東橫線 | 4號下車月台                             |

- 1號月台不限於下車，亦開放予上車使用。
- 中午時特急於3號月台、急行於2號月台、各站停車於1、4號月台開出。
- 晚上繁忙時間時通勤特急於2號月台、急行於3號月台、各站停車於4號月台（部分於1號月台）開出。

##### 配置圖（當時）
| | 東急東橫線 澀谷站 鐵道配置略圖 | → 中目黑、自由之丘、 橫濱、元町·中華街 方向 |
| 图例 参考文献：* 參考以下資料製作。 ** 祖田圭介、「特集 山手線電車100周年」、交友社、『鉄道ファン』 第50巻2号（通巻第586号） 2010年2月号、35頁、「図12 東急渋谷駅の配線」。 ** . 東京急行電鉄公式サイト. [2016-04-24]. （原始内容存档于2013-12-07）. ※白線網格狀為下車用月台 |                                |                                             |

##### 剪票口、出口（當時）
正面口
八公口、玉川口、宮益坂口（連接澀谷Hikarie的聯絡橋）。月台前方。田園都市線、銀座線、半藏門線、副都心線、JR線、京王井之頭線方向。直接連結東急東橫店東館。
南口
西口與東口。月台中部樓梯下方。JR線、巴士總站方向。直接連結東橫暖簾街（東横のれん街）。

### 東京地下鐵（銀座線）
舊站台在東急東橫店西館的地上3樓部分，屬對向式2面2線月台設計，是銀座線唯一的高架車站，也是「澀谷站」中位置最高的月台。
建設當時由於未考慮到本站周邊的陡峭地形，加上銀座線新橋站至澀谷站區間是由東急系列的東京高速鐵道建設等因素，形成現在特殊的月台位置。本站有調車線與上野檢車區澀谷分室。該調車線是往二子玉川方向延伸的計劃路線一部分。澀谷Mark City建設前有地面車庫，現在位於Mark City建築內。表參道方向過來的列車在進入1號月台後，透過調車線回廠。
1號月台設有列車資訊顯示器。月台上有此種顯示器的只有本站與小竹向原站。2號月台旁有定期券售票處。
半藏門線、副都心線與銀座線有不同的剪票口，被視為不同車站。銀座線轉乘半藏門線及副都心線的轉乘時限為30分鐘，須使用轉乘專用驗票閘門（橘色機器）。此外，由本站至赤坂見附站/永田町站因為與半藏門線平行運行，故轉乘資訊上僅有副都心線。
由於當時的2號月台（乘車月台）與當時的1號月台（下車月台）完全分離，必須出站才能往返兩月台（只限舊站台）。
在本站使用PASMO、Suica等各種IC卡入站時，就算餘額未達東京地下鐵的起始票價165日圓，只要高於東急線起始票價124日圓就可入站。另外本站也可使用東急線乘車券。這是由於東京地下鐵半藏門線、副都心線與東急東橫線、田園都市線同屬一站，在忽略入站位置與搭乘路徑的票價計算制度下所產生的現象。因此，使用各種交通IC卡從本站經表參道站至部分東急車站，與直接搭乘東急線的車資相同。
在東急東橫線與副都心線直通運行後，周邊正在規劃都市更新。本站往表參道側移動，並將月台改建為島式月台1面2線，以及擴建車站大廳，已於2020年1月3日開業。
本站最後一次工程於2019年12月28日至2020年1月2日進行，此次工程為三次改造工程中最長。本站的月台現時在明治通上方，並加設明治通剪票口。工程完成後，於2020年1月3日開放，並改為折返模式。現時前往車庫只有一條路軌，需途經2號月台前往。為方便乘客換乘JR線、京王線及東急田園都市線，舊下車月台繼續開放，其剪票口設於新站台上。而舊乘車月台則不再使用，並將會拆除。
新月台的天花板為M字型，月台闊約12米，令車站容納量增加，並能夠舒緩以前的擁擠壓力。1號月台的發車音樂亦開始使用。
2020年1月3日上午5時1分：首班車於新月台開出，該車為1000系第40編成。

#### 月台配置
| 月台 | 路線   | 目的地                       |
| ---- | ------ | ---------------------------- |
| 1、2 | 銀座線 | 表參道、銀座、上野、淺草方向 |

（來源：東京地下鐵:構內圖 （页面存档备份，存于））

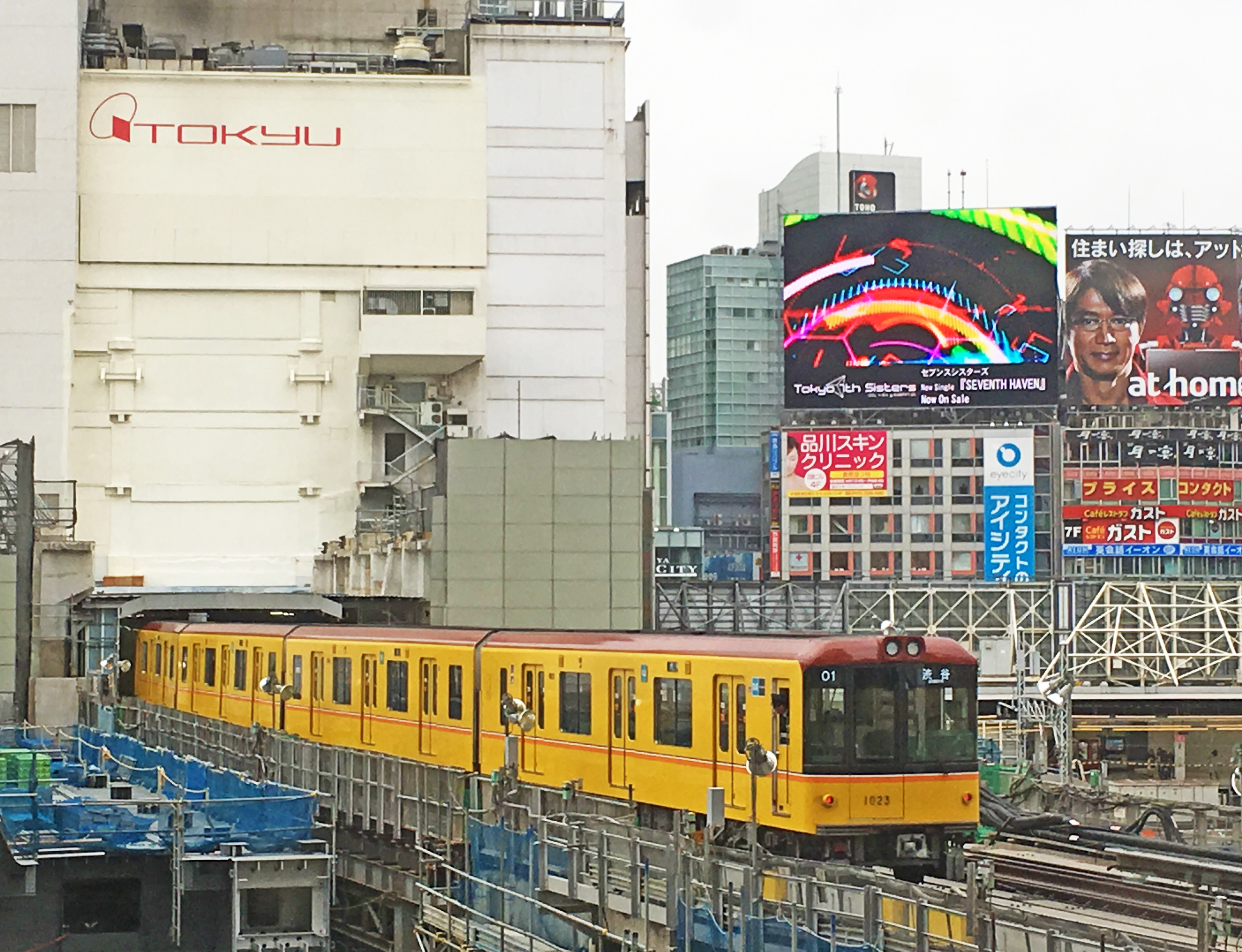
東急東橫店西館3樓月台往表參道站方向的銀座線電車（2016年2月24日）
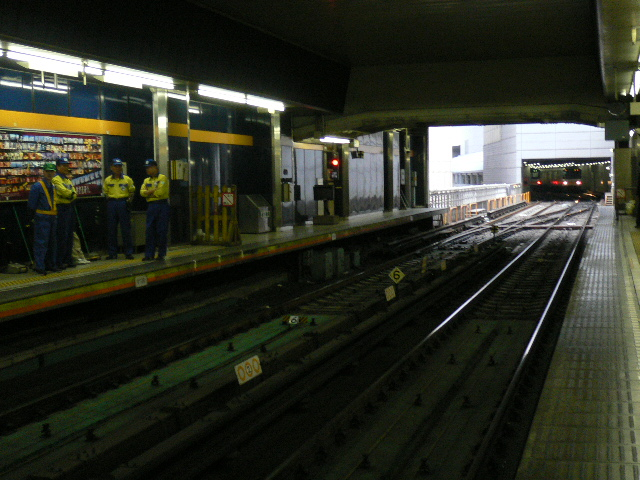
月台望車庫方向（2005年3月29日）
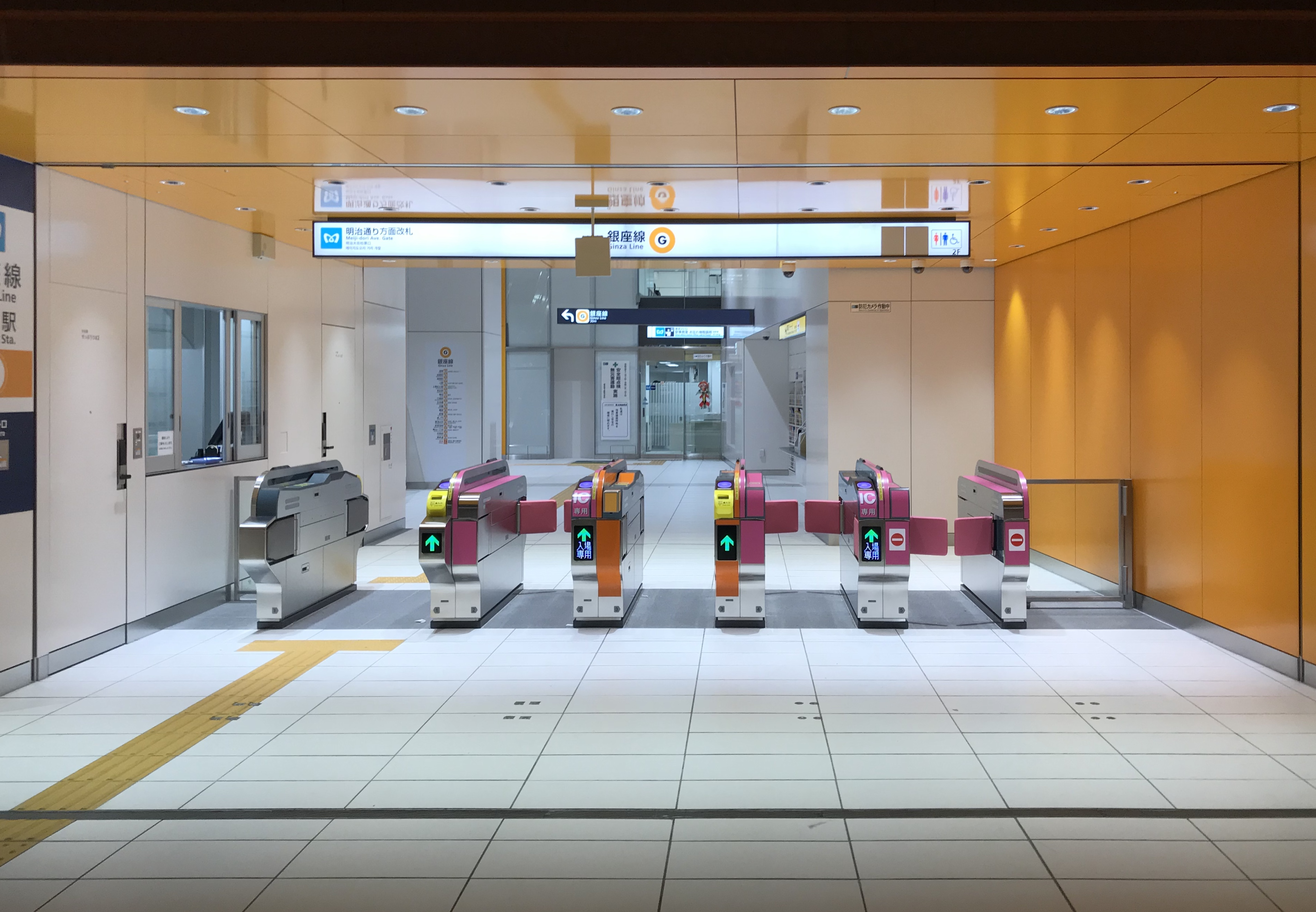
明治通方向閘機（2020年1月4日）
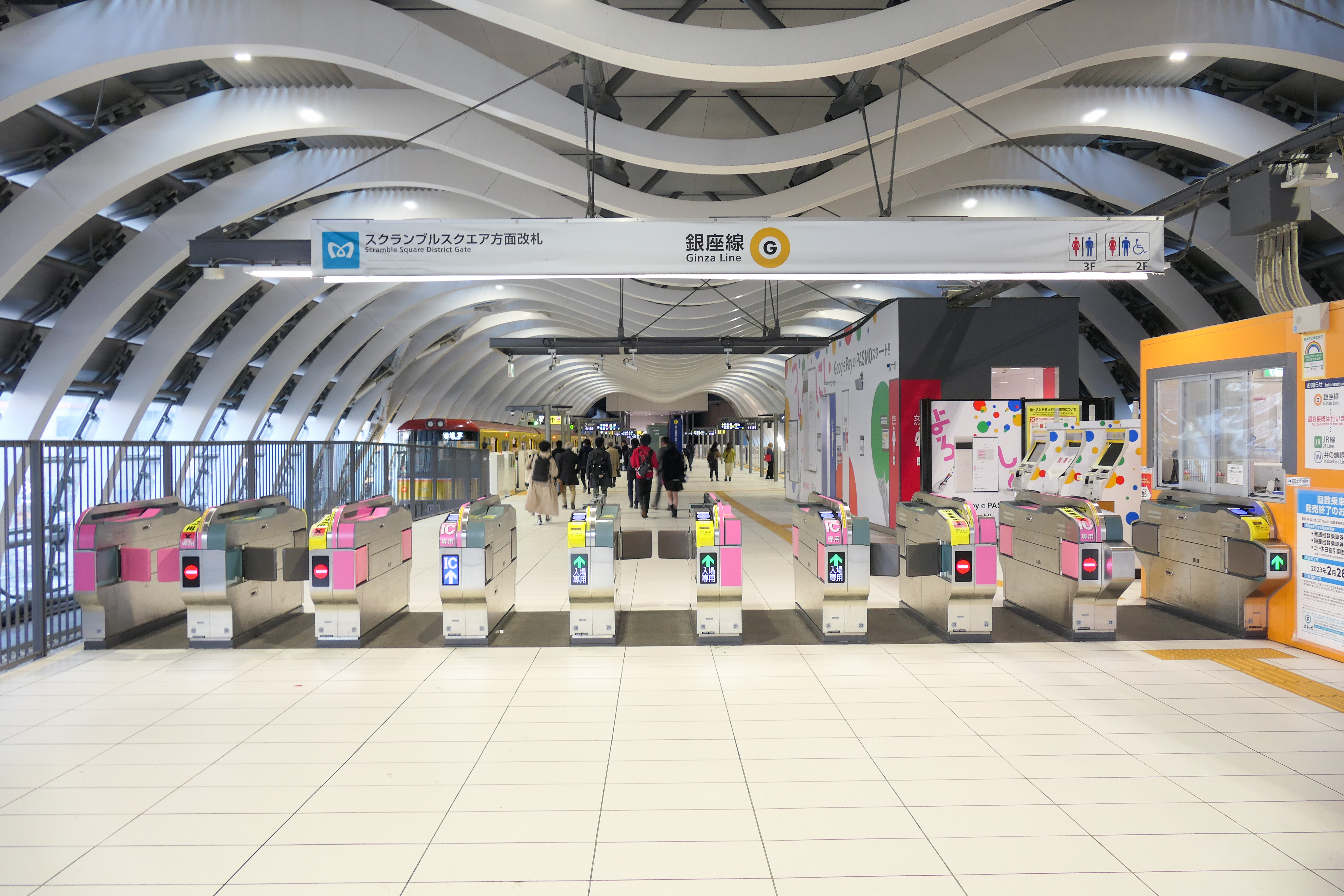
往澀谷Scramble Square方向的驗票閘口（2022年12月）
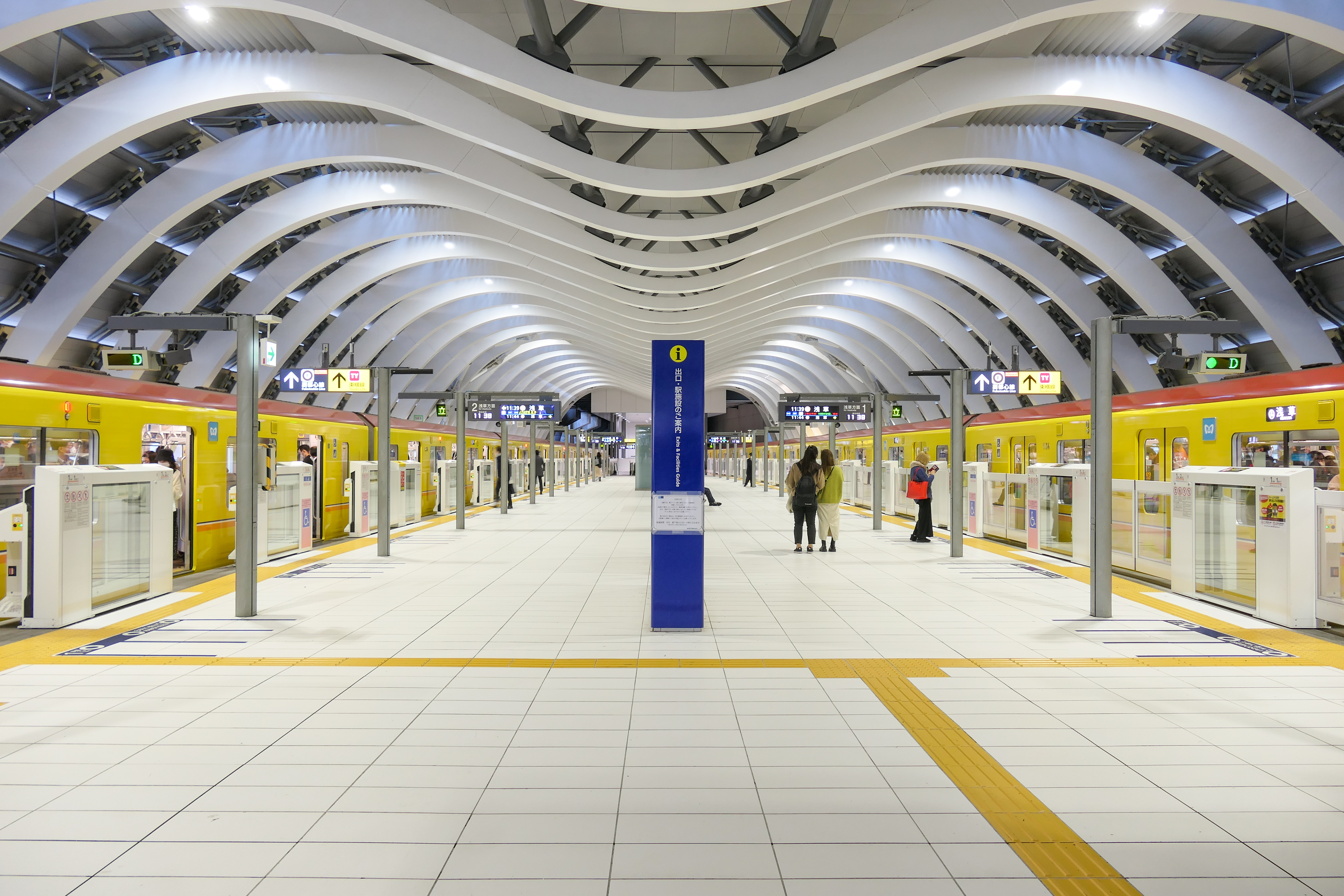
1號與2號月台（2022年12月）

#### 剪票口、出口
下車（出站）口（皆在月台上）
東橫口剪票口
往宮益坂口、東口。位在月台表參道側。可至東口巴士總站、東急東橫線、副都心線。相當狹窄。
中央口剪票口
往西口、八公口。月台中段。可至JR線、西口巴士總站、東急田園都市線、半藏門線。前方是JR中央剪票口。
東急東橫店剪票口
玉川口。位在月台車庫側。可至京王井之頭線。可使用東急東橫店的電梯。
上車（入站）口
東橫口剪票口
位於舊東橫線正面口前。宮益坂口、東口可至本剪票口。可透過東急東橫線、副都心線的澀谷Hikarie口（14、15號出口）轉乘。
中央口剪票口
西口、八公口、玉川口往上至東橫店3樓。可透過京王、JR線、東急田園都市線、半藏門線（8號出口）轉乘。可使用Mark City的電梯。

## 利用狀況
2017年度各公司合計1日平均上下車人次約331萬人，僅次於新宿站位居世界第二。東急電鐵澀谷站則是全世界上下車人次最多的私鐵車站（計入JR則次於JR新宿站）。但這是計算東急與東京地下鐵直通人次的數值。2011年不計直通人次的1日平均上下車人次約有230萬人，次於新宿站、池袋站、大阪梅田站位居第四。
- JR東日本 - 2019年度1日平均上車人次為366,128人[利用人數 1]。
JR車站中次於新宿站、池袋站、大阪站、東京站、橫濱站、品川站位居第7位，JR東日本中則次於新宿站、池袋站、東京站、橫濱站、品川站名列第6位。2007年後乘客數逐漸下滑，至2017年度為止減少約75,000人。1994年至2012年，本站在JR東日本內連續19年僅次於新宿站、池袋站，但2013年跌破40萬人位居第五名，是25年來首次少於40萬人。上車人次比前年少30,000人以上（減少率8.12%）。減少率在首都圈各站中高居第二（第一是橫濱線淵野邊站的8.15%）。
- 東急電鐵[利用人數 2]
  - 東橫線 - 2017年度1日平均上下車人次為468,033人。
該線第1，實際上包括直通副都心線的乘客。
  - 田園都市線 - 2017年度1日平均上下車人次為695,436人。
該線第1，實際上包括直通半藏門線的乘客。
- 京王電鐵 - 2017年度1日平均上下車人次為360,845人[利用人數 3]。
該公司車站中僅次於新宿站位居第2。井之頭線第1位。
- 東京地下鐵[利用人數 4]
  - 銀座線 - 2017年度1日平均上下車人次為224,784人。
該公司車站中位居第7位（不計直通運行的車站）。
  - 半藏門線、副都心線 - 2017年度1日平均上下車人次為822,947人（各線合計）。
包括直通田園都市線、東橫線的乘客。在東京地下鐵直通運行的車站中高居第1。

### 各年度1日平均上下車人次
各年度1日平均上下車人次如下表（JR除外）。
- 東橫線、田園都市線人數不包含與東急線互相轉乘人數。
- 銀座線、半藏門線、副都心線人數不包含與東京地下鐵其他線互相轉乘人數。
- 東京地下鐵半藏門線、東急田園都市線人數包含互相直通人數。
  - 2007年度互相直通人數為334,991人。但此數字還包含東京地下鐵銀座線、東急田園都市線間的轉乘人數。
- 東京地下鐵副都心線、東急東橫線人數包含互相直通人數（2012年度起）。

| 年度               | 東京地下鐵         | 東京地下鐵 | 東京地下鐵         | 東京地下鐵         | 東急電鐵           | 東急電鐵 | 東急電鐵                   | 東急電鐵           | 東急電鐵   | 京王電鐵           | 京王電鐵 |
| 年度               | 銀座線             | 銀座線     | 半藏門線、副都心線 | 半藏門線、副都心線 | 東橫線             | 東橫線   | 東橫線 田園都市線 轉乘人數 | 田園都市線         | 田園都市線 | 井之頭線           | 井之頭線 |
| 年度               | 1日平均 上下車人次 | 增長率     | 1日平均 上下車人次 | 增長率             | 1日平均 上下車人次 | 增長率   | 東橫線 田園都市線 轉乘人數 | 1日平均 上下車人次 | 增長率     | 1日平均 上下車人次 | 增長率   |
| ------------------ | ------------------ | ---------- | ------------------ | ------------------ | ------------------ | -------- | -------------------------- | ------------------ | ---------- | ------------------ | -------- |
| 1997年（平成09年） |                    |            |                    |                    |                    |          |                            |                    |            | 318,160            |          |
| 1998年（平成10年） |                    |            |                    |                    | 397,345            |          |                            | 562,062            |            | 320,188            | 0.6%     |
| 1999年（平成11年） | 213,394            |            |                    |                    | 403,606            | 1.6%     |                            | 559,188            | -0.5%      | 323,180            | 0.9%     |
| 2000年（平成12年） | 219,502            | 2.9%       | 383,399            |                    | 409,967            | 1.6%     |                            | 585,750            | 4.8%       | 329,133            | 1.8%     |
| 2001年（平成13年） | 223,174            | 1.7%       | 396,995            | 3.5%               | 415,464            | 1.3%     |                            | 611,373            | 4.4%       | 332,004            | 0.9%     |
| 2002年（平成14年） | 223,971            | 0.4%       | 402,461            | 1.4%               | 416,949            | 0.4%     |                            | 609,131            | -0.4%      | 332,387            | 0.1%     |
| 2003年（平成15年） | 223,283            | -0.3%      | 421,622            | 4.8%               | 418,009            | 0.3%     | 17,232                     | 616,074            | 1.1%       | 335,448            | 0.9%     |
| 2004年（平成16年） | 220,069            | -1.4%      | 425,852            | 1.0%               | 415,877            | -0.5%    | 17,433                     | 615,408            | -0.1%      | 332,102            | -1.0%    |
| 2005年（平成17年） | 225,441            | 2.4%       | 434,122            | 1.9%               | 412,237            | -0.9%    | 18,253                     | 631,481            | 2.6%       | 334,374            | 0.7%     |
| 2006年（平成18年） | 233,668            | 3.7%       | 453,426            | 4.4%               | 417,731            | 1.3%     | 19,119                     | 648,629            | 2.7%       | 339,860            | 1.6%     |
| 2007年（平成19年） | 258,609            | 10.7%      | 472,123            | 4.1%               | 414,833            | -0.7%    | 20,003                     | 680,395            | 4.9%       | 343,697            | 1.1%     |
| 2008年（平成20年） | 238,537            | -7.8%      | 557,432            | 18.1%              | 428,085            | 3.2%     | 19,896                     | 660,278            | -3.0%      | 343,494            | -0.1%    |
| 2009年（平成21年） | 225,471            | -5.6%      | 577,915            | 3.7%               | 426,469            | -0.4%    | 20,018                     | 652,850            | -1.1%      | 340,627            | -0.8%    |
| 2010年（平成22年） | 222,376            | -1.4%      | 584,127            | 1.1%               | 419,482            | -1.6%    | 20,460                     | 647,331            | -0.8%      | 336,926            | -1.1%    |
| 2011年（平成23年） | 217,117            | -1.2%      | 580,367            | -0.6%              | 420,163            | 0.2%     | 20,276                     | 641,781            | -0.9%      | 335,475            | -0.4%    |
| 2012年（平成24年） | 226,644            | 4.4%       | 612,821            | 5.6%               | 435,994            | 3.8%     | 20,686                     | 656,867            | 2.4%       | 344,972            | 2.8%     |
| 2013年（平成25年） | 212,136            | -6.4%      | 731,184            | 19.3%              | 441,266            | 1.2%     | 22,400                     | 665,645            | 1.3%       | 336,957            | -2.3%    |
| 2014年（平成26年） | 212,534            | 0.2%       | 753,571            | 3.1%               | 445,673            | 1.0%     | 23,416                     | 662,870            | -0.4%      | 336,805            | -0.0%    |
| 2015年（平成27年） | 216,687            | 2.0%       | 786,932            | 4.4%               | 454,398            | 2.0%     | 24,506                     | 680,096            | 2.6%       | 350,831            | 4.2%     |
| 2016年（平成28年） | 219,936            | 1.5%       | 810,170            | 3.0%               | 461,241            | 1.5%     | 25,197                     | 688,093            | 1.2%       | 357,444            | 1.9%     |
| 2017年（平成29年） | 224,784            | 2.2%       | 829,947            | 2.4%               | 468,033            | 1.5%     |                            | 695,436            | 1.1%       | 360,845            | 1.0%     |
| 2018年（平成30年） | 224,896            | 0.0%       | 843,344            | 1.6%               | 472,797            | 1.0%     | 25,772                     | 695,920            | 0.1%       | 362,481            | 0.5%     |
| 2019年（令和元年） |                    |            |                    |                    | 472,709            | −0.0%    |                            | 688,510            | −1.1%      | 360,655            | −0.5%    |

### 京王電鐵各年度1日平均上下車人次
| 年度               | 人數    |
| ------------------ | ------- |
| 1948年（昭和23年） | 74,900  |
| 1955年（昭和30年） | 128,770 |
| 1960年（昭和35年） | 178,728 |
| 1965年（昭和40年） | 225,449 |
| 1970年（昭和45年） | 267,610 |
| 1975年（昭和50年） | 302,171 |
| 1980年（昭和55年） | 321,275 |
| 1985年（昭和60年） | 339,469 |
| 1990年（平成02年） | 357,670 |
| 1991年（平成03年） | 361,777 |
| 1995年（平成07年） | 334,646 |

### 東急電鐵各年度1日平均轉乘人數
| 年度               | 東橫線 | 東橫線     | 東橫線 | 田園都市線 | 田園都市線 | 田園都市線 |
| 年度               | JR     | 東京地下鐵 | 京王   | JR         | 東京地下鐵 | 京王       |
| ------------------ | ------ | ---------- | ------ | ---------- | ---------- | ---------- |
| 2003年（平成15年） | 70,412 | 32,813     | 20,430 | 59,160     | 288,707    | 9,298      |
| 2004年（平成16年） | 64,608 | 33,498     | 20,458 | 55,550     | 295,791    | 9,547      |
| 2005年（平成17年） | 60,481 | 34,854     | 20,845 | 51,211     | 303,897    | 9,918      |
| 2006年（平成18年） | 57,630 | 37,062     | 21,347 | 49,444     | 316,689    | 10,158     |
| 2007年（平成19年） | 76,979 | 47,106     | 22,955 | 88,338     | 334,991    | 13,298     |
| 2008年（平成20年） | 85,179 | 61,243     | 27,348 | 89,045     | 361,467    | 13,104     |
| 2009年（平成21年） | 84,430 | 65,493     | 28,644 | 88,131     | 371,137    | 13,486     |
| 2010年（平成22年） | 82,573 | 66,901     | 29,571 | 88,074     | 373,068    | 13,952     |
| 2011年（平成23年） | 82,955 | 70,232     | 29,532 | 89,505     | 370,011    | 14,270     |
| 2012年（平成24年） | 83,303 | 79,025     | 30,276 | 91,320     | 380,828    | 14,645     |
| 2013年（平成25年） | 47,960 | 191,281    | 25,732 | 93,022     | 390,630    | 15,195     |
| 2014年（平成26年） | 41,382 | 213,599    | 23,706 | 91,208     | 393,944    | 15,033     |
| 2015年（平成27年） | 37,671 | 230,494    | 23,566 | 94,210     | 407,358    | 15,804     |
| 2016年（平成28年） | 35,097 | 242,988    | 23,483 | 95,044     | 414,567    | 16,367     |
| 2017年（平成29年） | 33,297 | 252,918    | 23,076 | 94,721     | 422,306    | 16,542     |

### 各年度1日平均上車人次（1880年代 - 1930年代）
各年度1日平均上車人次如下表。
| 年度               | 日本鐵道/國鐵 | 東京橫濱電鐵 | 帝都電鐵 | 來源              |
| ------------------ | ------------- | ------------ | -------- | ----------------- |
| 1884年（明治17年） | [ 備註 1 ]    | 未開業       | 未開業   |                   |
| 1885年（明治18年） | 18            | 未開業       | 未開業   | [ 東京府統計 2 ]  |
| 1886年（明治19年） | 16            | 未開業       | 未開業   | [ 東京府統計 3 ]  |
| 1888年（明治21年） | 52            | 未開業       | 未開業   | [ 東京府統計 4 ]  |
| 1890年（明治23年） | 68            | 未開業       | 未開業   | [ 東京府統計 5 ]  |
| 1891年（明治24年） | 63            | 未開業       | 未開業   | [ 東京府統計 6 ]  |
| 1893年（明治26年） | 68            | 未開業       | 未開業   | [ 東京府統計 7 ]  |
| 1895年（明治28年） | 199           | 未開業       | 未開業   | [ 東京府統計 8 ]  |
| 1896年（明治29年） | 350           | 未開業       | 未開業   | [ 東京府統計 9 ]  |
| 1897年（明治30年） | 509           | 未開業       | 未開業   | [ 東京府統計 10 ] |
| 1898年（明治31年） | 665           | 未開業       | 未開業   | [ 東京府統計 11 ] |
| 1899年（明治32年） | 652           | 未開業       | 未開業   | [ 東京府統計 12 ] |
| 1900年（明治33年） | 708           | 未開業       | 未開業   | [ 東京府統計 13 ] |
| 1901年（明治34年） | 747           | 未開業       | 未開業   | [ 東京府統計 14 ] |
| 1902年（明治35年） | 759           | 未開業       | 未開業   | [ 東京府統計 15 ] |
| 1903年（明治36年） | 794           | 未開業       | 未開業   | [ 東京府統計 16 ] |
| 1904年（明治37年） | 756           | 未開業       | 未開業   | [ 東京府統計 17 ] |
| 1905年（明治38年） | 547           | 未開業       | 未開業   | [ 東京府統計 18 ] |
| 1907年（明治40年） | 470           | 未開業       | 未開業   | [ 東京府統計 19 ] |
| 1908年（明治41年） | 569           | 未開業       | 未開業   | [ 東京府統計 20 ] |
| 1909年（明治42年） | 672           | 未開業       | 未開業   | [ 東京府統計 21 ] |
| 1911年（明治44年） | 1,555         | 未開業       | 未開業   | [ 東京府統計 22 ] |
| 1912年（大正元年） | 1,866         | 未開業       | 未開業   | [ 東京府統計 23 ] |
| 1913年（大正02年） | 1,983         | 未開業       | 未開業   | [ 東京府統計 24 ] |
| 1914年（大正03年） | 2,022         | 未開業       | 未開業   | [ 東京府統計 25 ] |
| 1915年（大正04年） | 2,013         | 未開業       | 未開業   | [ 東京府統計 26 ] |
| 1916年（大正05年） | 2,609         | 未開業       | 未開業   | [ 東京府統計 27 ] |
| 1919年（大正08年） | 5,666         | 未開業       | 未開業   | [ 東京府統計 28 ] |
| 1920年（大正09年） | 9,203         | 未開業       | 未開業   | [ 東京府統計 29 ] |
| 1922年（大正11年） | 13,206        | 未開業       | 未開業   | [ 東京府統計 30 ] |
| 1923年（大正12年） | 19,351        | 未開業       | 未開業   | [ 東京府統計 31 ] |
| 1924年（大正13年） | 22,380        | 未開業       | 未開業   | [ 東京府統計 32 ] |
| 1925年（大正14年） | 23,218        | 未開業       | 未開業   | [ 東京府統計 33 ] |
| 1926年（昭和元年） | 26,754        | 未開業       | 未開業   | [ 東京府統計 34 ] |
| 1927年（昭和02年） | 29,784        | 3,400        | 未開業   | [ 東京府統計 35 ] |
| 1928年（昭和03年） | 35,700        |              | 未開業   | [ 東京府統計 36 ] |
| 1929年（昭和04年） | 38,642        | 6,629        | 未開業   | [ 東京府統計 37 ] |
| 1930年（昭和05年） | 37,750        | 8,091        | 未開業   | [ 東京府統計 38 ] |
| 1931年（昭和06年） | 36,777        | 9,374        | 未開業   | [ 東京府統計 39 ] |
| 1932年（昭和07年） | 36,947        | 11,311       | 未開業   | [ 東京府統計 40 ] |
| 1933年（昭和08年） | 31,235        | 12,474       | 7,155    | [ 東京府統計 41 ] |
| 1934年（昭和09年） | 34,209        | 10,500       | 7,763    | [ 東京府統計 42 ] |
| 1935年（昭和10年） | 36,228        | 17,869       | 9,951    | [ 東京府統計 43 ] |

### 各年度1日平均上車人次（1953年 - 2000年）
| 年度               | 國鐵 / JR東日本 | 營團    | 營團     | 東京急行電鐵 | 東京急行電鐵 | 京王帝都電鐵 / 京王電鐵 | 來源、備註        |
| 年度               | 國鐵 / JR東日本 | 銀座線  | 半藏門線 | 東橫線       | 新玉川線     | 京王帝都電鐵 / 京王電鐵 | 來源、備註        |
| ------------------ | --------------- | ------- | -------- | ------------ | ------------ | ----------------------- | ----------------- |
| 1953年（昭和28年） | 85,988          |         | 未開業   |              | 未開業       |                         | （僅國鐵）        |
| 1954年（昭和29年） | 94,363          |         | 未開業   |              | 未開業       |                         | （僅國鐵）        |
| 1955年（昭和30年） | 102,865         |         | 未開業   |              | 未開業       |                         | （僅國鐵）        |
| 1956年（昭和31年） | 188,284         | 85,952  | 未開業   | 84,066       | 未開業       | 72,915                  | [ 東京都統計 4 ]  |
| 1957年（昭和32年） | 203,952         | 93,247  | 未開業   | 115,616      | 未開業       | 78,771                  | [ 東京都統計 5 ]  |
| 1958年（昭和33年） | 218,356         | 96,366  | 未開業   | 124,996      | 未開業       | 40,844                  | [ 東京都統計 6 ]  |
| 1959年（昭和34年） | 223,922         | 99,402  | 未開業   | 133,733      | 未開業       | 85,081                  | [ 東京都統計 7 ]  |
| 1960年（昭和35年） | 234,567         | 99,662  | 未開業   | 143,617      | 未開業       | 91,064                  | [ 東京都統計 8 ]  |
| 1961年（昭和36年） | 232,497         | 104,566 | 未開業   | 154,120      | 未開業       | 99,306                  | [ 東京都統計 9 ]  |
| 1962年（昭和37年） | 257,419         | 116,649 | 未開業   | 159,192      | 未開業       | 104,311                 | [ 東京都統計 10 ] |
| 1963年（昭和38年） | 273,683         | 121,289 | 未開業   | 160,616      | 未開業       | 107,917                 | [ 東京都統計 11 ] |
| 1964年（昭和39年） | 280,057         | 110,580 | 未開業   | 156,143      | 未開業       | 110,738                 | [ 東京都統計 12 ] |
| 1965年（昭和40年） | 285,442         | 97,801  | 未開業   | 143,362      | 未開業       | 113,703                 | [ 東京都統計 13 ] |
| 1966年（昭和41年） | 294,510         | 99,350  | 未開業   | 146,745      | 未開業       | 117,431                 | [ 東京都統計 14 ] |
| 1967年（昭和42年） | 306,125         | 103,945 | 未開業   | 151,706      | 未開業       | 120,702                 | [ 東京都統計 15 ] |
| 1968年（昭和43年） | 314,863         | 113,296 | 未開業   | 156,602      | 未開業       | 125,904                 | [ 東京都統計 16 ] |
| 1969年（昭和44年） | 298,763         | 121,587 | 未開業   | 161,916      | 未開業       | 132,875                 | [ 東京都統計 17 ] |
| 1970年（昭和45年） | 296,414         | 127,353 | 未開業   | 169,184      | 未開業       | 135,882                 | [ 東京都統計 18 ] |
| 1971年（昭和46年） | 304,716         | 130,295 | 未開業   | 171,358      | 未開業       | 136,765                 | [ 東京都統計 19 ] |
| 1972年（昭和47年） | 313,466         | 132,986 | 未開業   | 178,507      | 未開業       | 145,693                 | [ 東京都統計 20 ] |
| 1973年（昭和48年） | 320,666         | 128,381 | 未開業   | 184,137      | 未開業       | 151,211                 | [ 東京都統計 21 ] |
| 1974年（昭和49年） | 334,855         | 127,836 | 未開業   | 187,575      | 未開業       | 153,438                 | [ 東京都統計 22 ] |
| 1975年（昭和50年） | 326,615         | 128,708 | 未開業   | 189,694      | 未開業       | 155,675                 | [ 東京都統計 23 ] |
| 1976年（昭和51年） | 333,751         | 128,197 | 未開業   | 190,230      | 未開業       | 155,118                 | [ 東京都統計 24 ] |
| 1977年（昭和52年） | 336,162         | 140,266 | 未開業   | 179,329      | 89,953       | 160,956                 | [ 東京都統計 25 ] |
| 1978年（昭和53年） | 341,444         | 119,762 | 30,144   | 182,389      | 101,342      | 159,077                 | [ 東京都統計 26 ] |
| 1979年（昭和54年） | 337,661         | 109,369 | 51,019   | 182,210      | 121,079      | 163,768                 | [ 東京都統計 27 ] |
| 1980年（昭和55年） | 333,186         | 115,140 | 65,014   | 184,964      | 137,107      | 162,797                 | [ 東京都統計 28 ] |
| 1981年（昭和56年） | 340,773         | 120,148 | 73,384   | 191,770      | 145,600      | 166,770                 | [ 東京都統計 29 ] |
| 1982年（昭和57年） | 343,641         | 122,567 | 79,770   | 192,085      | 154,638      | 168,216                 | [ 東京都統計 30 ] |
| 1983年（昭和58年） | 343,451         | 125,765 | 89,765   | 196,295      | 166,724      | 172,891                 | [ 東京都統計 31 ] |
| 1984年（昭和59年） | 357,907         | 125,112 | 100,918  | 204,090      | 180,600      | 173,940                 | [ 東京都統計 32 ] |
| 1985年（昭和60年） | 363,022         | 126,474 | 108,153  | 205,216      | 190,663      | 174,403                 | [ 東京都統計 33 ] |
| 1986年（昭和61年） | 373,529         | 129,529 | 115,279  | 209,710      | 201,559      | 177,375                 | [ 東京都統計 34 ] |
| 1987年（昭和62年） | 359,022         | 131,199 | 119,486  | 216,765      | 212,923      | 179,251                 | [ 東京都統計 35 ] |
| 1988年（昭和63年） | 398,805         | 132,274 | 128,323  | 221,756      | 221,142      | 183,696                 | [ 東京都統計 36 ] |
| 1989年（平成元年） | 405,293         | 122,882 | 157,901  | 215,940      | 235,005      | 182,770                 | [ 東京都統計 37 ] |
| 1990年（平成02年） | 414,490         | 119,551 | 170,597  | 220,600      | 250,348      | 183,959                 | [ 東京都統計 38 ] |
| 1991年（平成03年） | 420,825         | 117,421 | 175,932  | 217,314      | 257,328      | 185,525                 | [ 東京都統計 39 ] |
| 1992年（平成04年） | 413,378         | 110,940 | 181,444  | 210,564      | 259,562      | 181,107                 | [ 東京都統計 40 ] |
| 1993年（平成05年） | 414,912         | 107,419 | 182,915  | 207,049      | 260,455      | 176,044                 | [ 東京都統計 41 ] |
| 1994年（平成06年） | 411,268         | 106,666 | 184,293  | 200,389      | 260,340      | 172,937                 | [ 東京都統計 42 ] |
| 1995年（平成07年） | 413,109         | 105,661 | 185,467  | 198,730      | 263,199      | 171,322                 | [ 東京都統計 43 ] |
| 1996年（平成08年） | 422,805         | 105,189 | 185,085  | 198,181      | 268,304      | 166,055                 | [ 東京都統計 44 ] |
| 1997年（平成09年） | 420,913         | 103,912 | 186,266  | 198,570      | 268,227      | 162,118                 | [ 東京都統計 45 ] |
| 1998年（平成10年） | 420,395         | 105,685 | 190,866  | 199,751      | 267,742      | 166,405                 | [ 東京都統計 46 ] |
| 1999年（平成11年） | 423,336         | 104,738 | 188,519  | 207,169      | 269,743      | 166,855                 | [ 東京都統計 47 ] |
| 2000年（平成12年） | 428,165         | 108,142 | 193,033  | 207,181      | 281,427      | 169,123                 | [ 東京都統計 48 ] |

### 各年度1日平均上車人次（2001年起）
| 年度               | JR東日本 | JR東日本 | JR東日本 | 營團 / 東京地下鐵 | 營團 / 東京地下鐵 | 營團 / 東京地下鐵 | 東急電鐵 / 東京急行電鐵 | 東急電鐵 / 東京急行電鐵 | 京王電鐵 | 來源              |
| 年度               | 定期外   | 定期     | 合計     | 銀座線            | 半藏門線          | 副都心線          | 東橫線                  | 田園都市線              | 京王電鐵 | 來源              |
| ------------------ | -------- | -------- | -------- | ----------------- | ----------------- | ----------------- | ----------------------- | ----------------------- | -------- | ----------------- |
| 2001年（平成13年） |          |          | 424,600  | 109,726           | 198,896           | 未開業            | 210,559                 | 291,784                 | 170,219  | [ 東京都統計 49 ] |
| 2002年（平成14年） |          |          | 424,460  | 110,197           | 203,356           | 未開業            | 215,403                 | 299,233                 | 170,249  | [ 東京都統計 50 ] |
| 2003年（平成15年） |          |          | 423,037  | 109,713           | 212,361           | 未開業            | 216,462                 | 306,074                 | 170,153  | [ 東京都統計 51 ] |
| 2004年（平成16年） |          |          | 420,395  | 110,071           | 214,488           | 未開業            | 215,142                 | 310,630                 | 168,482  | [ 東京都統計 52 ] |
| 2005年（平成17年） |          |          | 423,884  | 113,093           | 219,189           | 未開業            | 214,489                 | 317,662                 | 168,784  | [ 東京都統計 53 ] |
| 2006年（平成18年） |          |          | 430,675  | 117,140           | 228,477           | 未開業            | 217,608                 | 326,838                 | 170,737  | [ 東京都統計 54 ] |
| 2007年（平成19年） |          |          | 445,730  | 130,459           | 234,770           | 未開業            | 218,399                 | 339,962                 | 170,708  | [ 東京都統計 55 ] |
| 2008年（平成20年） |          |          | 426,317  | 118,310           | 233,918           | 47,777            | 215,425                 | 323,638                 | 170,419  | [ 東京都統計 56 ] |
| 2009年（平成21年） |          |          | 412,241  | 111,690           | 233,032           | 55,573            | 215,284                 | 320,688                 | 168,997  | [ 東京都統計 57 ] |
| 2010年（平成22年） |          |          | 403,277  | 109,778           | 230,395           | 60,731            | 211,945                 | 318,567                 | 166,945  | [ 東京都統計 58 ] |
| 2011年（平成23年） |          |          | 402,766  | 108,675           | 228,025           | 61,055            | 211,459                 | 317,336                 | 165,992  | [ 東京都統計 59 ] |
| 2012年（平成24年） | 194,407  | 217,602  | 412,009  | 113,633           | 235,477           | 69,942            | 219,389                 | 325,156                 | 171,170  | [ 東京都統計 60 ] |
| 2013年（平成25年） | 175,518  | 203,020  | 378,539  | 105,574           | 250,246           | 118,046           | 220,956                 | 330,301                 | 167,660  | [ 東京都統計 61 ] |
| 2014年（平成26年） | 175,523  | 196,266  | 371,789  | 105,702           | 252,745           | 127,101           | 223,608                 | 329,175                 | 167,745  | [ 東京都統計 62 ] |
| 2015年（平成27年） | 176,609  | 195,624  | 372,234  | 107,691           | 261,240           | 135,383           | 228,068                 | 337,776                 | 174,251  | [ 東京都統計 63 ] |
| 2016年（平成28年） | 177,077  | 194,258  | 371,336  | 108,795           | 266,468           | 141,603           | 231,789                 | 341,890                 | 177,860  | [ 東京都統計 64 ] |
| 2017年（平成29年） | 177,398  | 193,270  | 370,669  | 110,682           | 271,584           | 146,811           | 235,266                 | 345,537                 | 179,532  | [ 東京都統計 65 ] |
| 2018年（平成30年） | 178,045  | 192,810  | 370,856  | 111,126           | 273,534           | 151,318           | 237,704                 | 345,770                 | 180,447  | [ 東京都統計 66 ] |
| 2019年（令和元年） | 173,381  | 192,746  | 366,128  |                   |                   |                   |                         |                         |          |                   |

### 備註
1. ↑  1885年3月1日開業。
2. ↑  1927年8月28日開業。
3. ↑  1933年8月11日開業。
4. ↑  1977年4月7日通車。通車日起至1978年3月31日為止共359日的資料。
5. ↑  1978年8月1日通車。通車日至1979年3月31日為止共243日的資料。
6. ↑  2000年8月6日起為田園都市線。
7. ↑  2008年6月14日副都心線通車。

## 周邊

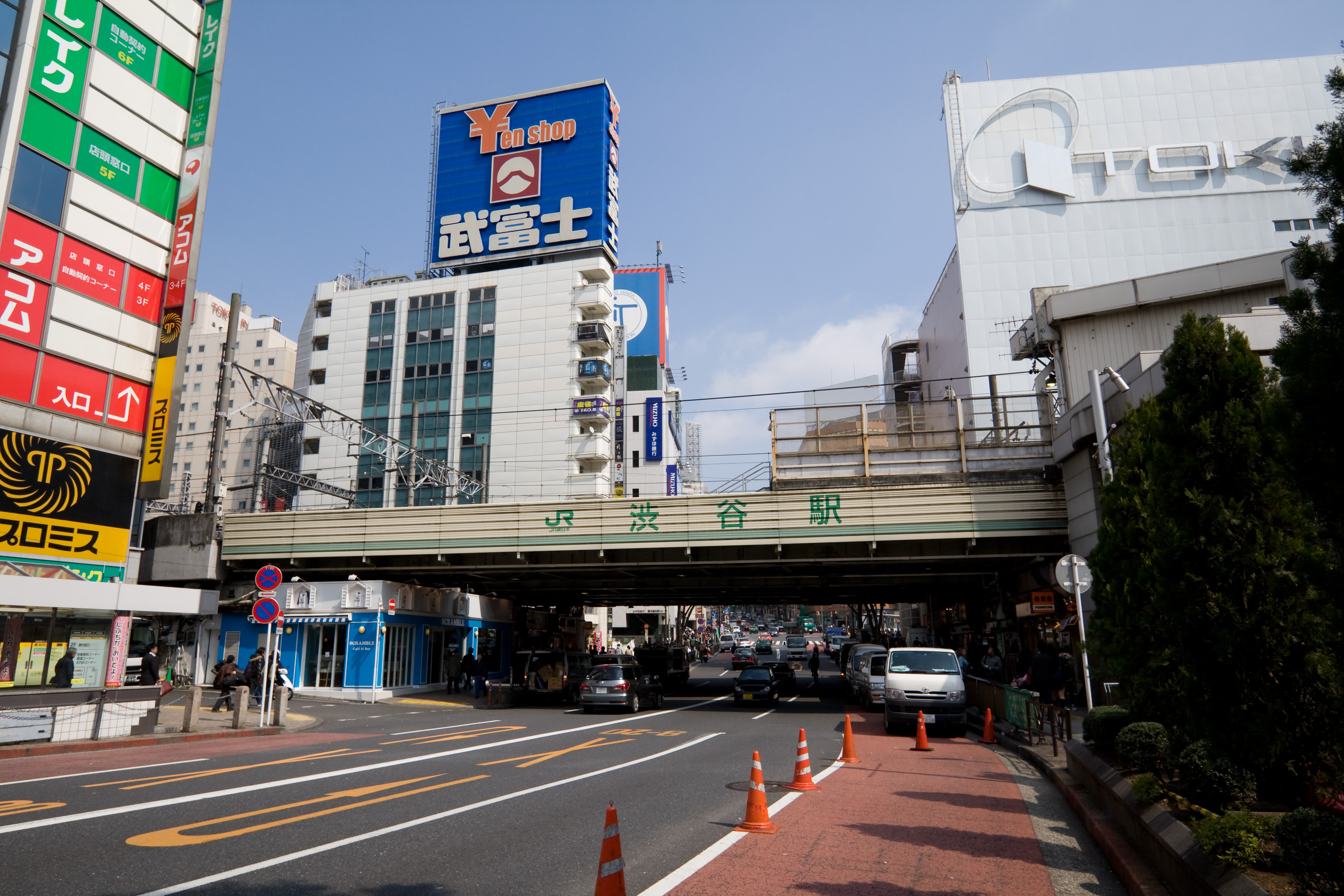
JR澀谷站附近的高架（2010年3月19日）

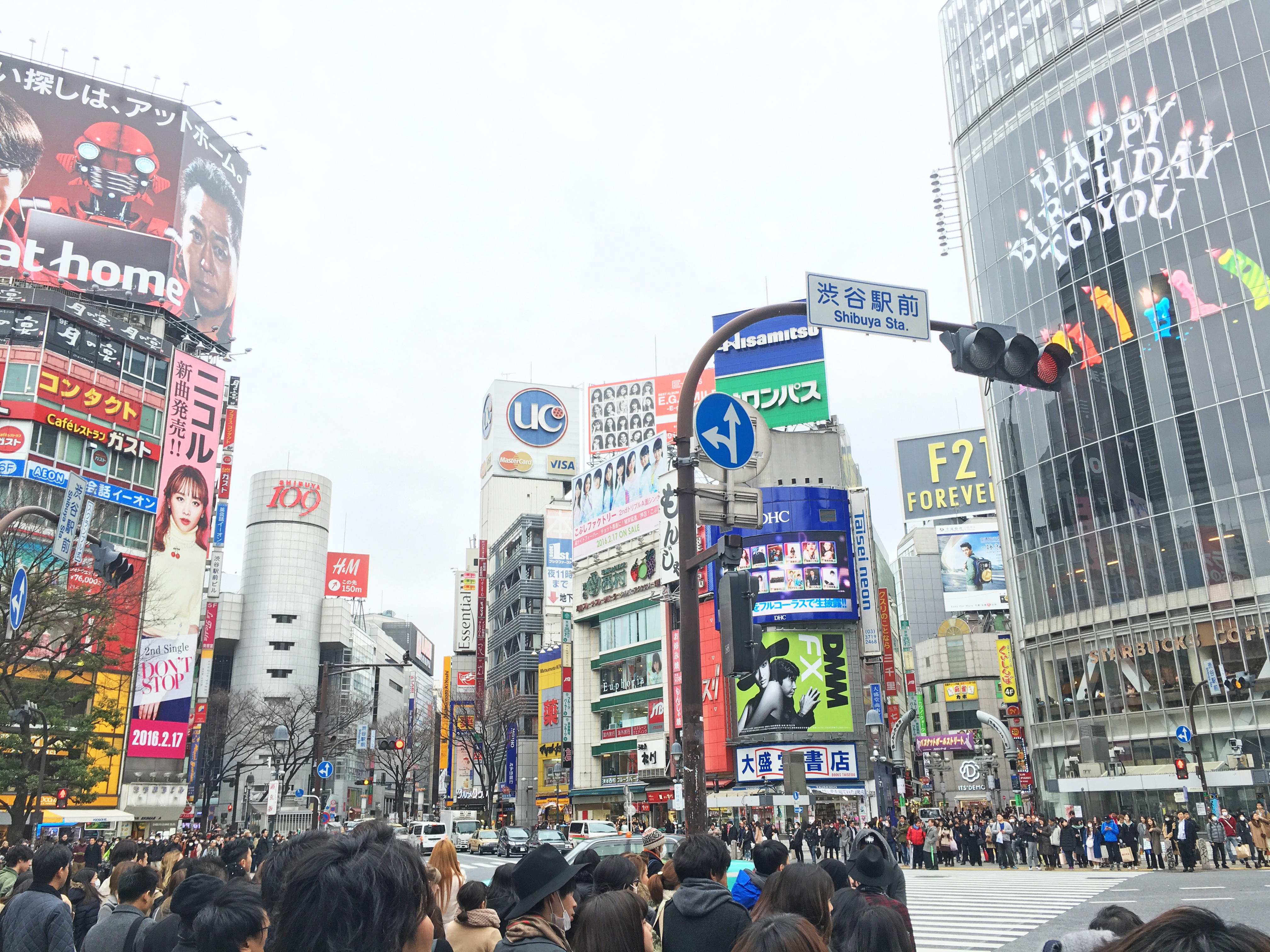
八公口附近的景色（2016年2月24日）

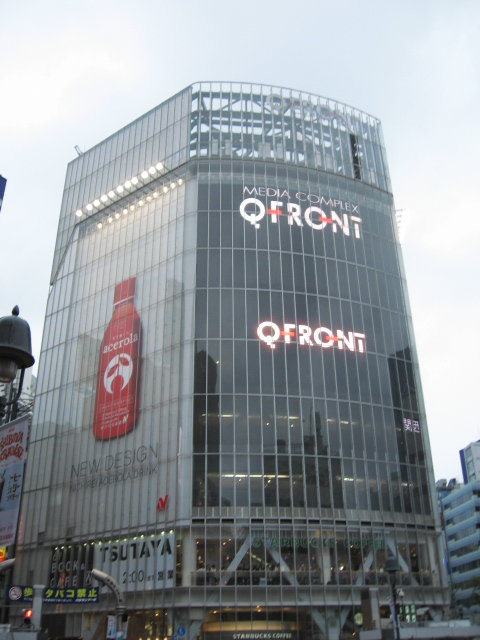
QFRONT（2008年5月5日）

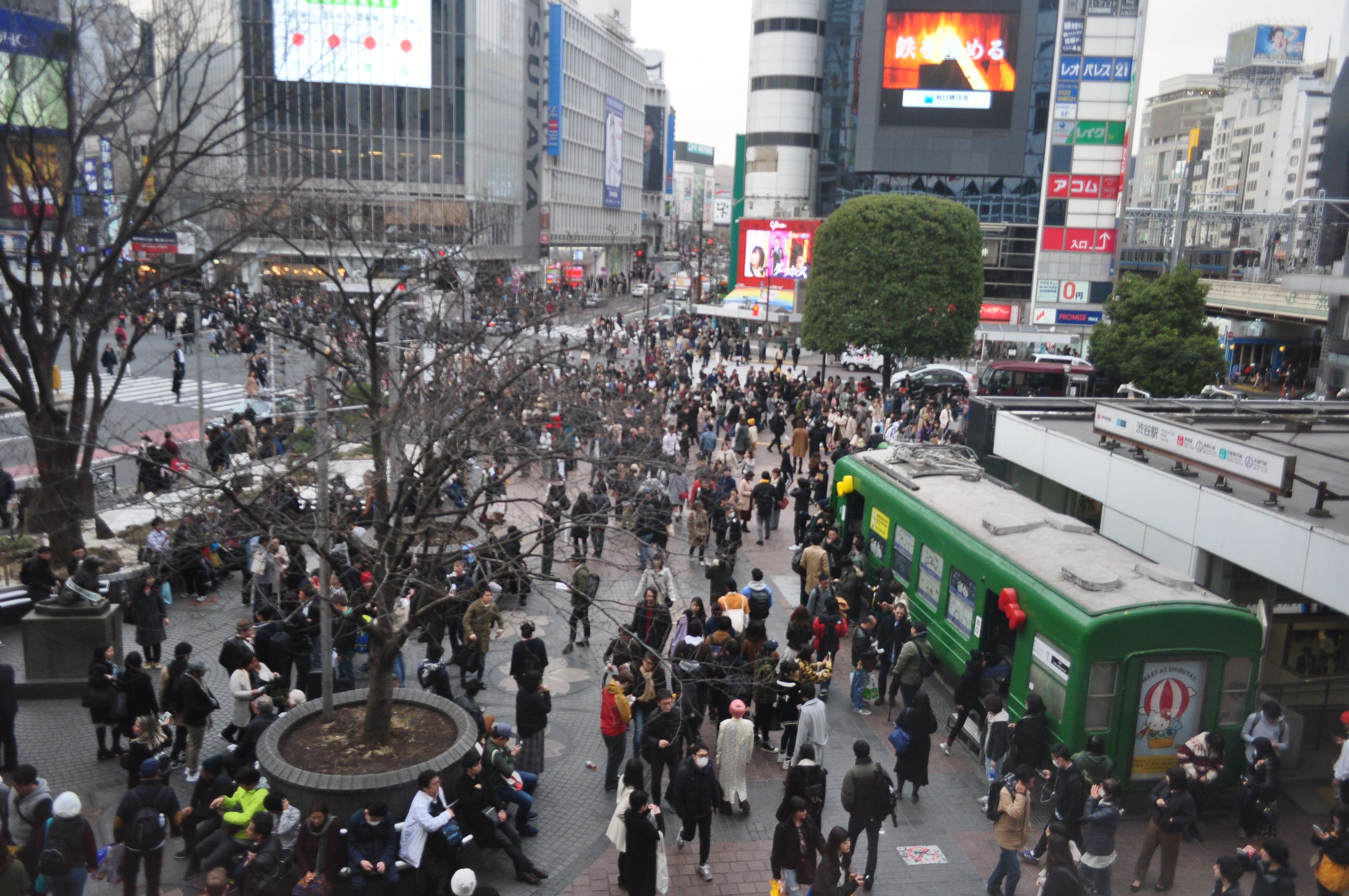
八公口附近忠犬八公銅像（左端）（2018年3月3日）

車站周邊是日本最具代表性的繁華街之一，是年輕人的流行重鎮。

### 八公口
八公口是通往澀谷最知名的澀谷站前交差點的出口，澀谷象徵『忠犬八公』銅像就在出入口前的廣場。为纪念忠犬八公，八公口在涩谷站的出口编号为『8』。路口為的大樓群在2000年代以後設置了四座大型螢幕。過去周邊曾開放為徒步區，但已在2002年（平成14年）12月28日廢止。該路口可通往中心街、澀谷公園通、文化村通、道玄坂方向。往住宅區松濤・神山町方向也可利用本出口。
八公口前在2006年（平成18年）10月26日設置一台初代東急5000系5001號車（青蛙）。車內展示過去澀谷站周邊的照片。
主要設施
- QFRONT
  - SHIBUYA TSUTAYA
- SHIBUYA 109、109MEN'S
- 西武百貨店澀谷店 A、B、Movida館
- 澀谷Loft
- 澀谷Parco（日语：渋谷パルコ）Part1、Part3
- 西班牙坂
- 澀谷丸井
- 洋服的青山（日语：青山商事）澀谷站前總本店
- FOREVER 21
- UNIQLO澀谷道玄坂店
- 山田電機LABI澀谷
- 東急手創館澀谷店
- 東急百貨店本店（日语：東急百貨店本店）
- Bunkamura
  - ORCHARD HALL（日语：オーチャードホール）
  - THEATRE COCOON（日语：シアターコクーン）
  - LE CINÉMA（日语：ル・シネマ）
- BIC CAMERA澀谷八公口店
- TOHO CINEMAS澀谷（日语：TOHOシネマズ渋谷）
- 澀谷地下街（日语：渋谷地下街）
- 澀谷區役所（日语：渋谷区役所）
- 澀谷公會堂
- 澀谷區立神南小學校（日语：渋谷区立神南小学校）
- 澀谷神南郵政局
- 澀谷松濤郵政局
- 澀谷道玄坂郵政局
- 觀世能樂堂
- 澀谷東武飯店（日语：東武ホテルチェーン）
- NHK广播电视中心
  - NHK會館
  - NHK攝影棚公園
  - NHK大家的廣場接觸會館（日语：みんなの広場ふれあいホール）
  - 放送中心內郵政局
- SHIBUYA-AX
- SHIBUYA BOXX（日语：SHIBUYA BOXX）
- 岸紀念體育會館（日语：岸記念体育会館）

### 玉川口
出口附近過去是東急玉川線乘車處而得名。
主要設施
- 澀谷Mark City（京王井之頭線車站大樓）
  - 東急澀谷卓越大飯店（渋谷エクセルホテル東急）
  - Mark City巴士乘車處
    - 往羽田機場、成田機場的機場接駁巴士（利木津巴士）
    - 都市間高速巴士
- LIVE HOUSE（TSUTAYA O-EAST、TSUTAYA O-WEST（日语：TSUTAYA O-WEST）、澀谷WOWB等）
- EUROSPACE（日语：ユーロスペース）

### 西口

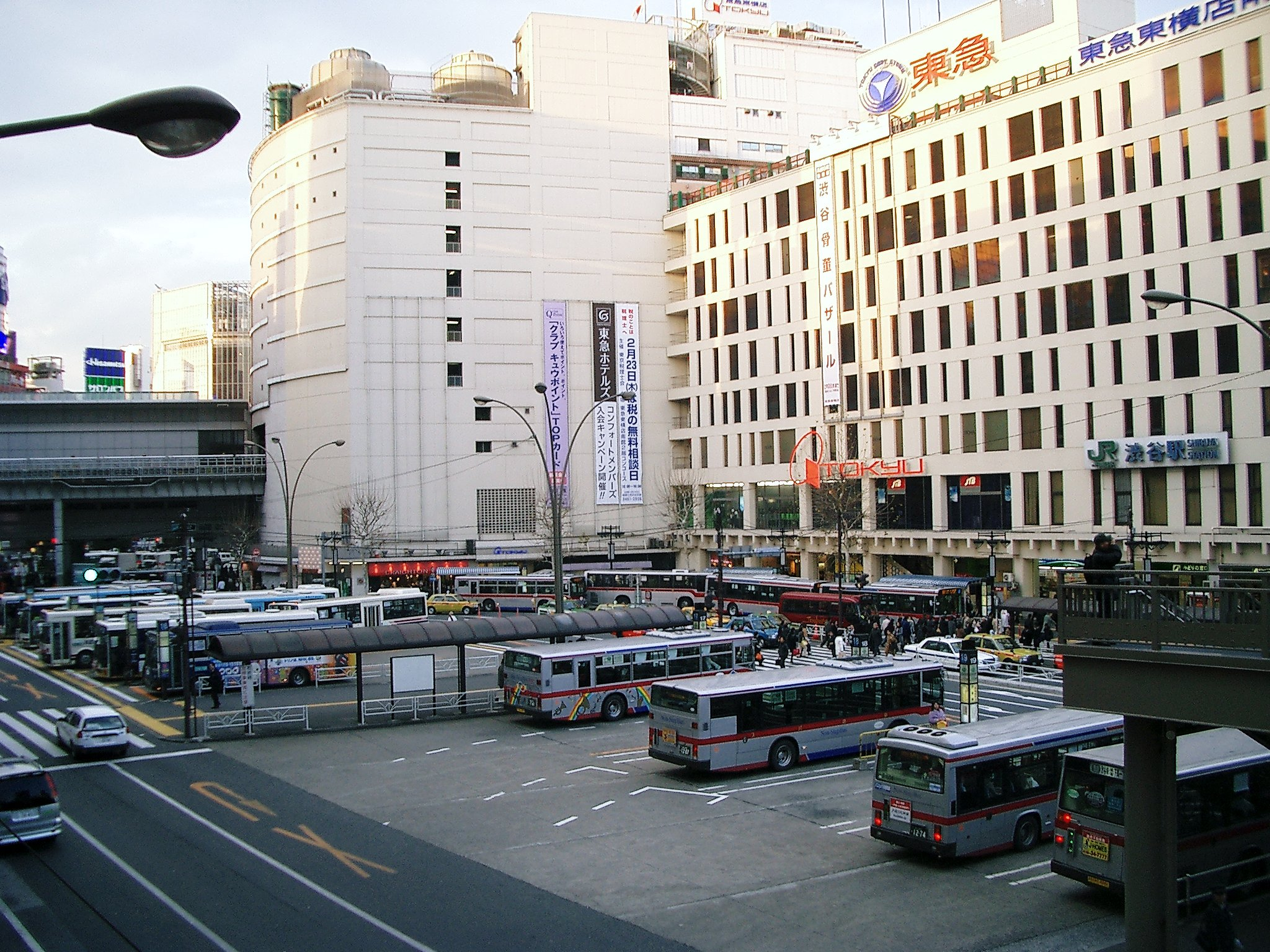
西口巴士總站（2006年2月9日）

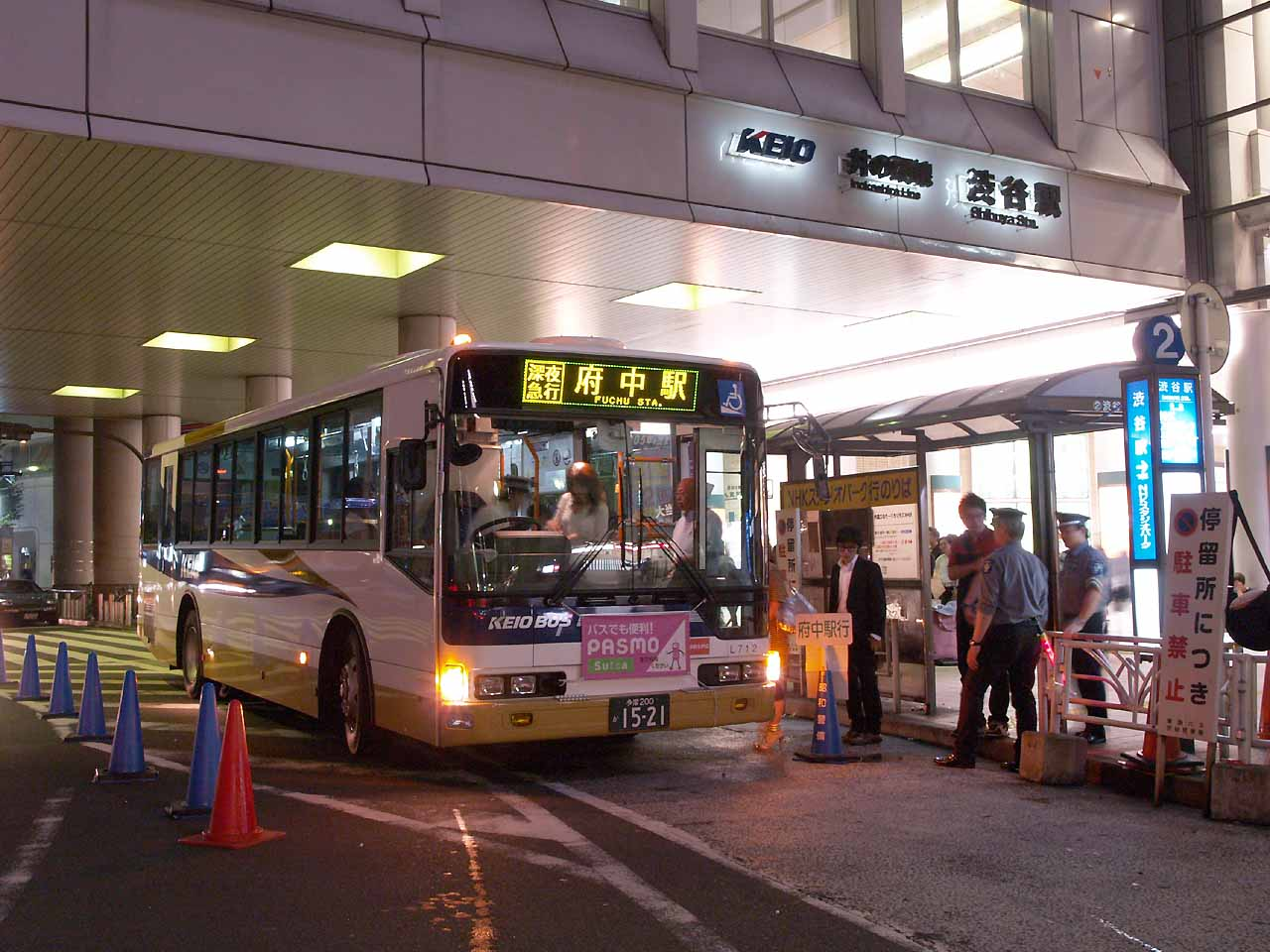
深夜急行巴士(L30712)

有東急巴士與京王巴士停靠的西口巴士總站與東急PLAZA。前往東急澀谷藍塔大飯店（セルリアンタワー東急ホテル）、玉川通、櫻丘町方向也可利用此出口。此地還有座摩亞像（モヤイ像）。
主要設施
- 東急PLAZA澀谷
  - 紀伊國屋書店澀谷店（東急PLAZA內）
- 東急澀谷藍塔大飯店
- 東急電鐵總部
- 澀谷Infoss Tower（日语：渋谷インフォスタワー）
- 菲律賓駐日大使館
- 阿拉伯聯合大公國駐日大使館
- 澀谷中央街郵政局
- 澀谷櫻丘郵政局
- 澀谷區立鉢山中學校（日语：渋谷区立鉢山中学校）

### 東口
站前有巴士總站，以往都心方向（六本木、新橋等）的都營巴士班次為主。明治通與國道246號（玉川通）交差點有1968年（昭和43年）完成的人行天橋 『猛獁象步道橋』與首都高速3號澀谷線高架橋立體交叉。
往六本木通與澀谷警察署可利用此出口。2012年4月26日，高層複合設施『澀谷Hikarie』開幕。
另外，東口也可通往宮益坂，因此東口靠近該處的北側部分（銀座線高架北側）也被稱作「宮益口」。
主要設施
- 警視廳澀谷警察署（日语：渋谷警察署）
- 日本旅行（日语：日本旅行）澀谷支店
- 澀谷十字塔（日语：渋谷クロスタワー）
- 金王八幡宮（日语：金王八幡宮）（澀谷城（日语：渋谷城）跡）
- 日本可口可樂總部
- 澀谷區立澀谷圖書館
- 國學院大學澀谷校區
- 澀谷區立常盤松小學校

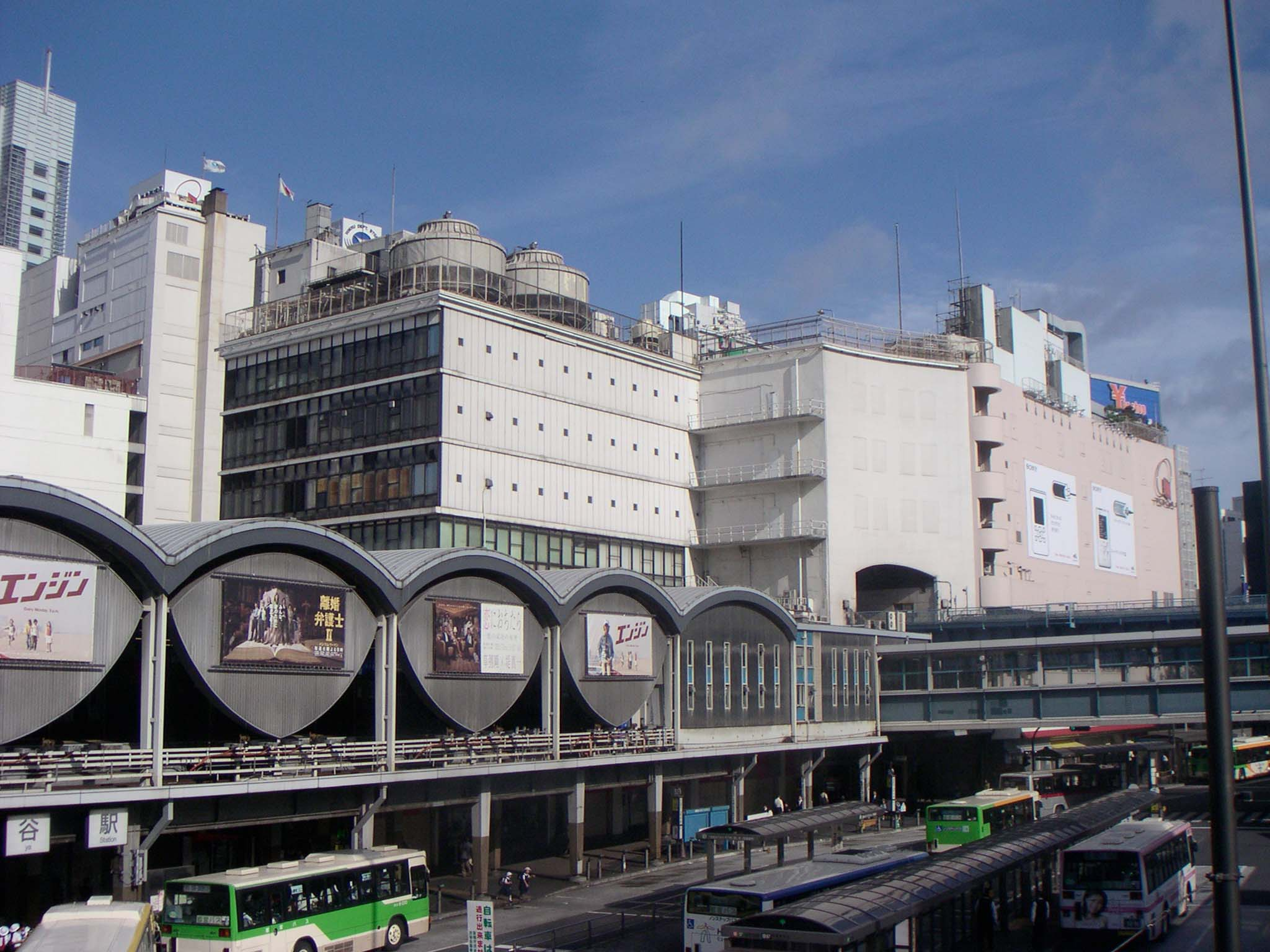
東口（2005年5月）

- 實踐女子學園中學校、高等學校（日语：実践女子学園中学校・高等学校）
- 祕魯駐日大使館
- 澀谷Hikarie

#### 宮益坂口
東口銀座線北側的總稱。除宮益坂外，往明治通的原宿與新宿方向、宮下公園、美竹公園、東京都兒童會館也可利用此出口。
主要設施
- 澀谷東映廣場

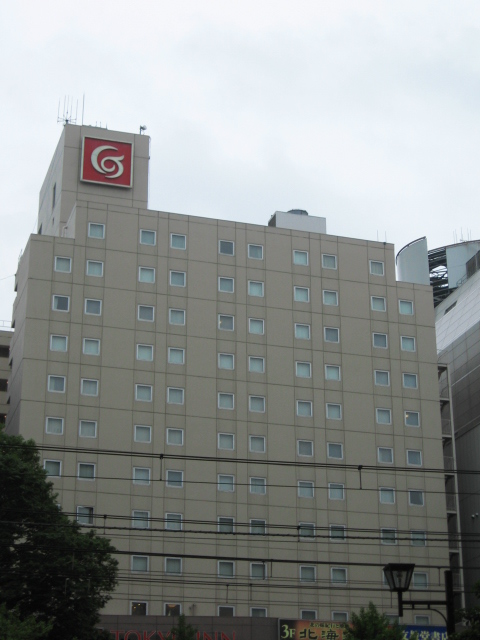
東急INN（2008年5月5日）

  - BIC CAMERA澀谷東口店（澀谷東映廣場下層部分）
  - 澀谷TOEI（日语：渋谷TOEI）1、2
- 澀谷東急INN（日语：東急ホテルズ）
  - 文教堂書店（日语：文教堂）澀谷店（東急INN1樓）
  - GEO澀谷店（東急INN2樓）
- 澀谷郵政局（日语：渋谷郵便局）
  - 郵貯銀行澀谷店
- 澀谷青山通郵政局
- 宮下公園（日语：宮下公園）
- 澀谷METRO PLAZA（渋谷メトロプラザ）
- 澀谷教育學園澀谷中學校、高等學校（日语：渋谷教育学園渋谷中学校・高等学校）
- 舊麒麟藥業（日语：キリンファーマ） 總部
- 青山學院大學青山校區
- 聯合國大學
- 兒童之城（日语：こどもの城）
  - 青山劇場（日语：青山劇場）
  - 青山圓形劇場（日语：青山円形劇場）
- 東京都兒童會館（日语：東京都児童会館）
- Kewpie（日语：キユーピー）總部

### 新南口
埼京線、湘南新宿線月台出口。直通澀谷METS飯店。未來埼京線、湘南新宿線月台遷移後，新南口將成孤立狀態，預定2020年春季後關閉。
主要設施
- 澀谷METS飯店（日语：ホテルメッツチェーン）
- WINS澀谷（日语：ウインズ渋谷）（場外勝馬投票券發售所（日语：場外勝馬投票券発売所））
- 澀谷咖啡研究所（日语：ジェイアール東日本フードビジネス）
- 澀谷區役所冰川出張所
- 澀谷三郵政局
- 澀谷東二郵政局

### 內部商店
東急百貨店東橫店位於車站上方。車站內也有小型站內商店。
主要商店
- 東急百貨店東橫店（日语：東急百貨店東横店）（東館、西館、南館）
  - 東急Food Show（東急フードショー）（西館、南館地下1樓）
  - 東橫暖簾街（東横のれん街）（東館1樓）
- UNIQLO KIOSK澀谷中央店（JR中央剪票口內）

## 巴士路線

### 東側
可搭乘都營巴士、東急巴士、澀谷區社區巴士「八公巴士」，大略可分為以下幾個乘車處。
- 宮益坂口 - 東口： 澀谷站前（都營巴士）
- 澀谷Hikarie前：澀谷站東口（東急）※下車地點與都營巴士澀谷站前相同
- 青山通往東：澀谷站東口（八公）
- 澀谷東急INN前 ： 澀谷站東口（都營巴士）

管轄的巴士營業所如下：
- 東京都交通局（都營）：澀谷營業所（日语：都営バス渋谷営業所）、新宿支所、早稻田營業所（日语：都営バス早稲田営業所）
- 東急巴士（東急）：目黑營業所（日语：東急バス目黒営業所）、下馬營業所（日语：東急バス下馬営業所）
- 八公巴士（八公）：東急巴士淡島營業所（日语：東急バス淡島営業所）

#### 宮益坂口至東口附近
巴士站名：澀谷站前（都營）、澀谷站東口（東急、八公）
| 乘車處 | 系統     | 主要行經地                         | 目的地                            | 公司                          | 管轄營業所 |
| ------ | -------- | ---------------------------------- | --------------------------------- | ----------------------------- | ---------- |
| 51號   | 都01     | 六本木站、赤坂方舟之丘、溜池       | 新橋站                            | ■都營                         | 澀谷       |
| 51號   | 都01折返 | 南青山七丁目                       | 六本木之丘                        | ■都營                         | 澀谷       |
| 51號   | RH01     | （直行）                           | 六本木之丘（循環）                | ■都營                         | 澀谷       |
| 51號   | 深夜01   | 六本木站、赤坂方舟之丘、溜池       | 新橋站北口                        | ■都營                         | 澀谷       |
| 52號   | 澀71     | 代官山站入口、祐天寺               | 洗足站                            | ■東急                         | 下馬       |
| 53號   | 澀72     | 惠比壽站、茶屋坂、目黑不動尊       | 五反田站                          | ■東急                         | 目黑       |
| 53號   | 澀72     | 惠比壽站、茶屋坂                   | 清水                              | ■東急                         | 目黑       |
| 53號   | 澀72     | 惠比壽站、茶屋坂（每月28日）       | 林試之森入口（步行聯絡 五反田站） | ■東急                         | 目黑       |
| 54號   | 學03     | 國學院大學、東京女學館             | 日赤醫療中心                      | ■都營                         | 澀谷       |
| 56號   | 田87     | 惠比壽站、白金高輪站、慶應義塾大學 | 田町站                            | ■都營                         | 澀谷       |
| 58號   | 都06     | 天現寺橋、赤羽橋站                 | 新橋站                            | ■都營                         | 澀谷       |
| 59號   | 澀88     | 南青山五丁目、六本木站、神谷町站   | 新橋站                            | ■都營                         | 新宿       |
| 60號   | 八公巴士 | 夕燒小燒線（夕やけこやけルート）   | 惠比壽一丁目方向                  | ■東急TRANSSÉS（東急トランセ） | 淡島       |

巴士站名：澀谷站、東急百貨店東橫店（東急）
（東橫店宮益坂口）
- City Shuttle 澀谷循環巴士：東急百貨店本店（日语：東急百貨店本店）方向

#### 澀谷東急INN附近
巴士站名：澀谷站東口（都營）
| 乘車處 | 系統     | 主要行經地                                                   | 目的地               | 管轄營業所 |
| ------ | -------- | ------------------------------------------------------------ | -------------------- | ---------- |
| 71號   | 池86     | 表參道、新宿伊勢丹（新宿三丁目站）、高田馬場二丁目、學習院下 | 池袋站東口           | 早稻田     |
| 71號   | 池86     | 表參道、新宿伊勢丹（新宿三丁目站）、高田馬場二丁目           | 早稻田（出、入庫）   | 早稻田     |
| 71號   | 澀88出入 | 表參道                                                       | 新宿車庫（出、入庫） | 新宿       |
| 72號   | 早81     | 原宿站、千駄谷站、東京女子醫大                               | 早大正門             | 新宿       |

### 西側
可搭乘都營巴士、小田急巴士、京王巴士東、京濱急行巴士、東急巴士、東急TRANSSÉS、澀谷區社區巴士「八公巴士」，分散在西口一帶。
管轄的巴士營業所如下：
- 東京都交通局（都營）：新宿支所、杉並支所（日语：都営バス杉並支所）、早稻田營業所、澀谷營業所
- 小田急巴士、小田急城市巴士（小田急）：狛江營業所（日语：小田急バス狛江営業所）、世田谷營業所（日语：小田急シティバス）
- 京王巴士東（京王）：中野營業所（日语：京王バス東・中野営業所）、永福町營業所（日语：京王バス東・永福町営業所）、世田谷營業所、調布營業所（日语：京王バス東・調布営業所）
- 京濱急行巴士（京急）：新子安營業所（日语：京浜急行バス新子安営業所）
- 東急巴士（東急）：淡島營業所、青葉台營業所（日语：東急バス青葉台営業所）、東山田營業所（日语：東急バス東山田営業所）、新羽營業所（日语：東急バス新羽営業所）、瀨田營業所（日语：東急バス瀬田営業所）、下馬營業所、弦卷營業所（日语：東急バス弦巻営業所）、高津營業所（日语：東急バス高津営業所）、目黑營業所
- 八公巴士（八公）：東急巴士淡島營業所、富士特快（日语：フジエクスプレス）本社營業所、京王巴士東·永福町營業所
- SS：富士特快本社營業所

#### 西口附近
巴士站名：澀谷站前（都營）、澀谷站（東急、京王、小田急）、澀谷站西口（八公）
| 乘車處 | 系統                            | 主要行經地                                                             | 目的地                                | 公司          | 管轄營業所  | 備註                                                             |
| ------ | ------------------------------- | ---------------------------------------------------------------------- | ------------------------------------- | ------------- | ----------- | ---------------------------------------------------------------- |
| 0號    | 澀26                            | 三軒茶屋、狛江站                                                       | 調布站南口                            | ■小田急       | 狛江        | 晚上九點後改至3號乘車處發車                                      |
| 1號    | 八公巴士                        | 夕燒小燒線                                                             | 【循環】澀谷區役所                    | ■東急         | 淡島        |                                                                  |
| 1號    | 八公巴士                        | 神宮之杜線（神宮の杜ルート）                                           | 代代木站方向                          | ■富士特快     | 本社        |                                                                  |
| 1號    | 八公巴士                        | 越丘線（丘を越えてルート）                                             | 代代木上原站方向                      | ■京王         | 永福町      |                                                                  |
| 2號    | 直行                            |                                                                        | NHK攝影棚公園                         | ■京王         | 永福町      | 2010年3月31日以前與東急巴士共同運行。                            |
| 2號    | 澀61                            | ＜松濤通＞富谷二丁目、代代木八幡站入口、東京歌劇城南                   | 初台站                                | ■京王         | 中野        | 2014年1月16日起往初台方向先在12號乘車處發車。 同日起行經松濤通。 |
| 2號    | 澀60                            | ＜松濤通＞富谷二丁目、上原一丁目、代代木上原站、北澤小學校             | 大原一丁目                            | ■京王         | 中野        | 2015年4月1日起運行（平日夜間2班）。                              |
| 2號    | 深夜急行                        | 明大前入口、永福町、久我山、三鷹台團地                                 | 吉祥寺站北口                          | ■京王         | 調布        | 平日深夜                                                         |
| 2號    | 深夜急行                        | 蘆花公園站入口、千歲烏山、杜鵑丘站、國領、調布站南口                   | 府中站                                | ■京王         | 調布        | 平日深夜                                                         |
| 3號    | 澀24                            | 三軒茶屋、上町、農大前、成育醫療研究中心前                             | 成城學園前站西口                      | ■東急 ■小田急 | 弦卷 狛江   |                                                                  |
| 3號    | 澀26                            | 三軒茶屋、上町、農大前、成育醫療研究中心前、喜多見站入口、狛江站北口   | 調布站南口                            | ■小田急       | 狛江        | 晚上九點後不經道玄坂                                             |
| 4號    | 澀54                            | 駒場、淡島、梅丘站北口                                                 | 經堂站                                | ■小田急       | 世田谷      |                                                                  |
| 5號    | 澀82                            | 三軒茶屋、駒澤、深澤不動前                                             | 等等力                                | ■東急         | 瀨田        |                                                                  |
| 5號    | 澀82                            | 三軒茶屋、駒澤、深澤不動前                                             | 瀨田營業所（出、入庫）                | ■東急         | 瀨田        |                                                                  |
| 11號   | 澀64                            | 中野坂上站                                                             | 中野站                                | ■京王         | 中野        |                                                                  |
| 12號   | 澀61                            | ＜松濤通＞富谷二丁目、代代木八幡站入口、東京歌劇城南                   | 初台站                                | ■京王         | 中野        | 2014年1月16日起也停靠2號乘車處。 同日起行經松濤通。              |
| 12號   | 澀60                            | ＜松濤通＞富谷二丁目、上原一丁目、代代木上原站、北澤小學校             | 大原一丁目                            | ■京王         | 中野        | 2015年4月1日起運行（平日夜間2班）。                              |
| 12號   | 澀68                            | 代代木上原站                                                           | 大原一丁目 永福町車庫                 | ■京王         | 中野 永福町 | 僅夜間                                                           |
| 12號   | 澀69                            | 代代木上原站                                                           | 【循環】笹塚站                        | ■京王         | 中野        |                                                                  |
| 13號   | 澀63                            | 幡谷                                                                   | 中野站                                | ■京王         | 中野        |                                                                  |
| 14號   | 宿51                            | 西參道、十二社池之下                                                   | 新宿站西口（京王百貨店）              | ■京王         | 永福町      |                                                                  |
| 15號   | 澀66                            | 代代木八幡站入口、幡谷站、笹塚站、代田橋、方南八幡通、堀之內、杉並車庫 | 阿佐谷站                              | ■都營 ■京王   | 杉並 永福町 |                                                                  |
| 17號   | 澀51                            | 駒場、淡島                                                             | 若林折返所 淡島                       | ■東急         | 淡島        |                                                                  |
| 18號   | 澀52                            | 駒場、淡島、若林                                                       | 世田谷區民會館                        | ■東急         | 淡島        |                                                                  |
| 18號   | 澀55                            | 東大前、東北澤                                                         | 幡谷折返所                            | ■東急         | 淡島        |                                                                  |
| 19號   | 澀12                            | 三軒茶屋、駒澤、深澤八丁目、瀨田                                       | 二子玉川站                            | ■東急         | 高津        |                                                                  |
| 19號   | 澀12                            | 三軒茶屋、駒澤、深澤八丁目、二子玉川                                   | 高津營業所                            | ■東急         | 高津        |                                                                  |
| 20號   | 澀05                            | 三軒茶屋、駒留、向天神橋                                               | 弦卷營業所 （教育中心、中央圖書館前） | ■東急         | 弦卷        |                                                                  |
| 21號   | 澀31                            | 三宿、三宿醫院方向                                                     | 【循環】下馬一丁目                    | ■東急         | 淡島        |                                                                  |
| 22號   | 澀32                            | 三宿、學藝大學附屬高校、中丸小學校方向                                 | 【循環】野澤龍雲寺                    | ■東急         | 淡島 下馬   |                                                                  |
| 22號   | 澀32                            | 下馬營業所                                                             |                                       | ■東急         | 淡島 下馬   |                                                                  |
| 22號   | 澀32                            | 三宿                                                                   |                                       | ■東急         | 淡島 下馬   |                                                                  |
| 23號   | 澀33                            | 三宿、學藝大學附屬高校、都立大學站北口、雪谷                           | 多摩川站                              | ■東急         | 下馬        | 僅早晨                                                           |
| 23號   | 澀34                            | 三宿、目黑區民校園（めぐろ区民キャンパス）、都立大學站北口、八雲       | 東京醫療中心                          | ■東急         | 下馬        |                                                                  |
| 31號   | 機場 利木津巴士                 |                                                                        | 羽田機場                              | ■東急 ■京急   | 下馬 新子安 | 12點以前停車                                                     |
| 31號   | 澀11                            | 三軒茶屋、駒澤大學站前、東京醫療中心前、自由丘站入口                   | 田園調布站                            | ■東急         | 淡島        |                                                                  |
| 31號   | 午夜箭號 （ミッドナイトアロー） | 高速新市鎮線 中心北站、中心南站                                        | 仲町台站                              | ■東急         | 東山田      | 僅平日深夜                                                       |
| 32號   | 午夜箭號                        | 高速新橫濱線 新城站、東橫線小杉站、日吉站                              | 新橫濱站（新羽營業所）                | ■東急         | 新羽        | 僅平日深夜                                                       |
| 33號   | 澀41                            | 中目黑站、大鳥神社前、大崎站、青物橫丁                                 | 大井町站 大崎站西口 清水              | ■東急         | 目黑        |                                                                  |
| 33號   | 午夜箭號                        | 高速青葉台線 鷺沼站、多摩廣場站、江田站、市尾站                        | 青葉台站                              | ■東急         | 青葉台      | 僅平日深夜                                                       |
| 34號   | 澀21                            | 三軒茶屋、世田谷區役所入口                                             | 上町站 上町（櫻小學校）               | ■東急         | 弦卷        |                                                                  |
| 34號   | 澀23                            | 三軒茶屋、上町、農大前、千歲船橋                                       | 祖師谷大藏站                          | ■東急         | 弦卷        |                                                                  |
| 34號   | 午夜箭號                        | 高速二子玉川線 大橋、三軒茶屋、二子玉川                                | 溝之口站                              | ■東急         | 高津        | 僅平日、周六深夜                                                 |
| 35號   | 代官山循環                      |                                                                        | 【循環】代官山                        | ■東急TRANSSÉS | 下馬        |                                                                  |
| 35號   | 午夜箭號                        | 高速宮前平線 切通前（溝之口站入口）、身代不動尊前（梶谷站入口）        | 宮前平站                              | ■東急         | 高津        | 僅平日、周六深夜                                                 |

#### 八公口附近
巴士站名：澀谷站八公口（富士特快）
- ［ 八公巴士夕燒小燒線 ］ 惠比壽一丁目方向
- ［ 八公巴士神宮之杜線 ］ 代代木站方向
- [ SS01 ] 往澀谷站（日本經濟大學前）
- [ SS04 ] 往文化總合中心大和田

#### 109MEN'S附近
巴士站名：澀谷站西口（都營）
- [ 池86 ] 往池袋站東口（循環）、往早稻田
- [ 早81 ] 經東京女子醫大往早大正門

#### 日本經濟大學附近
巴士站名：澀谷站（日本經濟大學前）（富士特快）
- [ SS01 ] 【循環】澀谷花園塔、青葉台塔方向（僅午間）
- [ SS02 ] 【直通】往澀谷花園塔（午間以外）
- [ SS03 ] 【直通】往青葉台塔（午間以外）

### 澀谷Mark City
可乘搭高速巴士、機場巴士。

## 車站、周邊再開發

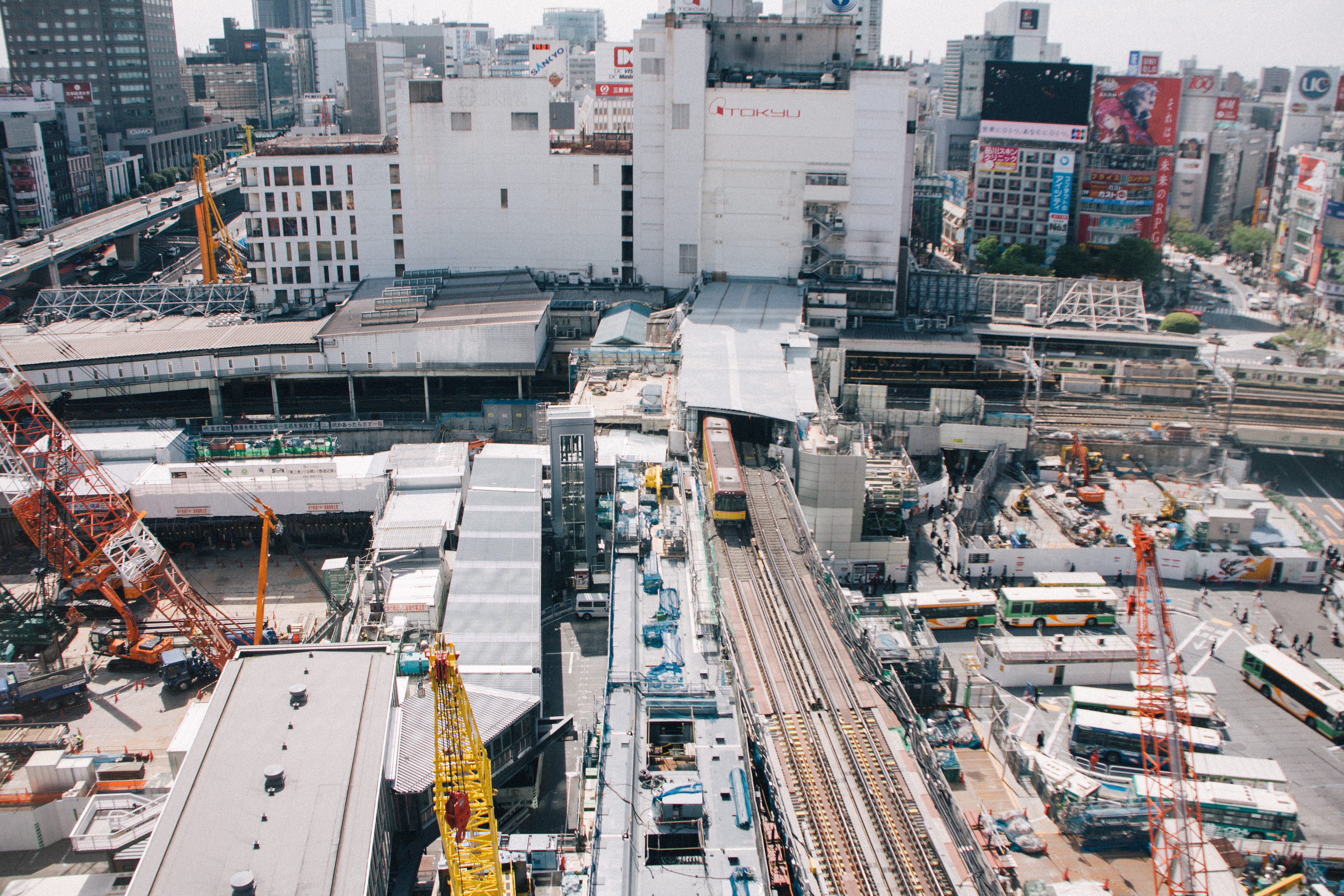
2016年4月在澀谷Hikarie望向澀谷站。左側可建新大樓的建設，中央是銀座線月台搬遷工程的樣子。

東京都與澀谷區在2008年6月30日發表「澀谷站街區基盤整備方針」。
2009年1月，公開「澀谷站街區基盤整備都市計畫變更（原案）摘要」。
「澀谷站街區土地區劃整理事業」在2010年10月14日已獲核准。施行期間為該年至2026年。
整備內容如下。

### 車站設施改良
- 利用舊東橫線地面月台用地，埼京線、湘南新宿線（山手貨物線）月台將與山手線月台並列。此外，山手線月台也將改為島式月台並稍往北移。JR車站月台將與惠比壽站配置相同。
- 銀座線月台東移（JR線東側）並改為島式月台。新位置在明治通與JR線之間的空間，翻新原先狹窄的樓梯與剪票口。
- 山手線月台上的剪票口全面改建，設置寬廣的轉乘大廳。國道246號上建設空中行人平台。現在往埼京線、湘南新宿線的聯絡通道將變為往新南剪票口方向的通道。

### 新車站大樓建設
- 舊東橫線地面月台與東急百貨店東橫店拆除後的用地將建設新的車站大樓。

### 站前廣場改良
- 廢止連結八公前廣場與西口巴士總站的車道。
- 西口巴士總站在地下設立計程車乘車處。
- 擴大八公口、西口、東口各廣場與巴士總站。

### 行人動線改良
- 車站設施與廣場、車站大樓改良，東西連結通道擴大、步道與地下道改良。
- 東口側的新文化街區、新車站大樓、西口側之間設置空中聯絡通道。

### 停車場整備
- 西口地下計程車乘車處下方建為公共停車場。
- 副都心線車站上方建設地下自行車停車場。

## 相鄰車站
※東日本旅客鐵道的特急「成田特快」參見該條目，Home Liner參見湘南Liner的條目。
東日本旅客鐵道
 山手線
惠比壽（JY 21）－澀谷（JY 20）－原宿（JY 19）
 埼京線（包括直通 相鐵線）
■通勤快速、■快速、■各站停車
惠比壽（JA 09）－澀谷（JA 10）－新宿（JA 11）
 湘南新宿線
- 特急「成田特快」停車站
- 「早安Liner新宿」「Home Liner小田原」停車站

■特別快速
大崎（JS 17）－澀谷（JS 19）－新宿（JS 20）
■快速、■普通
惠比壽（JS 18）－澀谷（JS 19）－新宿（JS 20）
京王電鐵
 井之頭線
■急行
澀谷（IN01）－下北澤（IN05）
■各站停車
澀谷（IN01）－神泉（IN02）
東京大學教養學部舉行入學試時，部分急行班次會臨時停靠駒場東大前站。
東急電鐵
 東橫線
- □S-TRAIN停靠站

■特急、□通勤特急、■急行（特急幾乎全列車在副都心線內以急行行駛，通勤特急幾乎全列車在副都心線內以通勤急行行駛，急行幾乎全列車在副都心線內以各站停車行駛）
（副都心線）－澀谷（TY01）－中目黑（TY03）
■各站停車
（副都心線）－澀谷（TY01）－代官山（TY02）
 田園都市線
■急行（半藏門線內為各站停車）
（半藏門線）－澀谷（DT01）－三軒茶屋（DT03）
■準急、■各站停車
（半藏門線）－澀谷（DT01）－池尻大橋（DT02）
東京地下鐵
 銀座線
澀谷（G 01）－表參道（G 02）
 半藏門線（線內全部列車均為各站停車）
（田園都市線）－澀谷（Z 01）－表參道（Z 02）
 副都心線

- □S-TRAIN停靠站

■通勤急行（幾乎所有列車在東橫線內以通勤特急行駛）
新宿三丁目（F 13）－澀谷（F 16）－（東橫線）
■急行、■各站停車（急行幾乎全列車在東橫線內以特急行駛，部份各站停車在東橫線內以急行行駛）
明治神宮前〈原宿〉（F 15）－澀谷（F 16）－（東橫線）

### 利用狀況資料來源
JR、私鐵、地下鐵1日平均使用人數
1. ↑  . JR東日本.   [2016-03-30]. （原始内容存档于2001-05-06）.
2. ↑  . 東急電鉄.   [2016-03-17]. （原始内容存档于2016-03-06）.
3. ↑  . 京王電鉄.   [2016-03-30]. （原始内容存档于2013-02-02）.
4. ↑  . 東京メトロ.   [2016-03-30]. （原始内容存档于2018-02-13）.

JR東日本1999年度起的上車人次
1. ↑  .   [2016-03-30]. （原始内容存档于2017-06-27）.
2. ↑  .   [2016-03-30]. （原始内容存档于2014-10-09）.
3. ↑  各駅の乗車人員（2001年度） （页面存档备份，存于） - JR東日本
4. ↑  各駅の乗車人員（2002年度） （页面存档备份，存于） - JR東日本
5. ↑  各駅の乗車人員（2003年度） （页面存档备份，存于） - JR東日本
6. ↑  各駅の乗車人員（2004年度） （页面存档备份，存于） - JR東日本
7. ↑  各駅の乗車人員（2005年度） （页面存档备份，存于） - JR東日本
8. ↑  各駅の乗車人員（2006年度） （页面存档备份，存于） - JR東日本
9. ↑  各駅の乗車人員（2007年度） （页面存档备份，存于） - JR東日本
10. ↑  各駅の乗車人員（2008年度） （页面存档备份，存于） - JR東日本
11. ↑  各駅の乗車人員（2009年度） （页面存档备份，存于） - JR東日本
12. ↑  各駅の乗車人員（2010年度） （页面存档备份，存于） - JR東日本
13. ↑  各駅の乗車人員（2011年度） （页面存档备份，存于） - JR東日本
14. 1 2 3  各駅の乗車人員（2012年度） （页面存档备份，存于） - JR東日本
15. 1 2 3  各駅の乗車人員（2013年度） （页面存档备份，存于） - JR東日本
16. 1 2 3  各駅の乗車人員（2014年度） （页面存档备份，存于） - JR東日本
17. 1 2 3  各駅の乗車人員（2015年度） （页面存档备份，存于） - JR東日本
18. 1 2 3  各駅の乗車人員（2016年度） （页面存档备份，存于） - JR東日本
19. 1 2 3  各駅の乗車人員（2017年度） （页面存档备份，存于） - JR東日本
20. 1 2 3  各駅の乗車人員（2018年度） （页面存档备份，存于） - JR東日本
21. 1 2 3  各駅の乗車人員（2019年度） （页面存档备份，存于） - JR東日本

JR除外的私鐵、地下鐵上下車人次
1. 1 2  . 関東交通広告協議会.   [2017-07-20]. （原始内容存档于2017-07-31）.
2. 1 2  . 渋谷区.   [2016-03-30]. （原始内容存档于2017-08-31）.

東京府統計書
1. ↑  東京府統計書 - 国立国会図書館（デジタル化資料）
2. ↑  .   [2020-07-27]. （原始内容存档于2021-12-15）.
3. ↑  .   [2020-07-27]. （原始内容存档于2021-12-15）.
4. ↑  .   [2020-07-27]. （原始内容存档于2021-12-15）.
5. ↑  .   [2020-07-27]. （原始内容存档于2021-12-15）.
6. ↑  .   [2020-07-27]. （原始内容存档于2021-12-15）.
7. ↑  .   [2020-07-27]. （原始内容存档于2021-12-15）.
8. ↑  .   [2020-07-27]. （原始内容存档于2019-07-01）.
9. ↑  .   [2020-07-27]. （原始内容存档于2019-07-01）.
10. ↑  .   [2020-07-27]. （原始内容存档于2019-07-01）.
11. ↑  .   [2020-07-27]. （原始内容存档于2019-07-01）.
12. ↑  .   [2020-07-27]. （原始内容存档于2019-07-01）.
13. ↑  .   [2020-07-27]. （原始内容存档于2021-08-14）.
14. ↑  .   [2020-07-27]. （原始内容存档于2019-07-01）.
15. ↑  .   [2020-07-27]. （原始内容存档于2019-07-01）.
16. ↑  .   [2020-07-27]. （原始内容存档于2019-07-01）.
17. ↑  .   [2020-07-27]. （原始内容存档于2019-02-21）.
18. ↑  .   [2020-07-27]. （原始内容存档于2021-01-01）.
19. ↑  .   [2020-07-27]. （原始内容存档于2019-02-21）.
20. ↑  .   [2020-07-27]. （原始内容存档于2019-02-21）.
21. ↑  .   [2020-07-27]. （原始内容存档于2019-02-21）.
22. ↑  .   [2020-07-27]. （原始内容存档于2019-02-21）.
23. ↑  .   [2020-07-27]. （原始内容存档于2019-02-21）.
24. ↑  .   [2020-07-27]. （原始内容存档于2021-12-15）.
25. ↑  .   [2020-07-27]. （原始内容存档于2019-02-21）.
26. ↑  .   [2020-07-27]. （原始内容存档于2019-02-21）.
27. ↑  .   [2020-07-27]. （原始内容存档于2021-12-15）.
28. ↑  .   [2020-07-27]. （原始内容存档于2019-01-23）.
29. ↑  .   [2020-07-27]. （原始内容存档于2019-01-23）.
30. ↑  .   [2020-07-27]. （原始内容存档于2019-02-21）.
31. ↑  .   [2020-07-27]. （原始内容存档于2019-02-21）.
32. ↑  .   [2020-07-27]. （原始内容存档于2019-02-21）.
33. ↑  .   [2020-07-27]. （原始内容存档于2019-02-21）.
34. ↑  .   [2020-07-27]. （原始内容存档于2019-02-21）.
35. ↑  .   [2020-07-27]. （原始内容存档于2019-02-20）.
36. ↑  .   [2020-07-27]. （原始内容存档于2019-02-20）.
37. ↑  .   [2020-07-27]. （原始内容存档于2019-02-20）.
38. ↑  .   [2020-07-27]. （原始内容存档于2019-02-20）.
39. ↑  .   [2020-07-27]. （原始内容存档于2019-02-20）.
40. ↑  .   [2020-07-27]. （原始内容存档于2019-02-20）.
41. ↑  .   [2020-07-27]. （原始内容存档于2019-02-19）.
42. ↑  .   [2020-07-27]. （原始内容存档于2019-02-19）.
43. ↑  .   [2020-07-27]. （原始内容存档于2019-02-19）.

東京都統計年鑑
1. ↑  昭和28年PDF。13ページ
2. ↑  昭和29年PDF。10ページ
3. ↑  昭和30年PDF。10ページ
4. ↑  昭和31年PDF
5. ↑  昭和32年PDF
6. ↑  昭和33年PDF
7. ↑  .   [2016-03-30]. （原始内容存档于2016-03-05）.
8. ↑  .   [2016-03-30]. （原始内容存档于2016-03-05）.
9. ↑  .   [2016-03-30]. （原始内容存档于2015-06-29）.
10. ↑  .   [2016-03-30]. （原始内容存档于2015-06-29）.
11. ↑  .   [2016-03-30]. （原始内容存档于2015-06-29）.
12. ↑  .   [2016-03-30]. （原始内容存档于2015-06-29）.
13. ↑  .   [2016-03-30]. （原始内容存档于2016-03-05）.
14. ↑  .   [2016-03-30]. （原始内容存档于2016-03-05）.
15. ↑  .   [2016-03-30]. （原始内容存档于2016-03-05）.
16. ↑  .   [2016-03-30]. （原始内容存档于2016-03-05）.
17. ↑  .   [2016-03-30]. （原始内容存档于2016-03-05）.
18. ↑  .   [2016-03-30]. （原始内容存档于2016-03-05）.
19. ↑  .   [2016-03-30]. （原始内容存档于2015-06-29）.
20. ↑  .   [2016-03-30]. （原始内容存档于2015-06-29）.
21. ↑  .   [2016-03-30]. （原始内容存档于2015-06-29）.
22. ↑  .   [2016-03-30]. （原始内容存档于2016-03-05）.
23. ↑  .   [2016-03-30]. （原始内容存档于2016-06-02）.
24. ↑  .   [2016-03-30]. （原始内容存档于2015-06-29）.
25. ↑  .   [2016-03-30]. （原始内容存档于2016-03-05）.
26. ↑  .   [2016-03-30]. （原始内容存档于2015-06-29）.
27. ↑  .   [2016-03-30]. （原始内容存档于2016-03-05）.
28. ↑  .   [2016-03-30]. （原始内容存档于2016-03-05）.
29. ↑  .   [2016-03-30]. （原始内容存档于2016-03-05）.
30. ↑  .   [2016-03-30]. （原始内容存档于2015-06-29）.
31. ↑  .   [2016-03-30]. （原始内容存档于2015-06-29）.
32. ↑  .   [2016-03-30]. （原始内容存档于2015-06-29）.
33. ↑  .   [2016-03-30]. （原始内容存档于2016-03-05）.
34. ↑  .   [2016-03-30]. （原始内容存档于2016-03-05）.
35. ↑  .   [2016-03-30]. （原始内容存档于2015-06-29）.
36. ↑  .   [2016-03-30]. （原始内容存档于2016-03-05）.
37. ↑  .   [2016-03-30]. （原始内容存档于2016-03-05）.
38. ↑  .   [2016-03-30]. （原始内容存档于2016-03-05）.
39. ↑  .   [2016-03-30]. （原始内容存档于2016-03-05）.
40. ↑  .   [2016-03-30]. （原始内容存档于2013-08-15）.
41. ↑  .   [2016-03-30]. （原始内容存档于2013-02-03）.
42. ↑  .   [2016-03-30]. （原始内容存档于2013-02-03）.
43. ↑  .   [2016-03-30]. （原始内容存档于2013-02-03）.
44. ↑  .   [2016-03-30]. （原始内容存档于2013-02-03）.
45. ↑  .   [2016-03-30]. （原始内容存档于2016-03-04）.
46. ↑  平成10年PDF
47. ↑  平成11年PDF
48. ↑  .   [2016-03-30]. （原始内容存档于2016-03-04）.
49. ↑  .   [2016-03-30]. （原始内容存档于2016-03-04）.
50. ↑  .   [2016-03-30]. （原始内容存档于2017-07-29）.
51. ↑  .   [2016-03-30]. （原始内容存档于2017-07-29）.
52. ↑  .   [2016-03-30]. （原始内容存档于2017-07-29）.
53. ↑  .   [2016-03-30]. （原始内容存档于2017-07-29）.
54. ↑  .   [2016-03-30]. （原始内容存档于2017-07-29）.
55. ↑  .   [2016-03-30]. （原始内容存档于2017-07-29）.
56. ↑  .   [2016-03-30]. （原始内容存档于2017-07-29）.
57. ↑  .   [2016-03-30]. （原始内容存档于2016-03-26）.
58. ↑  .   [2016-03-30]. （原始内容存档于2016-03-27）.
59. ↑  .   [2016-03-30]. （原始内容存档于2016-03-25）.
60. ↑  .   [2016-03-30]. （原始内容存档于2016-03-27）.
61. ↑  .   [2016-03-30]. （原始内容存档于2016-03-22）.
62. ↑  .   [2017-06-15]. （原始内容存档于2017-07-30）.
63. ↑  .   [2017-06-15]. （原始内容存档于2018-11-09）.
64. ↑  .   [2018-10-22]. （原始内容存档于2019-05-02）.
65. ↑  .   [2020-07-27]. （原始内容存档于2019-12-03）.
66. ↑  .   [2020-07-27]. （原始内容存档于2020-08-04）.

資料
1. ↑  . 産経新聞.   [2016-03-30]. （原始内容存档于2020-06-07）.

## 外部連結
- 車站資訊（澀谷）：東日本旅客鐵道（日語）
- 澀谷（各站資訊） - 東急電鐵（日語）
- 澀谷/G01/Z01/F16 | 路線・車站資訊 | 東京地下鐵（日語）
- 澀谷 - 京王電鐵（日語）
- 澀谷區 澀谷站周邊整備 （页面存档备份，存于）（日語）